# Neuseeland
Neuseeland (englisch New Zealand [njuːˈziːlənd], Maori Aotearoa [aɔˈtɛaɾɔa]) ist ein geographisch isolierter Inselstaat im südlichen Pazifik. Er besteht aus einer Nord- und einer Südinsel sowie zahlreichen kleineren Inseln. Die nächstgelegenen größeren Landmassen befinden sich im Westen mit dem australischen Kontinent (die Westküsten der beiden Hauptinseln Neuseelands sind zwischen 1530 km und rund 2100 km von der Ostküste Australiens und Tasmaniens entfernt), im Norden mit der französischen Insel Neukaledonien und den Inselstaaten Tonga und Fidschi sowie im Süden mit dem Kontinent Antarktika.
Weder geographisch noch kulturell lässt sich Neuseeland einer bestimmten Großregion zuordnen: Das Land liegt teils auf der australischen, teils auf der pazifischen Platte und ist sowohl mit dem europäisch geprägten Kulturraum Australiens als auch mit dem polynesischen Teil Ozeaniens verbunden.
Neuseeland ist ein Königreich im Commonwealth of Nations mit demokratisch-parlamentarischer Verfassung. Der König von Neuseeland ist Charles III. Das politische System Neuseelands ist eine parlamentarische Monarchie nach dem Vorbild des britischen Westminster-Systems.
Für einen Industriestaat ungewöhnlich sind die Hauptwirtschaftszweige Land- und Forstwirtschaft, Lebensmittelindustrie (hauptsächlich Molkereiprodukte) sowie Tourismus. Neuseeland wird als „grüne Insel“ bezeichnet, was teilweise der dünnen Besiedlung und der Naturvielfalt zu verdanken ist. Diese sowie die einzigartige Vegetation sind auch durch die relativ isolierte Lage der Inseln bedingt.

## Geographie

### Ausdehnung und Lage
Neuseeland besteht aus zwei Hauptinseln, der Nord- und der Südinsel, sowie mehr als 700 kleineren Inseln. Die beiden häufig als Mainland New Zealand (deutsch etwa: Festland Neuseeland) bezeichneten Hauptinseln werden durch die an der schmalsten Stelle 23 km breite Cookstraße voneinander getrennt. Ein Großteil der kleineren Inseln wie etwa Stewart Island, die mitunter noch zum Mainland New Zealand gezählt wird, die Great Barrier Island oder die dicht besiedelte Waiheke Island liegen innerhalb einer Zone von 50 km vor der Küste der Hauptinseln. Die 1000 km nördlich der Nordinsel gelegenen Kermadec Islands, die 700 km östlich liegenden Chatham Islands nahe der Internationalen Datumsgrenze sowie die mehr als 200 km südlich der Südinsel liegenden subantarktischen Inseln in den vier unbewohnten Inselgruppen der Auckland Islands, der Antipoden Islands, der Snares Islands, der Bounty Islands und der Insel Campbell Island, gehören nicht zum Archipel um die beiden Hauptinseln. Die Nordinsel liegt gänzlich auf der Australischen Platte und die Südinsel teils auf der Australischen und Pazifischen Platte. Während der letzten Eiszeit waren die Nord- und die Südinsel miteinander verbunden.
Neuseeland erhebt außerdem Anspruch auf das Ross-Nebengebiet in der Antarktis, das auch eine Reihe weiterer Inseln umfasst; dieser Anspruch wird aber international aufgrund des Antarktis-Vertrags nicht anerkannt. Ferner gehört Tokelau als abhängiges Gebiet zum Staat Neuseeland, und die Cookinseln und Niue sind selbstverwaltete Territorien in freier Assoziierung mit Neuseeland. Diese Gebiete werden im Folgenden nicht weiter berücksichtigt.
Die gesamte Landfläche Neuseelands beträgt 269.652 km² und ist damit etwas kleiner als die Italiens oder der Philippinen, aber etwas größer als die des Vereinigten Königreichs. Während die Hauptinseln des Archipels in Ost-West-Richtung nie breiter als 450 km sind, erstrecken sie sich entlang der Hauptachse in nordöstlicher Richtung über 1600 km. Die gesamte Küstenlinie umfasst dabei ungefähr 15.134 km. Die Hoheitsgewässer Neuseelands sind mit 167.653 km² relativ zur Landmasse sehr groß, die Ausschließliche Wirtschaftszone ist mit 3.931.136 km² sogar eine der weltweit größten.
Neuseeland befindet sich in der südlichen Hemisphäre. Alle neuseeländischen Inseln liegen isoliert im südwestlichen Pazifischen Ozean. Das Land wird damit im Allgemeinen Ozeanien zugeordnet (insbesondere, wenn der Begriff Ozeanien auch Australien mit einschließt) bzw. in kleinräumigerer Betrachtung als eine Insel Polynesiens angesehen. Teilweise wird es aber aufgrund der kulturellen Gemeinsamkeiten auch dem Kontinent Australien zugeordnet. Als Randmeer des Pazifiks liegt die Tasmansee westlich der beiden Hauptinseln und trennt Neuseeland vom bis zu 2100 km entfernten Australien. Die kürzeste Entfernung beträgt allerdings 1530 km, zwischen der Südinsel Neuseelands und Tasmanien gemessen. Nach Australien ist das antarktische Festland, etwa 3000 km im Süden, die nächste größere Landmasse. Weitere Staaten oder Kolonien in der Nähe Neuseelands sind im Norden Neukaledonien, Tonga und Fidschi. Neuseeland ist der Staat, der am weitesten von Mitteleuropa entfernt liegt: Teile des Landes befinden sich auf der Erdkugel exakt gegenüber von Spanien, sind also dessen Antipoden.
Die Ausdehnung Neuseelands von Nord nach Süd wird umgangssprachlich häufig mit „from Cape Reinga to The Bluff“ („von Cape Reinga bis zum Bluff“) beschrieben, tatsächlich sind aber die Surville Cliffs am North Cape (34° 23′ 35″ S, 173° 0′ 48″ O) der nördlichste Punkt der Nordinsel und Slope Point in den Catlins (46° 40′ 34″ S, 169° 0′ 22″ O) der südlichste Punkt der Südinsel. Zählt man Stewart Island zum Mainland New Zealand, so ist der südlichste Punkt das South Cape (47° 17′ 24″ S, 167° 32′ 12″ O). Nimmt man die außerhalb des Archipels gelegenen Inseln hinzu, so ist Nugent Island in der Gruppe der Kermadecinseln der nördlichste (29° 14′ S, 177° 52′ O) und Jacquemart Island in der Gruppe der Campbellinseln (52° 37′ S, 169° 8′ O) der südlichste Punkt des Landes. Der westlichste Punkt des Landes ist Cape Lovitt auf den Aucklandinseln, der östlichste die Forty-Fours in den Chathaminseln. Nimmt man wiederum nur die beiden Hauptinseln, so ist West Cape der westlichste und East Cape der östlichste Punkt des Landes. Der geographische Mittelpunkt des Landes befindet sich in den Tararua Range auf der Nordinsel des Landes und hat die Koordinaten 41° 1′ 5,6″ S, 175° 21′ 44,2″ O.
Neuseeland und die mit ihm assoziierten Territorien liegen in vier verschiedenen Zeitzonen, die Hauptinseln verwenden die NZST, die UTC +12 entspricht.

Extrempunkte Neuseelands
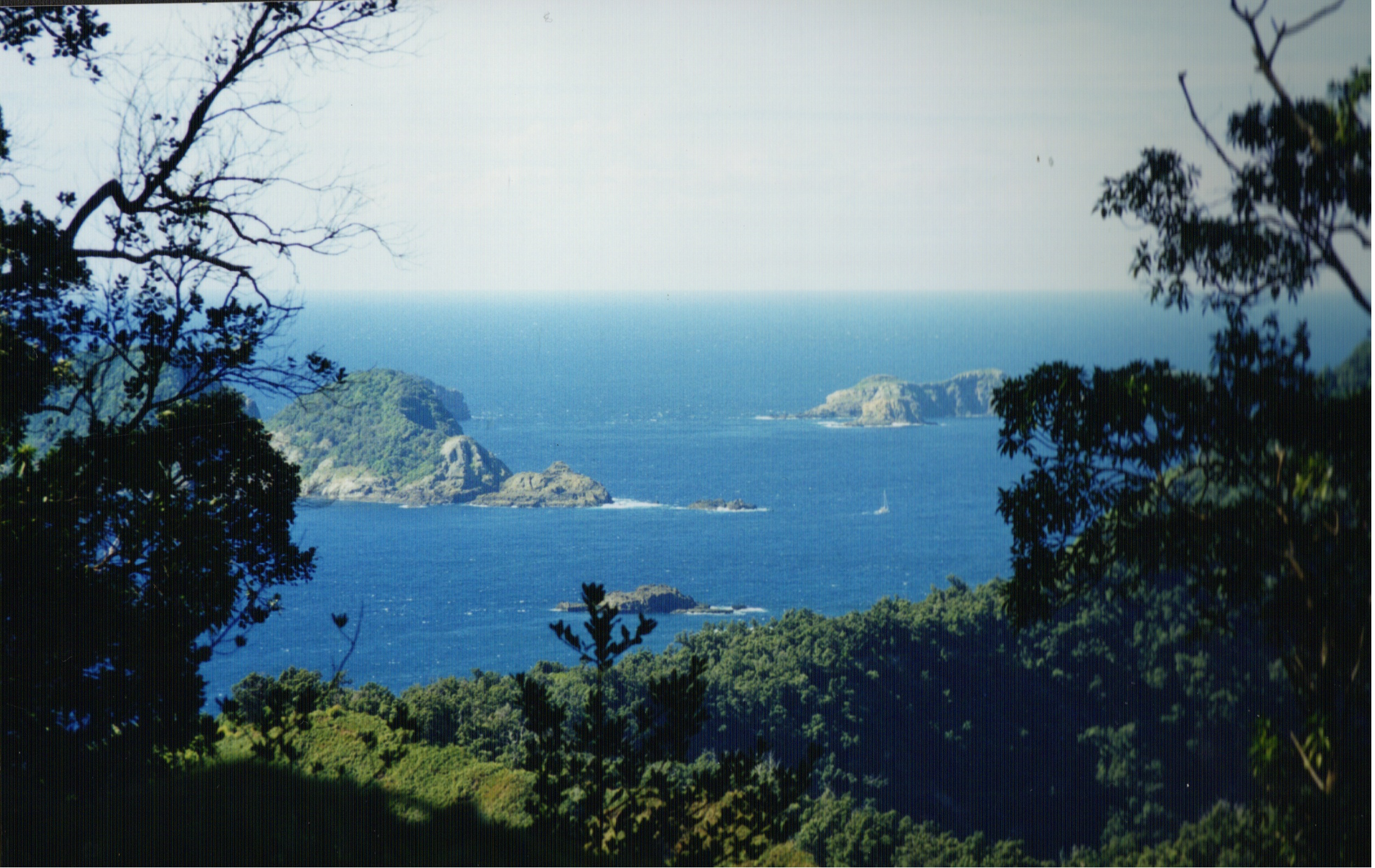
Nugent Island – nördlichster Punkt
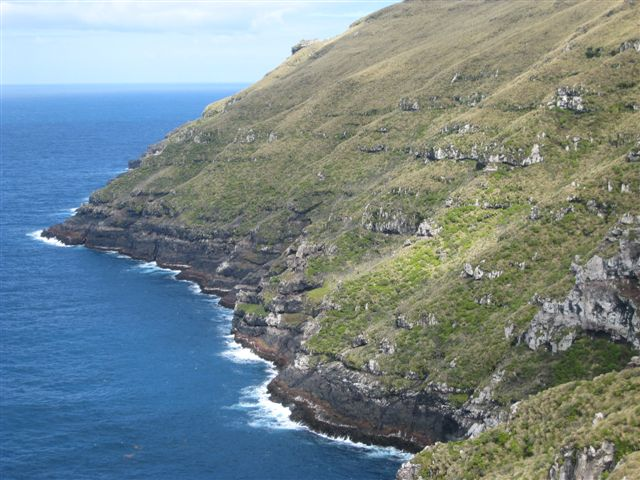
Cape Lovitt auf Auckland Island – westlichster Punkt
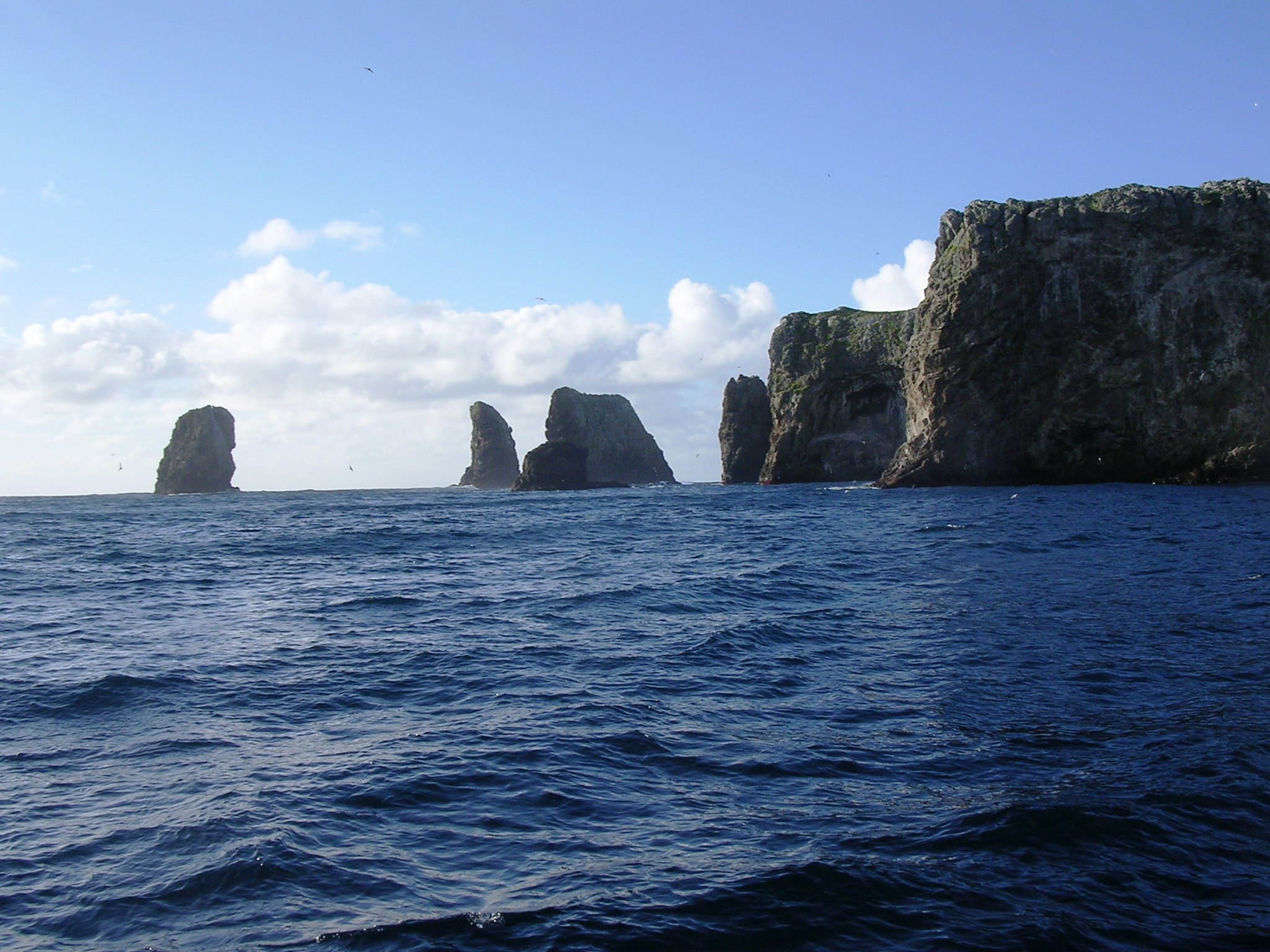
Die Forty-Fours – östlichster Punkt
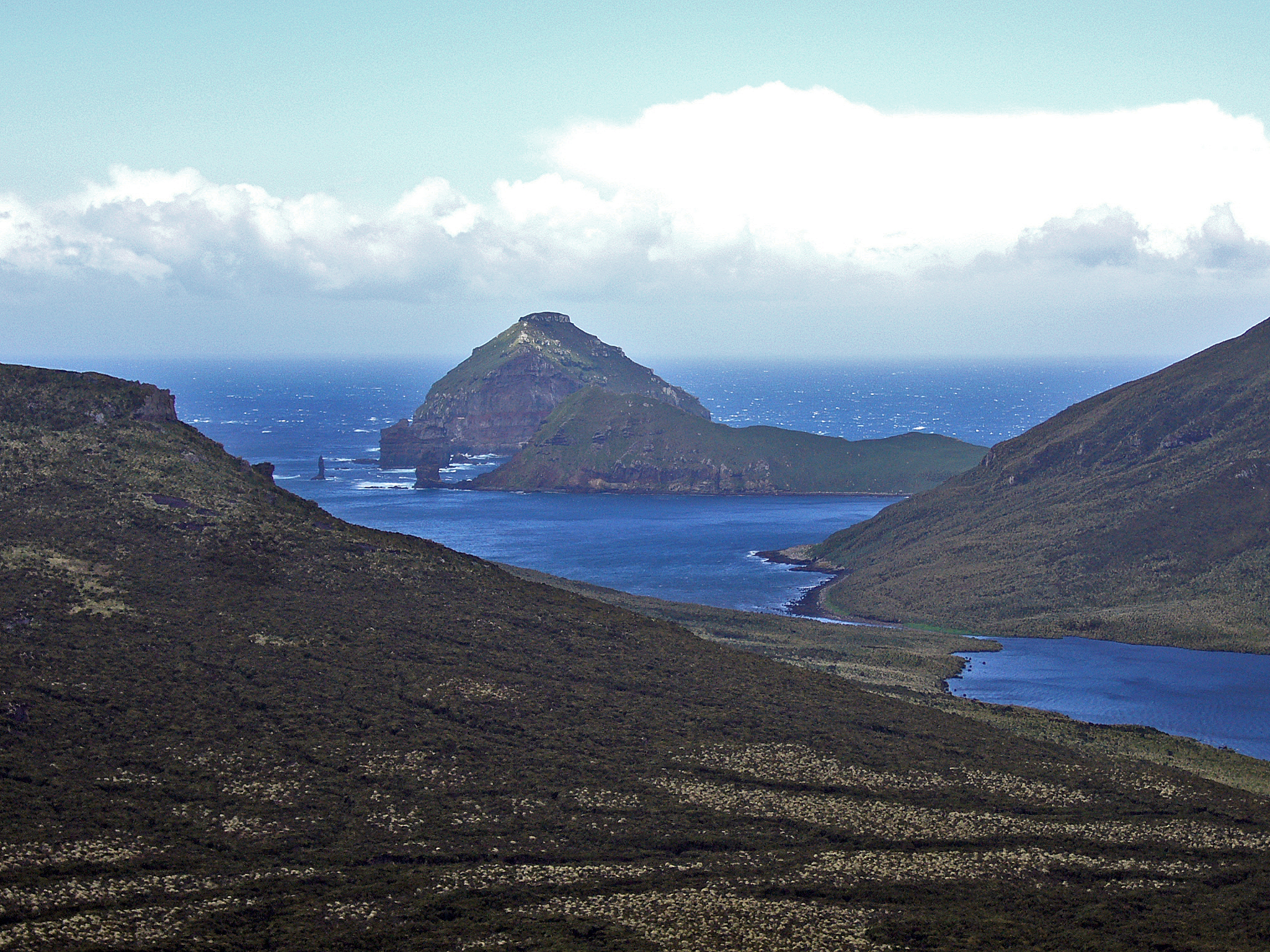
Jacquemart Island – südlichster Punkt

### Topographie und Naturräume

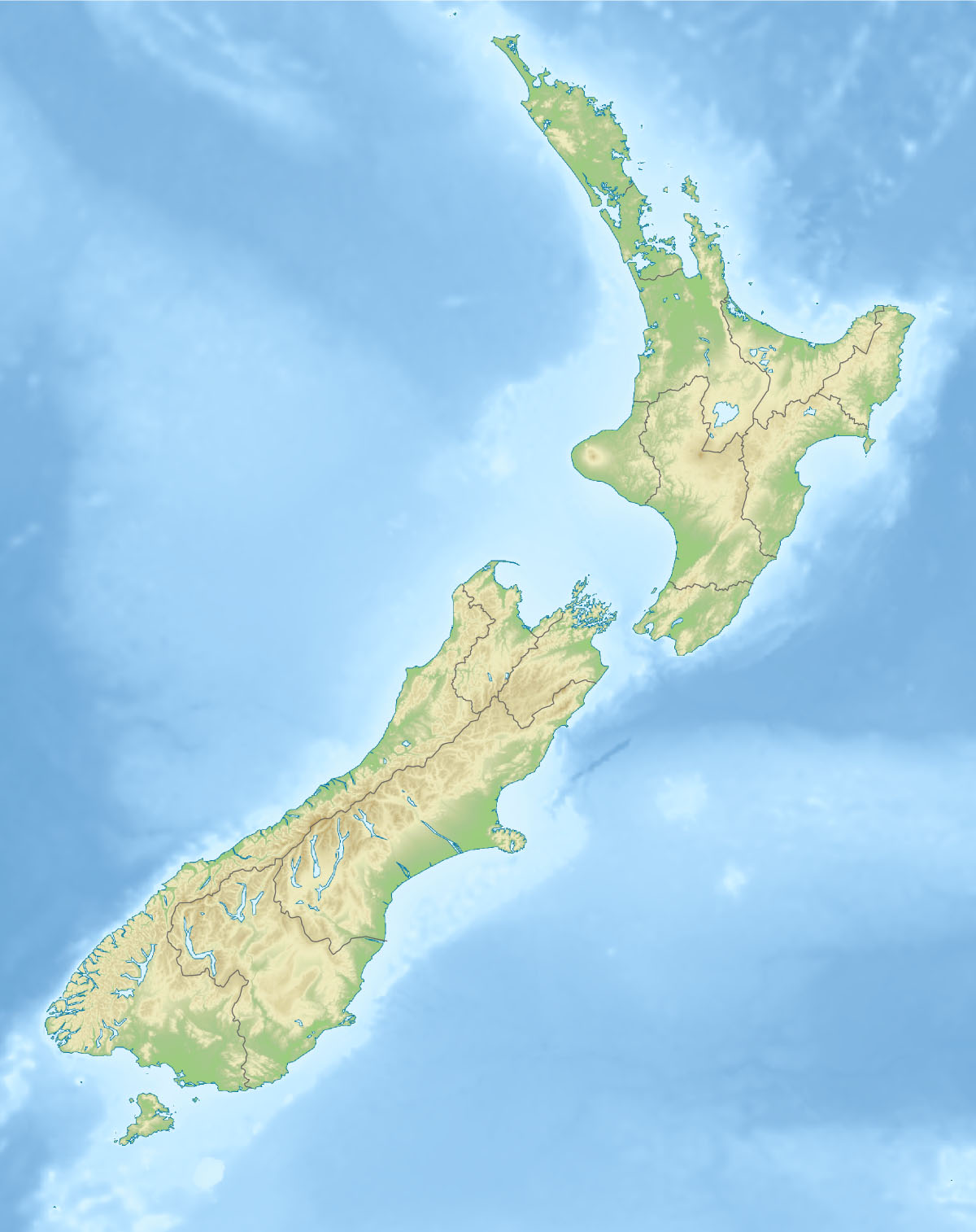
Topographie Neuseelands

Die 113.729 km² große Nordinsel ist die dichter besiedelte Insel Neuseelands. Auf ihr leben etwa drei Viertel der Einwohner, und sowohl die Hauptstadt Wellington als auch die größte Stadt des Landes Auckland liegen auf der Nordinsel.
Auckland liegt auf einem Isthmus, der an der engsten Stelle weniger als zwei Kilometer breit ist und den Pazifik von der Tasmansee trennt. Nördlich des Isthmus befindet sich die Northland Peninsula, die sich wiederum in zahlreiche weitere Halbinseln bis hoch zur Aupōuri Peninsula aufgliedert. Die Westküste der Northland Peninsula verläuft relativ glatt. Sie ist geprägt von langen Sandstränden, unter denen der Ninety Mile Beach der bekannteste sein dürfte, sowie zwei großen Naturhäfen, dem Kaipara Harbour und dem Hokianga Harbour. Südlich des Hokianga Harbours erstreckt sich der Waipoua Forest, der bedeutende Kauri-Bäume beherbergt. Die Ostküste dagegen ist zerklüfteter und weist zahlreiche vorgelagerte Inseln auf, hat aber auch einige Naturhäfen. Die bekanntesten dürften die Bay of Islands und der Hafen der größten Stadt der Halbinsel, Whangārei, sein. Das Landesinnere wird von land- und forstwirtschaftlich genutztem Hügelland bedeckt.
Südlich von Auckland findet sich die Region Waikato. Im Westen dieser Region befindet sich ein Mittelgebirge, die Hakarimata Range, die aber an der Mündung des Flusses Waikato in die Tasmansee in eine sanfte Hügellandschaft übergeht. Östlich der Hakarimata Range schließen sich die Waikato Plains an, eine ausgeprägte Tiefebene, die sich zu beiden Seiten des Waikato erstreckt. Hier liegt Hamilton, die viertgrößte Agglomeration des Landes. Weiter östlich schließen sich dann mit den Kaimai Range und dem Mamaku Plateau wieder zwei überwiegend bewaldete Mittelgebirgszüge an. Diese trennen die Region von dem Gebiet rund um die Bay of Plenty. Im Norden der Bucht liegt die Coromandel Peninsula, die von der bis zu 900 m hohen Bergkette Coromandel Range geprägt wird, deren nördlicher Ausläufer Great Barrier Island ist.
Das Zentrum der Insel wird vom Volcanic Plateau dominiert, dessen Vulkane Ngauruhoe, Tongariro und Ruapehu den von der UNESCO zum ersten kombinierten Weltkulturerbe und Weltnaturerbe erklärten Tongariro-Nationalpark bilden. Der Ruapehu ist mit 2797 m die höchste Erhebung der Insel. Nördlich des Ruapehu liegt, genau im Zentrum der Nordinsel, der Lake Taupō, der größte See des Landes. Östlich des Sees liegen der Kaingaroa Forest und das Gebiet des Te Urewera, zwei ausgedehnte Waldgebiete, die die Region bis zur Ostküste prägen. Diese Gebiete sind schwach besiedelt und von zahlreichen Mittelgebirgen durchzogen. Nach Nordosten setzen sie sich mit den Raukumara Range fort, deren höchste Erhebung der 1754 m hohe Hikurangi ist. Im Westen der zentralen Hochebene geht die Landschaft in ein bewaldetes raues Hügelland über, das vom Whanganui River und zahlreichen Seitenflüssen durchzogen wird. In der Mitte dieses Tieflands liegt der Whanganui-Nationalpark. Weiter westlich schließt sich daran die in die Tasmansee hineinragende Region Taranaki an. Diese wird vom 2518 m hohen Mount Taranaki geprägt. Um den freistehenden Vulkan herum befindet sich ein breiter Regenwaldgürtel, der durch den Egmont-Nationalpark geschützt wird. Die Region ist sehr fruchtbar und ein Zentrum der neuseeländischen Milchproduktion.
Südlich der Region um den Whanganui befindet sich die Manawatuebene, ein Auengebiet um die Flüsse Manawatū und Rangitīkei River. Daran schließt sich im weiteren Küstenverlauf die Kapiti Coast an, in deren Süden mit der Region Wellington die zweitgrößte Agglomeration Neuseelands rund um die Hauptstadt liegt. Nach Nordosten wird die Region durch die Tararua Range begrenzt, nach Osten durch die Remutaka Range, zwei Mittelgebirgszüge, an die sich im Norden noch die Ruahine Range anschließt und die zu einem sich parallel zur Ostküste ziehenden Gebirgsrücken gehören, dem im Norden auch die bereits oben erwähnte Ruakumara Range angehört. Östlich der Gebirge befindet sich die sumpfige Wairarapaebene, die wiederum durch ein weiteres gebirgiges Gebiet im Osten eingegrenzt wird. Nordöstlich dieser Region findet man schließlich die Region Hawke’s Bay rund um die Hawke Bay. In deren Innerem ist neben der bereits erwähnten Ruahine auch die Kaweka Range zu finden. Die übrige Region besteht aus sanftem Hügelland sowie der Auenlandschaft um den Wairoa River im Norden und der fruchtbaren Heretaungaebene im Süden. Im Norden schließt sich dann die bereits beschriebene Region Gisborne an.

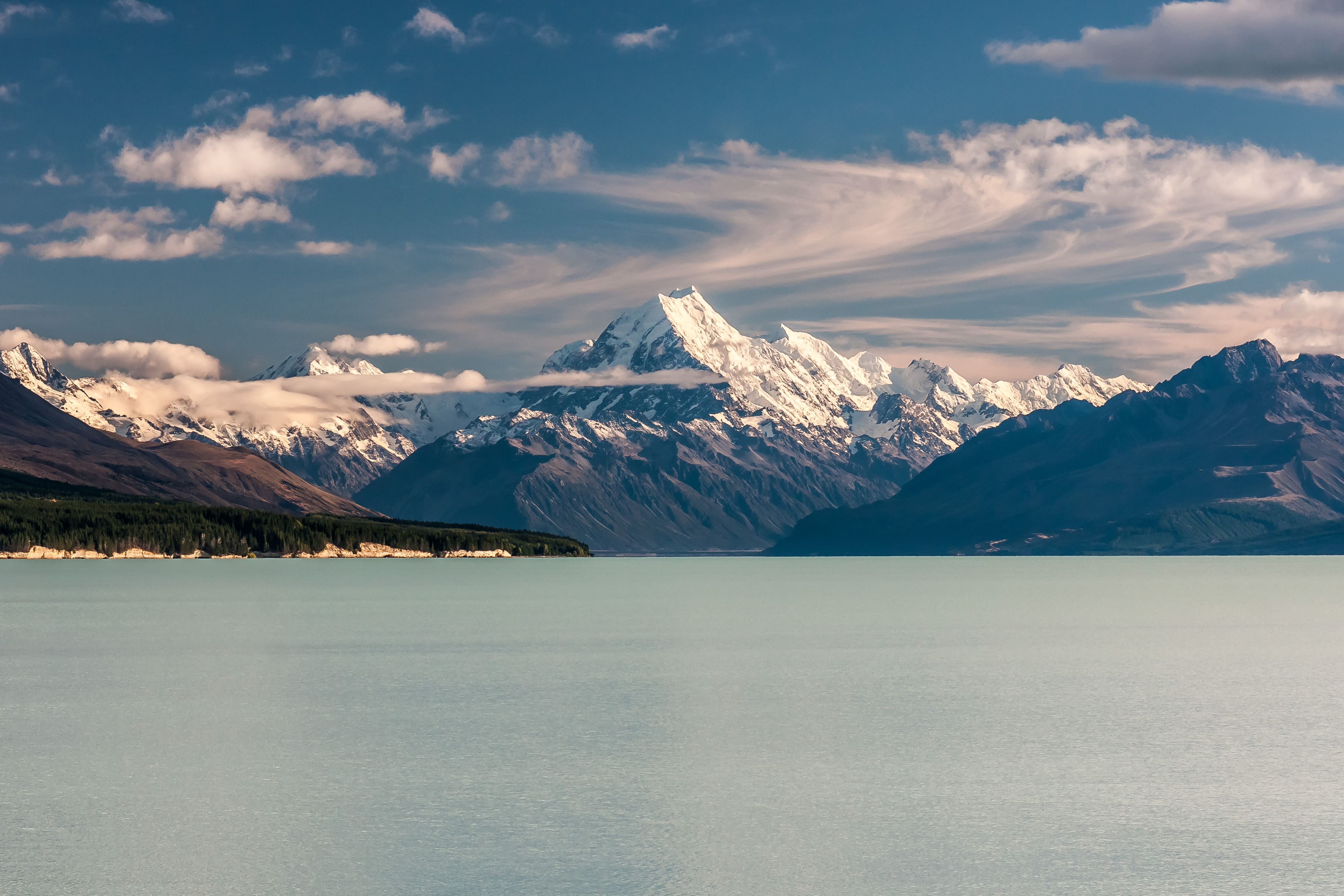
Der Aoraki/Mount Cook vom Lake Pukaki aus gesehen

Die mit 151.215 km² etwas größere Südinsel wird dominiert von den parallel zur Westküste verlaufenden Neuseeländischen Alpen, auch Südalpen genannt. Die höchste Erhebung in der Gebirgskette stellt mit 3724 m der Aoraki/Mount Cook dar, gefolgt vom 3498 m hohen Mount Tasman. Insgesamt sind 17 Gipfel höher als 3000 m. Sowohl die nördlichsten als auch die südlichsten Gebiete der Insel bestehen aus Mittelgebirgen, die teilweise auf über 1000 m Höhe ansteigen. Die Region West Coast zwischen Südalpen und der Tasmansee ist äußerst schmal und gehört zu den niederschlagsreichsten Gebieten der Erde. Aufgrund dessen schieben sich einige Gletscher der Südalpen, wie der Fox- und der Franz-Josef-Gletscher, durch sämtliche Vegetations-Höhenstufen bis in die Regenwälder in Küstennähe; der äußerste Südwesten bildet reich gegliederte Fjordlandschaften. Weite Teile des Südwestens stehen als Nationalparks unter Schutz; gemeinsam bilden diese die Te Wahipounamu World Heritage Area. Östlich der Südalpen befinden sich die Canterbury Plains, eine große Schwemmebene, die sich gut für landwirtschaftliche Zwecke eignet, etwa für die Viehzucht. Von dieser Ebene aus ragt die vulkanisch geformte Banks-Halbinsel in den Pazifik, die zum Stadtgebiet von Christchurch gehört, der größten Agglomeration der Südinsel und drittgrößten des Landes.

### Geologie

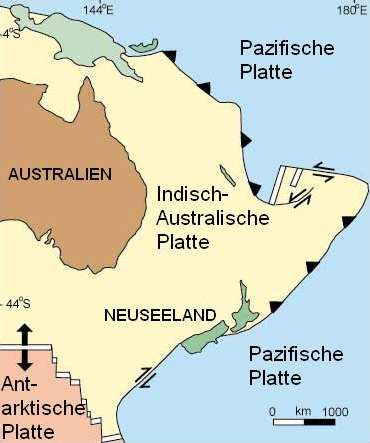
Tektonische Karte Neuseelands

Bis vor etwa 200 Millionen Jahren gehörte Neuseeland – wie die meisten heutigen Landmassen der Südhalbkugel – zum Urkontinent Gondwana. Der genaue Zeitpunkt steht nicht fest, aber spätestens vor 85 Millionen Jahren, also in der oberen Kreidezeit, trennte sich das Kontinentbruchstück Zealandia mit dem heutigen Neuseeland von der Landmasse, die jetzt Antarktika bildet, bevor sich auch das heutige Australien von diesem Urkontinent loslöste. Seitdem konnte sich somit in Neuseeland eine von allen anderen Landflächen unabhängige Flora und Fauna entwickeln. Nach dieser ereignisreichen Zeit kehrte in der geologischen Geschichte des Landes Ruhe ein, die fortwährende Erosion ließ die geformten Gebirgszüge allmählich verschwinden, es entstanden große, tief gelegene Sumpfgebiete, aus denen im Laufe der Zeit die heutigen Kohlevorkommen hervorgingen. Erst vor weniger als 30 Millionen Jahren endete die ruhige Epoche in der Geologie des Landes und es wurden tief liegende Gebiete aus dem Meer angehoben. Seine Küstenlinie bekam der Pazifikstaat in der Miozän-Epoche erst in Grobform, bevor die Inseln in den letzten paar Millionen Jahren ihre heutige Form erhielten; viele der Berge und Täler wurden sogar erst in den letzten 100.000 Jahren gebildet. Während des Eiszeitalters war vor allem die Südinsel stark vergletschert.
Heute befindet sich Neuseeland an der Grenze zwischen Australischer und Pazifischer Platte. Obwohl sich die beiden Platten nicht frontal aufeinander zubewegen, üben sie doch einen großen Einfluss auf das Land aus. Es entstehen zwei Kräfte: eine frontal wirkende sowie eine seitlich wirkende. Die frontale Kraft bildet Verwerfungen, die Druck auf verschiedene Gesteinsschichten ausüben und somit den Boden stetig anheben. Die zweite – seitlich wirkende – Kraft, führt zu sogenannten Transformstörungen. Letztere führt zu häufigen Erdbeben im Land, die zum Teil gravierende Auswirkungen auf die Landschaft haben und auch eine ständige Bedrohung für die Bevölkerung darstellen (siehe Liste von Erdbeben in Neuseeland).
Neuseeland gehört – wie alle anderen Länder, die an der Grenze zur Pazifischen Platte liegen – zum Pazifischen Feuerring (englisch Ring of Fire). Dies äußert sich in Erdbeben, Verwerfungen und erhöhter vulkanischer Aktivität. In Neuseeland liegen einige der aktivsten Vulkane der Erde. Diese befinden sich ausschließlich in der nördlichen Hälfte des Landes, ein Großteil von ihnen ist in der Taupō Volcanic Zone (TVZ) konzentriert, die sich im Zentrum der Nordinsel befindet.
So sind zum Beispiel alle drei Vulkane der Zentralen Hochebene noch aktiv, die letzte Eruption des Schichtvulkans Ruapehu ereignete sich im Jahre 2007. In der Gegend der Bay of Plenty ist die Erdkruste dünn wie kaum anderswo auf der Welt, so dass hier geothermische Aktivitäten jeglicher Art anzutreffen sind. Ein bekannter Vulkan in diesem Gebiet ist Whakaari / White Island, dessen letzte große Eruption im Jahr 2019 stattfand. Neben den Vulkanen zeigen sich die Kräfte der Erde in Form der Geothermie, die als Geysire oder heiße Quellen (insgesamt 67 in Neuseeland) zu Tage treten. Neben dem geothermalen Gebiet um die Stadt Taupō herum existieren noch 29 weitere derartige Gebiete in Neuseeland, hauptsächlich aber auf der Nordinsel, wie zum Beispiel Northland, die Hauraki Plains und die Bay of Plenty, aber auch auf der Südinsel, ein bekanntes Beispiel sind die Thermalquellen in Hanmer Springs.

### Klima

Durchschnittliche Jahrestemperaturen von 1870 bis 2008

Neuseeland liegt in den subtropischen und gemäßigten Breiten der Südhalbkugel, womit das relativ milde Klima der Inseln begründet werden kann. Die beiden Hauptinseln des Landes werden durch die sich in einer Nord-Süd-Achse durchs Land ziehenden Bergketten klimatisch grob in zwei Teile geteilt. Die vorherrschenden Westwinde bringen den westlichen Landesteilen eher feuchteres und den östlichen Teilen hingegen eher trockeneres Klima.
Die Nordinsel liegt in der immerfeuchten subtropischen Ökozone, wobei dies eindeutig auf die nördliche Halbinsel zutrifft, während der Rest der Nordinsel bereits im Übergangsbereich zur gemäßigten Klimazone liegt, die auf der Südinsel – als Ökozone der feuchten Mittelbreiten – voll ausgeprägt ist. Dort sind alpine Wetterbedingungen entlang der Neuseeländischen Alpen anzutreffen, wobei die Westflanken der alpinen Bergketten zahlreiche regenreiche Tage aufweisen. Das Wetter im nördlichen Teil der Südinsel kann ebenfalls als gemäßigt angesehen werden, der Süden hingegen ist über das Jahr hinweg eher kühl. Eine Ausnahme stellt das Hochland von Otago im Süden der Südinsel dar. Hier herrscht ein lokal begrenztes Landklima vor, mit kalten schneereichen Wintern und warmen, trockenen Sommern.
Der überwiegende Teil Neuseelands kann 600 mm bis 1600 mm Niederschlag über das Jahr hin erwarten, mit trockeneren Perioden im Sommer. Die mittleren Jahrestemperaturen liegen bei 10 °C im Süden bis 16 °C im Norden. Der Juli ist der kälteste Monat des Jahres, Januar und Februar sind dagegen die wärmsten. Die Temperaturschwankungen über das Jahr hinweg sind relativ gering. Von den Küsten zu den Bergen sinkt die Temperatur durchschnittlich um 0,7 °C pro 100 Höhenmeter.
Im Osten auf den windabgekehrten Seiten Neuseelands liegt die Sonnenscheindauer höher als an den regnerischen westlichen Küstenregionen, wobei die meisten Regionen des Landes mit mindestens 2000 Stunden Sonnenschein pro Jahr rechnen können. Der mittägliche UV-Index im Sommer ist in Neuseeland sehr hoch, besonders in den nördlichen Regionen und in den Bergen. Schneefall in den Bergen und im Hochland von Otago kann reichlich ausfallen, an den Küsten aber sehr selten.

### Vegetationsformen

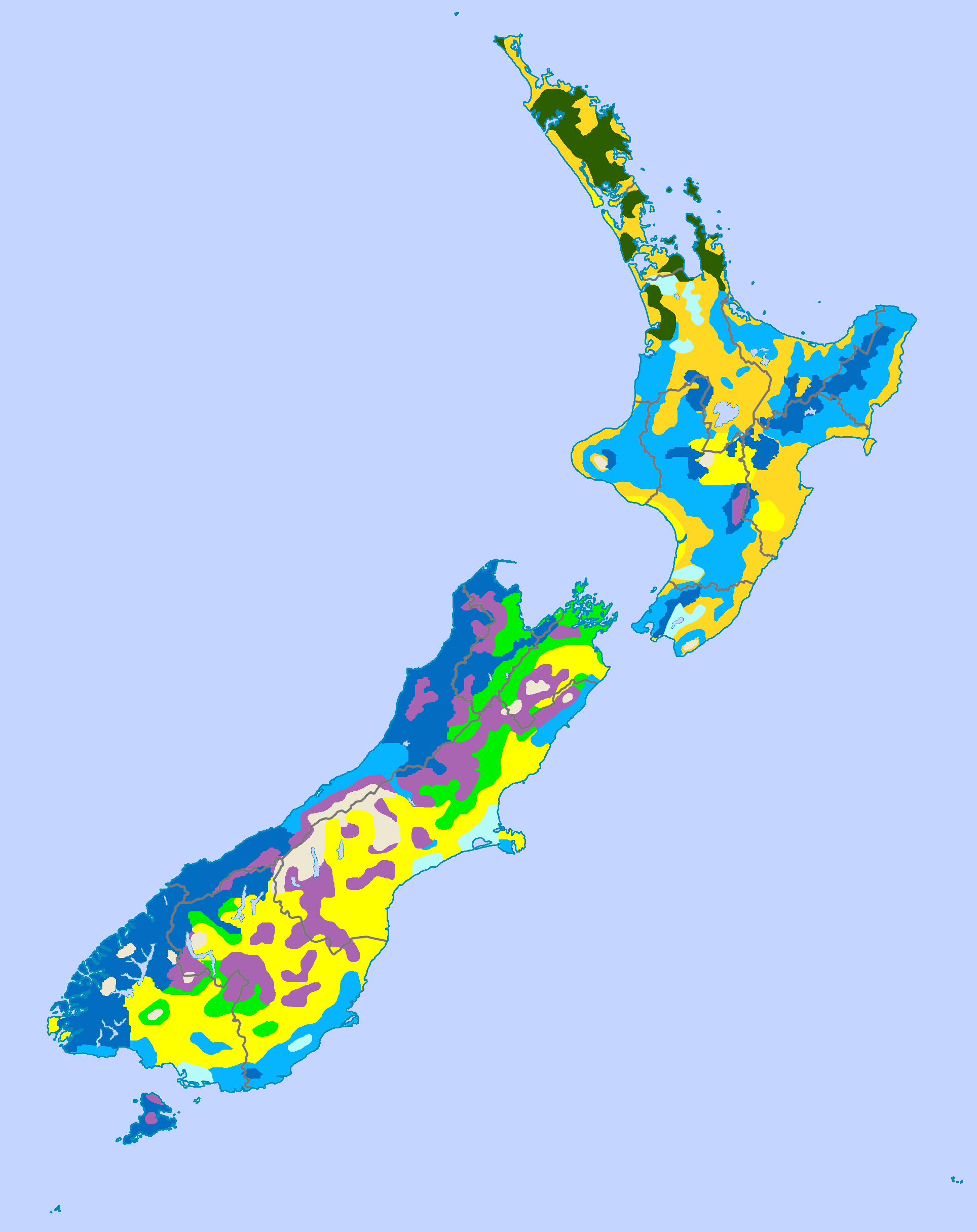
Potenzielle natürliche Vegetation Neuseelands
(Legende gemäß Vegetationszonenkarte)
Subtropischer Regenwald
Subtropischer Lorbeerwald
Gemäßigter Regenwald
Gemäßigter Laubwald
Hochlandsteppe
Gebirgsheide
Strauchsteppen
Grassteppe
Moore und Sümpfe

Aus mehreren Gründen weist Neuseeland eine hohe Zahl an unterschiedlichen Vegetationsformationen auf. Zum einen sind über 1600 km Nord-Süd-Erstreckung im Vergleich zur relativ kleinen Landfläche von 268.680 km² extrem lang und entsprechend klimatisch abwechslungsreich. Deutschland ist zum Vergleich bei einer Landfläche von 357.000 km² nur etwa 880 km lang. Ein weiterer wichtiger Grund für die Vielzahl an Vegetationsformen sind die großen Höhenunterschiede in Neuseeland (Gebirgsklima mit verschiedenen Höhenstufen). Während zum Beispiel der „große Nachbar“ Australien die 28-fache Fläche umfasst, ist dessen größte Erhebung, der Mount Kosciuszko, nur 2228 m hoch. Hingegen erreicht Neuseelands höchster Berg, der Aoraki/Mount Cook, 3724 m. Zuletzt sorgt auch die durch die Lage der Gebirge bedingte ungleichmäßige Verteilung der Niederschläge für eine Vielfalt an Vegetationsformen. Insbesondere die Wälder sind reich an Endemiten.
Die Nordinsel war ursprünglich zu großen Teilen der planar-kollinen Ebenen von einem immerfeuchten Mischwald aus lorbeerblättrigen Laubbäumen der Familien Lorbeergewächse, Cunoniaceae, Myrtengewächse und Monimiengewächse (u. a.) in der Kronenschicht sowie Koniferen (Steineibengewächse) in der darüber ragenden Oberschicht und einem Unterwuchs aus Farnen und Baumfarnen (Cyathea, Dicksonia) bewachsen. Aufgrund der Abgeschiedenheit der Insel und ausreichender eiszeitlicher Refugien, die das Überdauern dieser Vegetation ermöglichten, handelt sich vermutlich um den ältesten noch lebenden Waldtyp weltweit. Dieser Wald kann aufgrund einiger Unterschiede nochmals in den subtropischen „Kauri-Regenwald“ der nördlichen Hälfte und die Lorbeer-Feuchtwälder der südlichen Hälfte unterteilt werden. Die Waldstrukturen des Regenwaldes – der bereits zu 94 % vernichtet wurde – entsprechen den tropischen Regenwäldern, während die Pflanzengesellschaften sehr eigentümlich sind. Der Charakterbaum dieser Pflanzenregion ist der Kauri-Baum, ein Araukariengewächs. Die Feuchtwälder sind etwas artenärmer, niedriger und weisen weniger Lianen und Aufsitzerpflanzen auf. Auf der Südinsel gibt es in feuchten, milden Regionen einen sehr ähnlichen Waldtyp, der dort als Relikt aus wärmeren Epochen verstanden wird.
In den höchsten Lagen der Nordinsel steht immerfeuchter gemäßigter Regenwald des Scheinbuchentyps, der darüber hinaus vor allem die Westseite der Südinsel prägt. In den trockeneren Gebieten wuchs ursprünglich größtenteils eine strauchsteppen- (zum Teil heideartige, farnreiche) Vegetation.
Die Südinsel ist mehr oder weniger zweigeteilt: An der feuchten Westküste steht – bis auf eine „Buchenlücke“ mit Koniferen-Lorbeerwald – gemäßigter Scheinbuchen-Steineiben-Regenwald, der vielfach bis zur Baumgrenze in der subalpinen Höhenstufe reicht. Im Gegensatz zu den vergleichbaren gemäßigten Regenwäldern Südamerikas besteht der neuseeländische Wald ausschließlich aus immergrünen (ohne sommergrüne) Scheinbuchenarten. Die alpine Region hat ohne Übergangsraum eine gänzlich waldfreie, bergtundraähnliche Gebüschvegetation; bis hin zu den lückig bewachsenen, sehr hoch gelegenen Hochlandsteppen, in denen keine Gehölze mehr vorkommen. Die baumlosen Bergregionen Neuseelands werden auch als Fellmark bezeichnet. Im Regenschatten der Südlichen Alpen wachsen weniger feuchte, struktur- und artenärmere Scheinbuchen-Laubwälder an vollhumiden Standorten (vor allem im Gebirge), während der größte Flächenanteil der Ebenen von der etwas trockeneren Tussock-Grassteppe eingenommen wird.
Die bekanntesten Gletscher sind der Franz-Josef-, der Fox- und der Tasman-Gletscher. In den Ebenen wird intensive Landwirtschaft betrieben, während an vielen anderen Orten extensive Weidewirtschaft vorherrscht. Nicht nur die natürliche Waldvegetation des Landes ist gefährdet, sondern ebenso alle anderen Vegetationstypen.

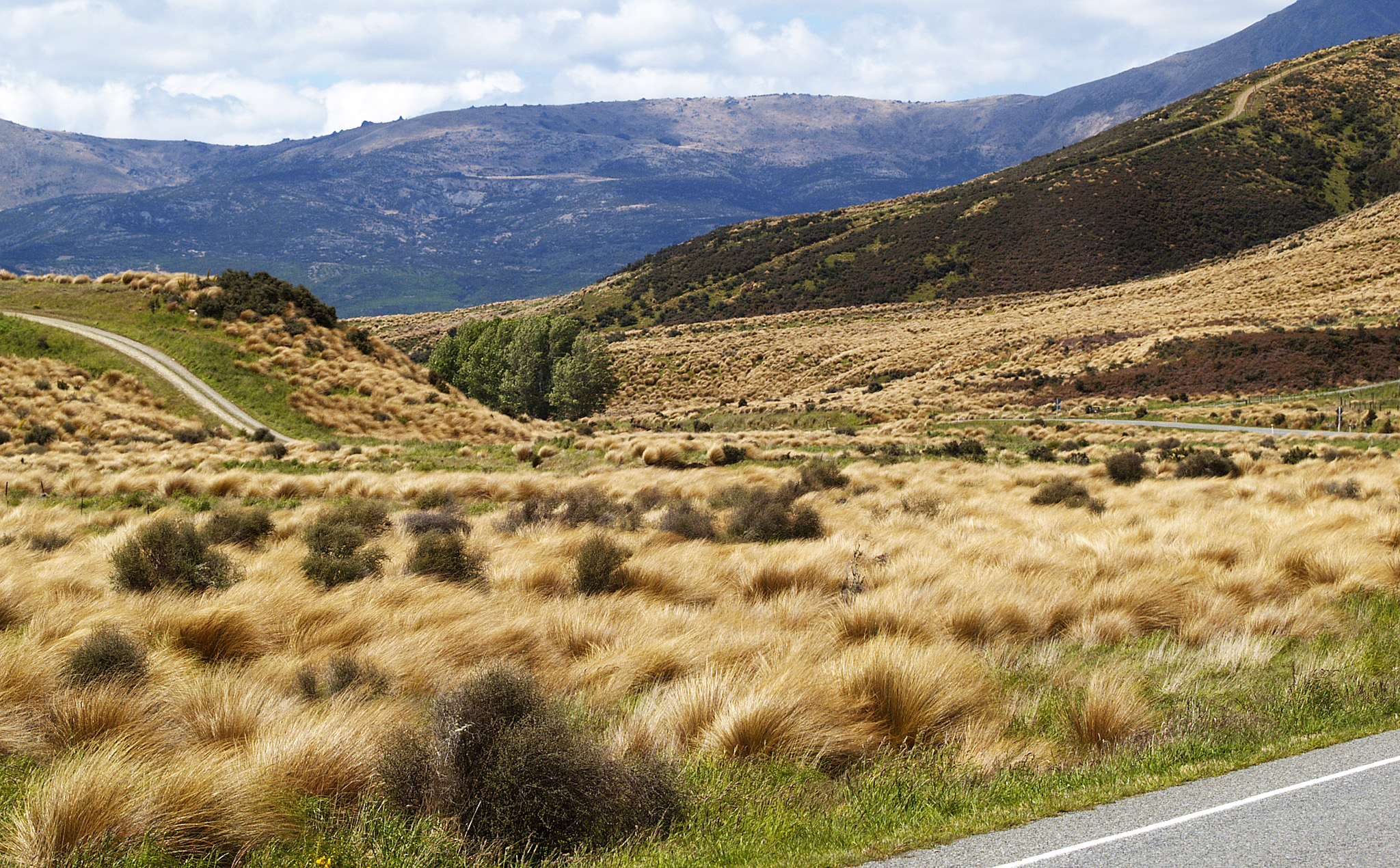
Tussock-Grasland am State Highway 94
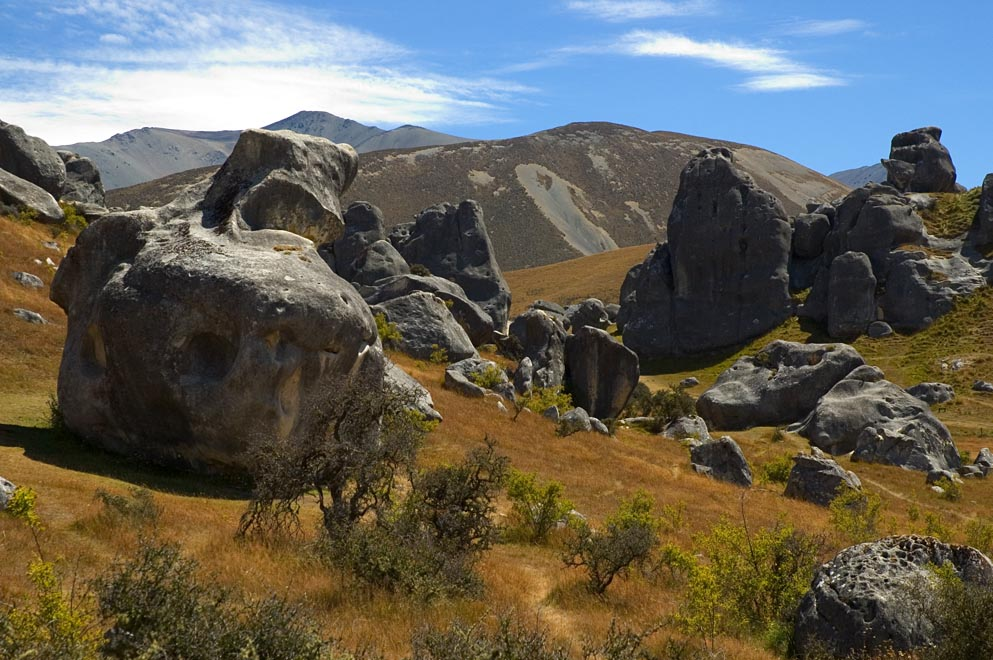
Steppenartige Gebirgsvegetation der Castle Hill, Südinsel
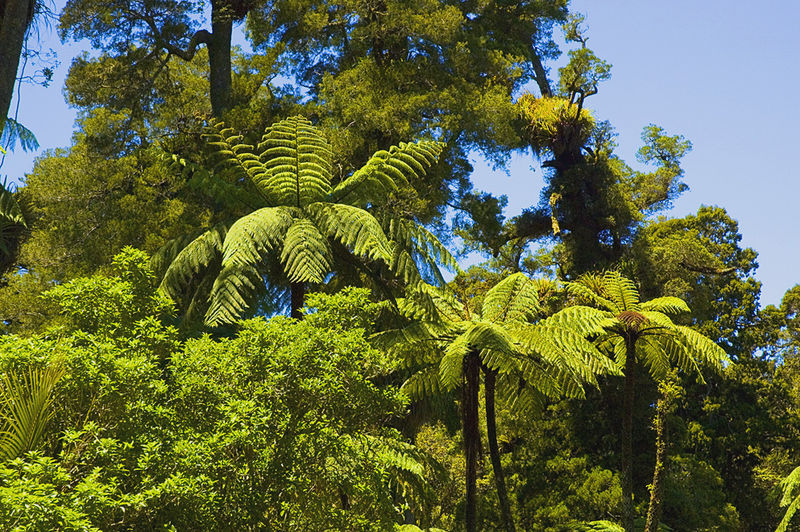
Subtropischer Regenwald: die Waitākere Ranges
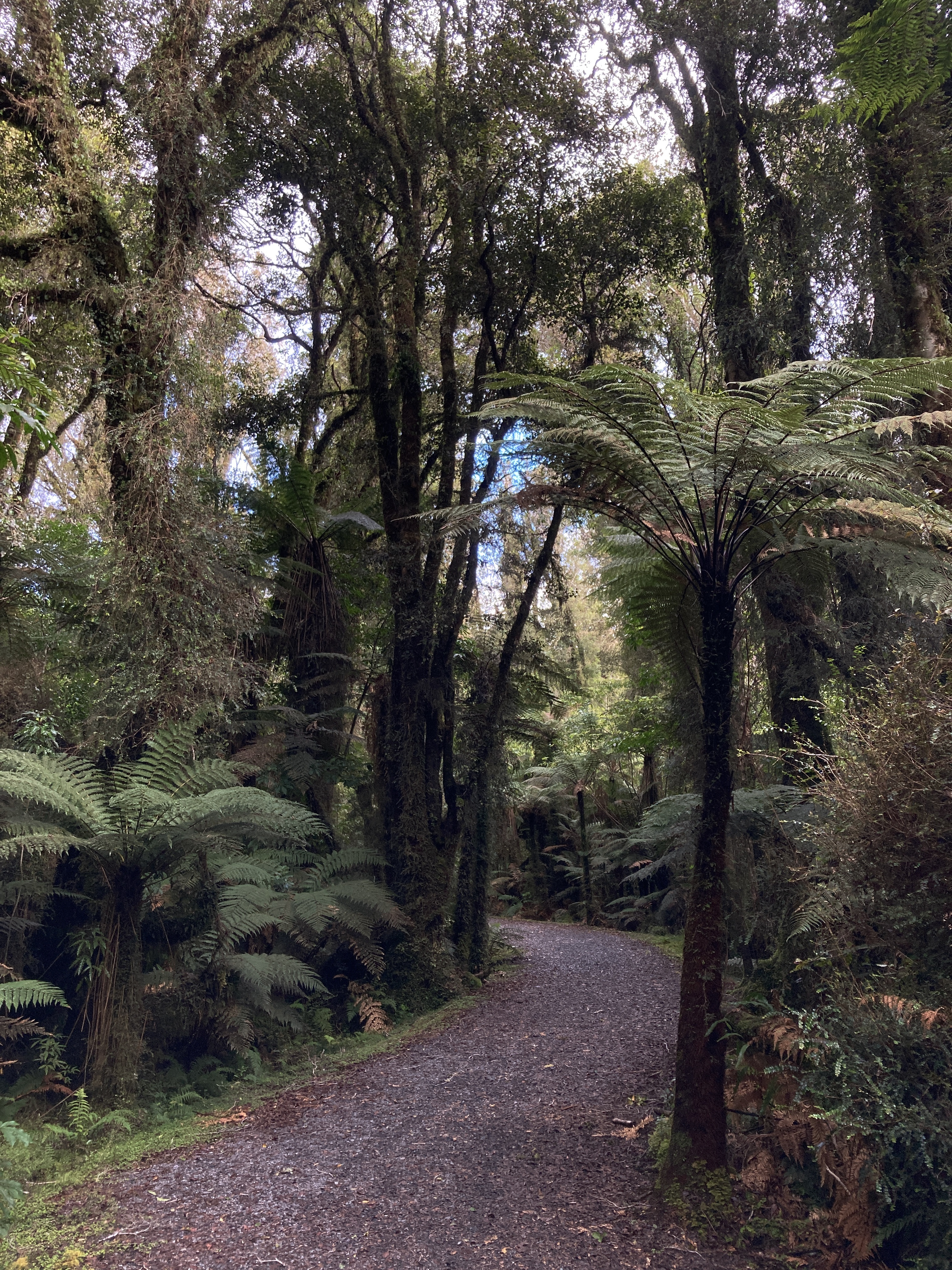
Koniferen-Regenwald am Fox-Gletscher
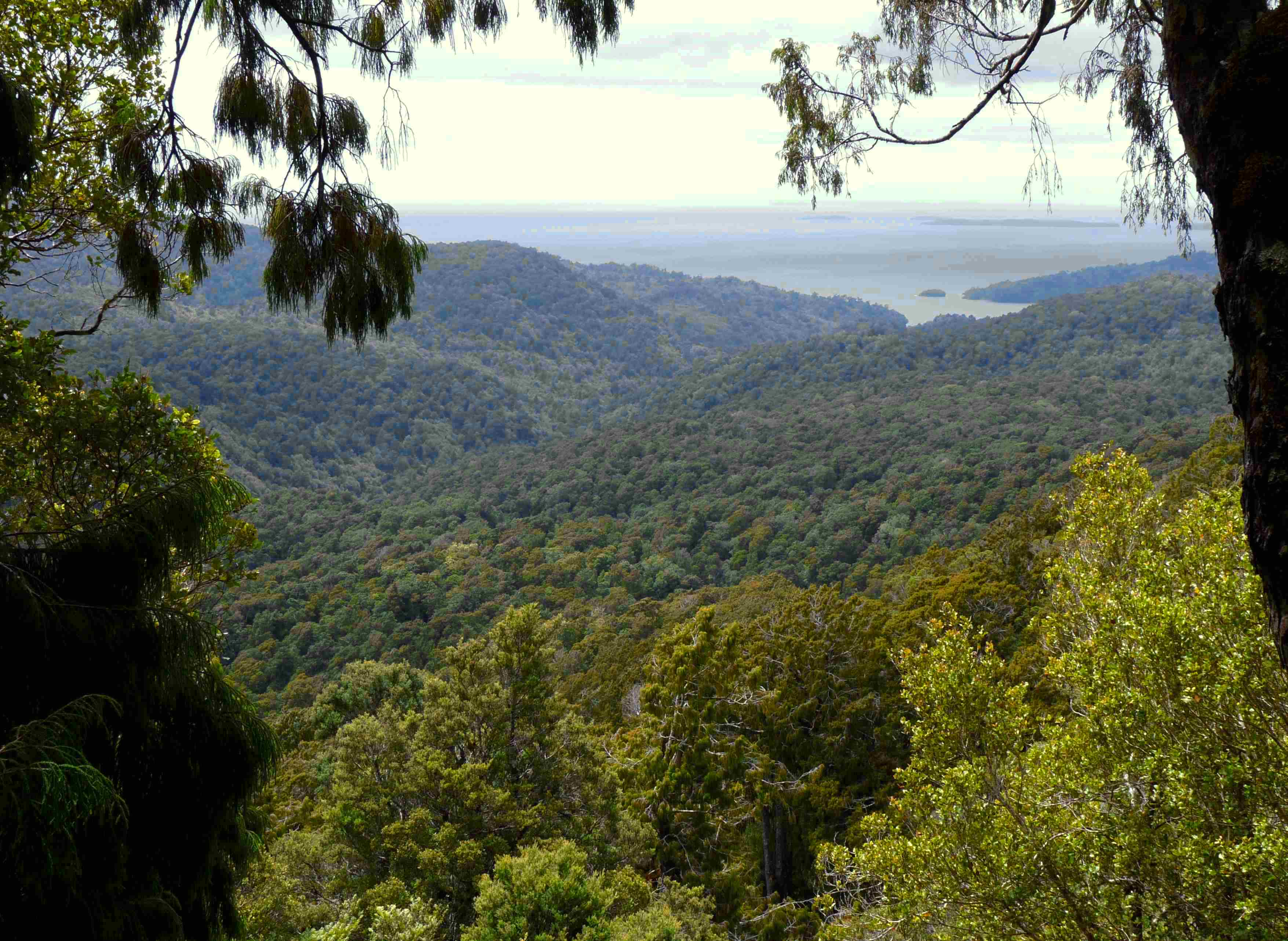
Scheinbuchen-Regenwald auf Stewart Island
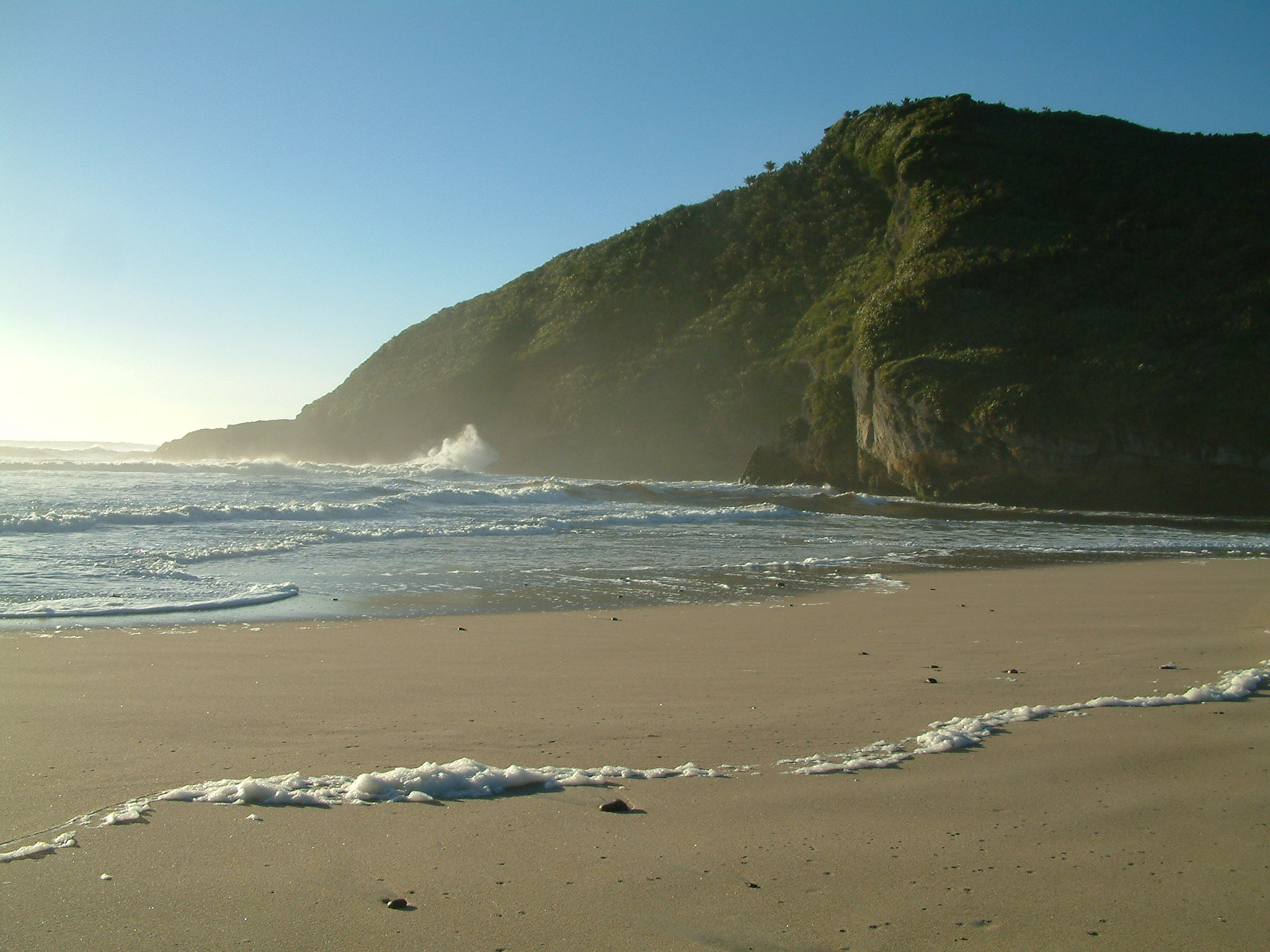
Weitläufige Strände im Kahurangi-Nationalpark

### Gewässer
Neuseeland verfügt über eine große Zahl an großen und kleineren Seen. Der Lake Taupō, der sich im Zentrum der Nordinsel befindet und durch den in der zentralen Hochebene entspringenden Tongariro River gespeist wird, ist der mit Abstand größte See des Landes. Mit einer Fläche von 622 km² ist er größer als der Bodensee. Der See ist das Produkt eines gewaltigen Ausbruchs des Supervulkans Taupō und hatte sich in dessen Caldera gebildet. Die nächstgrößten Seen liegen allesamt auf der Südinsel und wurden von Gletschern ausgeschoben. Der größte dieser Gletscherseen ist der Lake Te Anau mit einer Fläche von 344 km², gefolgt vom 80 km langen und 291 km² großen Lake Wakatipu nahe Queenstown sowie dem 192 km² großen Lake Wānaka. Ein interessanter Aspekt dieser als Southern Lakes bezeichneten Region ist, dass viele der Gletscherseen tiefer sind als ihre Höhenlage, somit befindet sich der Grund der einzelnen Seen unterhalb des Meeresspiegels.
Neuseeland wird außerdem von zahlreichen Flüssen und Bächen durchzogen. Der längste Fluss des Landes ist der auf der Nordinsel gelegene Waikato River mit einer Länge von 425 km, der aus dem Lake Taupō gespeist wird und bei Port Waikato südlich von Auckland in die Tasmansee mündet. Der Clutha River/Mata-Au im Süden der neuseeländischen Südinsel ist mit 340 km der zweitlängste Fluss des Landes. Er entspringt dem Lake Wānaka und mündet etwa 75 km südlich von Dunedin in den Südpazifik. Der drittlängste Fluss des Landes, der 290 km lange Whanganui River, befindet sich wiederum auf der Nordinsel und mündet bei Whanganui in die Cook Strait.

## Flora und Fauna
Die Tier- und Pflanzenwelt Neuseelands gehört zu den außergewöhnlichsten der Erde, da die Inselgruppe schon seit sehr langer Zeit von allen anderen Landmassen getrennt ist und sich die Vegetation isoliert entwickeln konnte. Ähnlich wie in Australien – wo es ebenfalls kaum große Fleischfresser gab – vermehrten sich die von den europäischen Kolonialisten eingeführten Nutz- und Haustiere sowie Ratten invasiv und reduzierten die endemische Tierwelt der Inseln als Räuber und Nahrungskonkurrenten erheblich, sodass die ursprüngliche Artenvielfalt heute gefährdet ist.
Die größten Gemeinsamkeiten in der Entwicklung der Flora und Fauna weist Neuseeland mit Neukaledonien und der Lord-Howe-Insel auf.

### Flora

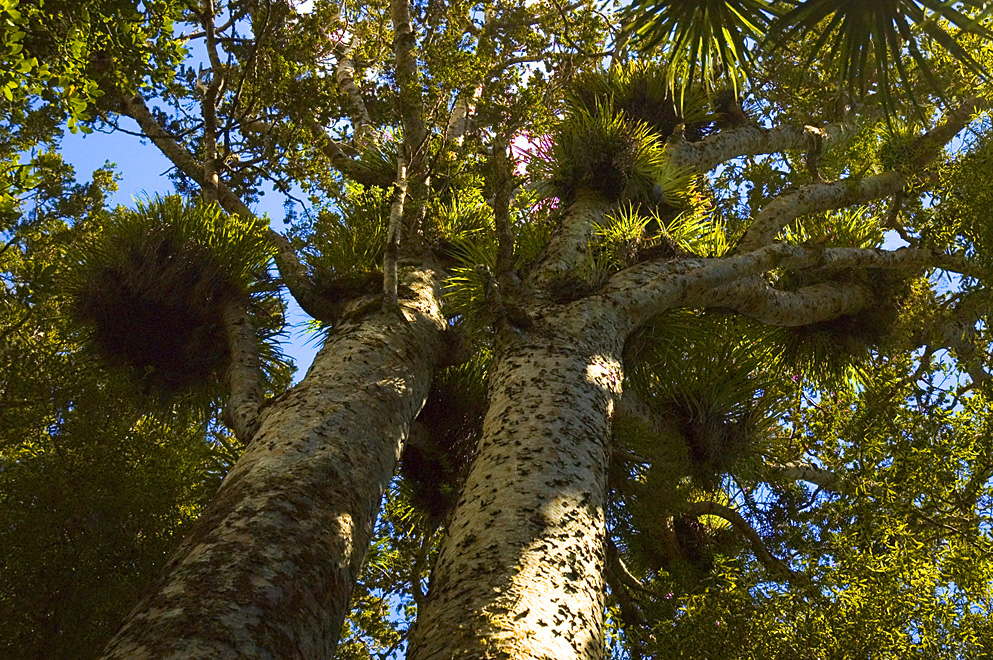
Baumkronen zweier Kauri-Bäume

Etwa 85 % der neuseeländischen Pflanzenarten sind endemisch. Waren vor der Ankunft der Māori noch etwa 80 % des Landes mit Wäldern bedeckt, so wachsen heute noch auf gut 24 % der Landesfläche einheimische Wälder, von deren Fläche rund 77 % unter Schutz stehen. Auf rund fünf Prozent der Landesfläche werden von der neuseeländischen Forstwirtschaft schnellwachsende, nicht-einheimische Baumarten wie die Monterey-Kiefer (Pinus radiata) und der Küstenmammutbaum (Sequoia sempervirens) angebaut.

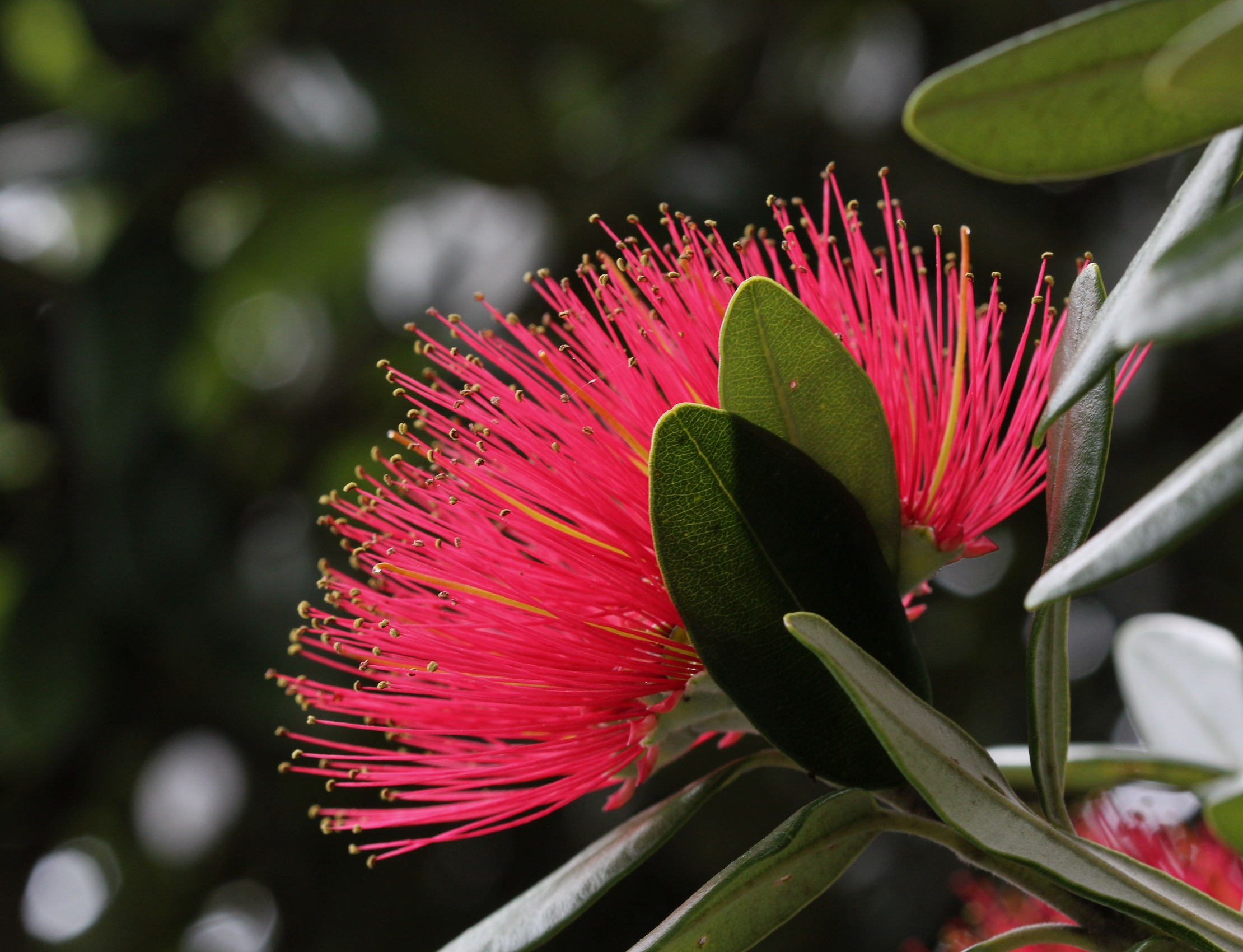
Blüte eines Eisenholz-Baumes (Rata)

Die beiden wichtigsten einheimischen Waldtypen des Landes sind einerseits feucht-subtropische „Nadel-Mischwälder“, beispielsweise mit Steineibengewächsen (Podocarpaceae wie Kahikatea und Halocarpus) oder Kauri-Bäumen (Araucariaceae) zusammengesetzt; sowie Laubwälder, die hauptsächlich aus Scheinbuchen (Nothofagus) bestehen. Alle neuseeländischen Bäume sind immergrün. Vor allem die Nadelwälder werden durch Epiphyten wie zum Beispiel dem Nordinsel-Eisenholz (Metrosideros robusta) in ihrer Erscheinung geprägt, aber auch einige wenige, mit europäischen Misteln verwandte Arten leben hemiparasitisch auf Südbuchen. Unterhalb des dichten Walddaches kommen zahlreiche, meist endemische Farne vor. Am imposantesten sind zweifellos die Baumfarne (Cyatheales), die bis über zehn Meter hoch werden. Der bekannteste unter den Farnen ist der Ponga oder Silberfarn, er stellt die neuseeländische Nationalpflanze dar. Des Weiteren konnten sich in Neuseeland verschiedene Palmenarten wie zum Beispiel die Nikau-Palme (Rhopalostylis sapida) entwickeln. Besonders auffällig sind schließlich noch der Pohutukawa (Metrosideros excelsa), das Südinsel-Eisenholz (Metrosideros umbellata) und der sogenannte Cabbage Tree (Cordyline australis).
Ungefähr zehn Prozent der Landesfläche sind mit einheimischer Offenlandvegetation bedeckt. Dazu gehören Tussock-Graslandschaften sowie Busch- und Heidelandschaften.
Wesentliche Teile der einheimischen Vegetation (etwa ein Drittel der Landesfläche) stehen unter Naturschutz und dies zu großen Teilen in National Parks, Conservation Parks und Forest Parks.

### Fauna

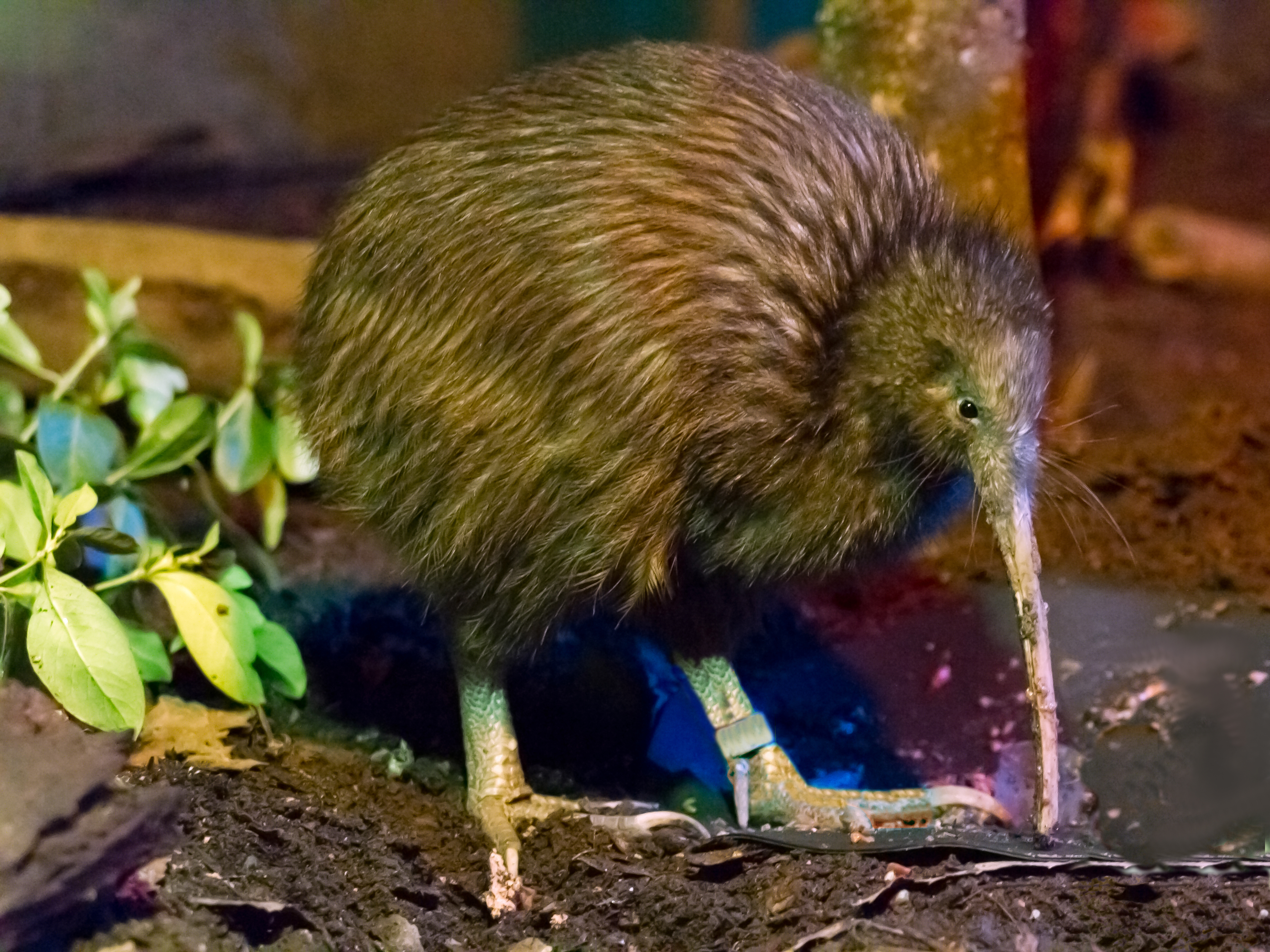
Ein Nordstreifenkiwi

Aufgrund der verhältnismäßigen Isolation hat sich in Neuseeland ein einzigartiges Ökosystem entwickelt, dessen herausragendes Merkmal vor der polynesischen Kolonisation das Fehlen jeglicher Art von Landsäugetieren war, mit der Ausnahme von drei Fledermausarten (die zwei Arten der Neuseelandfledermäuse (von denen eine Art ausgestorben ist) und Chalinolobus tuberculatus).
Viele der Nischen, die normalerweise von Säugetieren besetzt würden, sind von Vögeln belegt worden. So spielen hier flugunfähige Vögel eine besonders wichtige Rolle. Zu ihnen gehören der Kakapo (Strigops habroptilus), der Kiwi (Apterygidae), der Takahē (Porphyrio mantelli), der Weka (Gallirallus australis) und der ausgestorbene Moa (Dinornithiformes). Die Vögel wurden von Greifvögeln gejagt, von denen der größte, der Haastadler (Harpagornis moorei), eine Spannweite von bis zu drei Metern und ein Gewicht von bis zu 14 kg hatte. Einige der flugunfähigen Arten kommen heute nur noch auf raubtierfreien Inseln vor der Küste Neuseelands vor. Weniger Probleme haben die kräftigen Papageienarten Kea (Nestor notabilis) und Kaka (Nestor meridionalis). Darüber hinaus gibt es zahlreiche Vögel, die über die riesigen Weiten des Pazifiks fliegen, um Teile des Jahres in Neuseeland zu verbringen, wie der Westlandsturmvogel (Procellaria westlandica). Auch Königsalbatrosse (Diomedea epomophora) und Australtölpel (Morus serrator) nisten hier. Die Küsten teilen sich verschiedene Pinguinarten wie der Dickschnabelpinguin (Eudyptes pachyrhynchus), der Gelbaugenpinguin (Megadyptes antipodes) und der Zwergpinguin (Eudyptula minor) mit Neuseeländischen Seebären (Arctocephalus forsteri), Elefantenrobben (Mirounga leonina) und Neuseeländische Seelöwen (Phocarctos hookeri). Vor den Küsten schließlich sind Delfine und Wale anzutreffen.

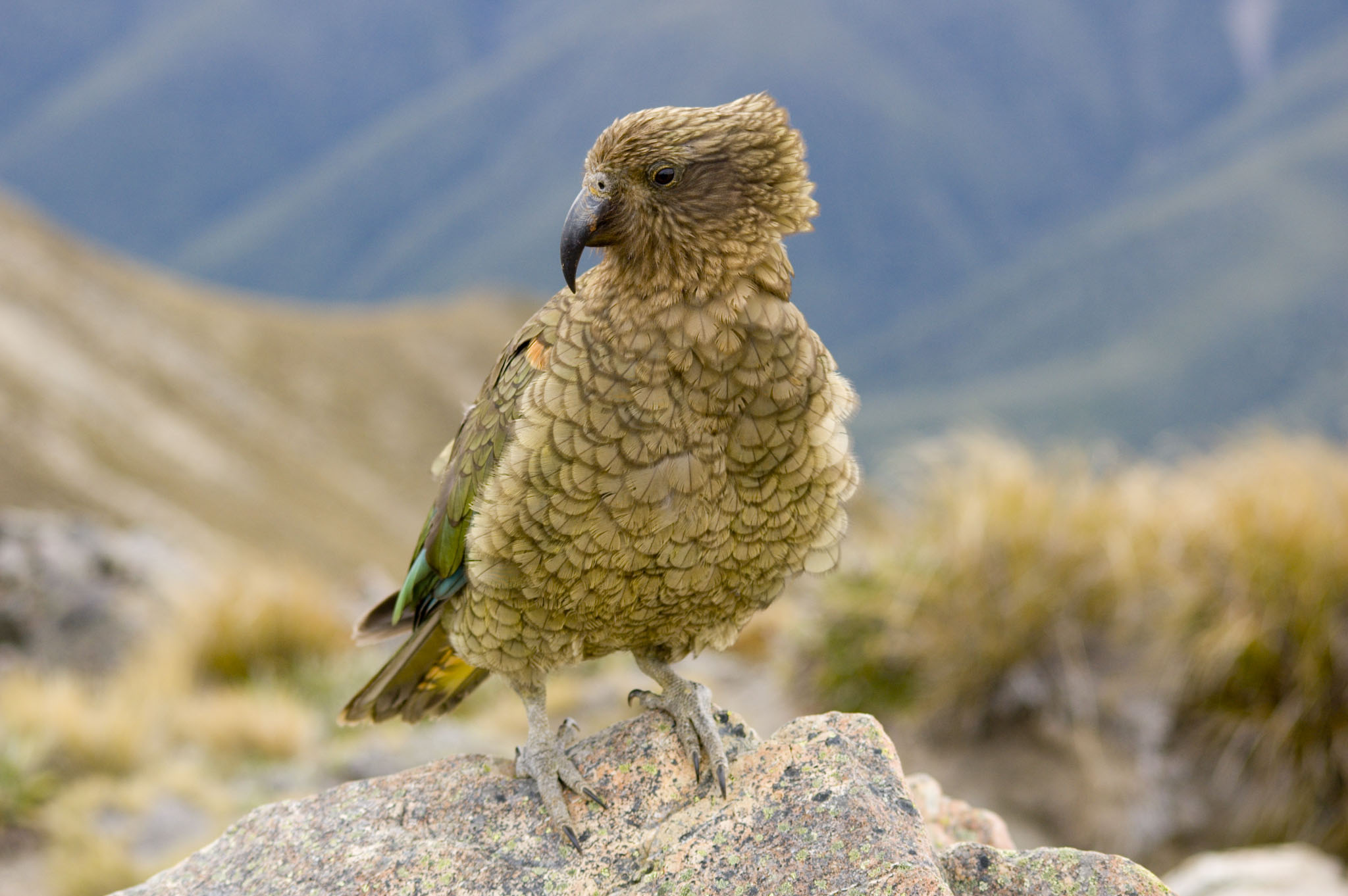
Ein Kea in Canterbury

Beim Hector-Delfin (Cephalorhynchus hectori) und Maui-Delfin (C. hectori maui) handelt es sich um vom Aussterben bedrohte Arten. Momentan gibt es noch 55 Maui-Delfine in den flachen Küstengewässern der Westküste Neuseelands – in den 1970er Jahren waren es noch etwa 1500 Tiere. Schwalben ließ der Landwirtschaftsminister zu Beginn des 20. Jahrhunderts in größerer Anzahl von Europa nach Neuseeland bringen. Des Weiteren ist Neuseeland die Heimat des Tuatara (Sphenodon punctatus), einer uralten Reptilienart, der Neuseeländischen Urfrösche (Leiopelmatidae) und der Wetas (Anostostomatidae), einer Insektenfamilie, deren größte Vertreter bis zu zehn Zentimeter lang werden können. Neuseeland ist eines der wenigen Länder der Erde, in denen es keine terrestrischen Schlangen gibt (wohl aber drei Arten von Seeschlangen im umgebenden Meer). Allerdings kommen fast 60 Echsenarten in Neuseeland vor, vor allem Skinke der Gattung Oligosoma, die Neuseeländischen Braungeckos (Hoplodactylus) und die Grüngeckos (Naultinus).

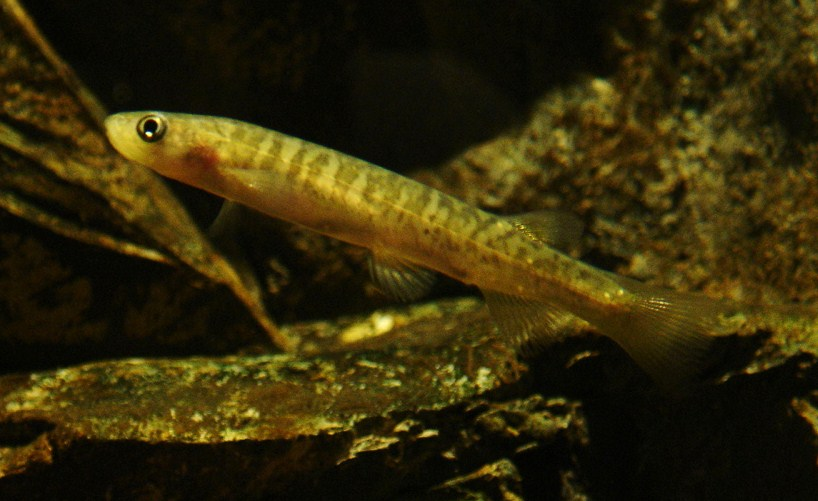
Galaxias vulgaris, ein in Neuseeland endemisch vorkommender Süßwasserfisch

In den neuseeländischen Flüssen, Bächen und Seen leben lediglich 64 Arten von Süßwasserfischen, von denen mehr als 20 erst von den Europäern eingeführt wurden. Von den vor Ankunft der Europäer vorkommenden Süßwasserfischen gehören 22 Arten zur Familie der Galaxien (Galaxiidae), sieben zur Familie der Schläfergrundeln (Eleotridae) und drei zur Familie der Neuseelandlachse (Retropinnidae). Im Jahr 1907 kamen durch Geschenk des österreichischen Kaisers auf Bitte des neuseeländischen Premierministers Richard Seddon acht Gämsen, (sechs Geißen und zwei Böcke) nach Neuseeland. Sie wurden am Hooker River in der Nähe des Aoraki/Mount Cook ausgesetzt und sollen sich bis 1909 bereits eingelebt und vermehrt haben. 1910 wurden an den Ufern des Tamatea / Dusky Sound in Fiordland zudem zehn Elche ausgesetzt. Die letzte bestätigte Sichtung eines Elchs in Fiordland war 1952, die Population gilt mittlerweile als ausgestorben.

### Pläne zur Eliminierung eingeschleppter Raubtierarten
Die Ankunft erst der Māori und später auch der Europäer hat aufgrund der Eingriffe des Menschen in die Natur und wegen absichtlich und unabsichtlich mitgebrachter Tiere (Neozoen), vor allem von Ratten, aber auch von Hunden, Katzen, Igeln, Hermelinen und anderen Wieselarten sowie dem australischen Fuchskusu zu zwei spektakulären Aussterbewellen geführt. Insgesamt hat die Ankunft des Menschen zum Aussterben von etwa 70 Vogelarten, einem Säugetier (Große Neuseelandfledermaus), einer Echsenart (Kawekaweau-Gecko), drei Froscharten und einer Art von Süßwasserfischen (Neuseeländischer Forellenhechtling) geführt. Die neuseeländische Regierung versucht mit verschiedenen Maßnahmen, die durch importierte Tiere in ihrer Existenz bedrohten endemischen Arten, allen voran die vielen unterschiedlichen Vögel, vor dem Aussterben zu bewahren. Zum einen wird durch Kastration, zum Beispiel von Katzen, deren Vermehrung verhindert, und zum anderen ist Neuseeland weltweit ein Vorreiter bei der Ausrottung eingeführter Tierarten und begann schon in den 1960er Jahren, kleinere Inseln vor der Küste in ihren Zustand vor der Kolonisierung zu versetzen, dort eingeschleppte Raubtiere zu eliminieren und wieder einheimische Arten anzusiedeln. Seit etwa 2010 haben diese Projekte des Naturschutzes eine breite Öffentlichkeit erreicht und sind zu einer nationalen Aufgabe geworden. Bilder von Ratten, die sich auf Vogelgelege und Küken stürzten, rüttelten die neuseeländische Öffentlichkeit auf. Das Konzept eines von eingeschleppten Raubtieren befreiten Neuseeland wurde popularisiert. Ein neuseeländisches Gesetz benannte die schädlichsten invasiven Raubtierspezies: drei Arten von Ratten (Pazifische Ratte, Hausratte und Wanderratte), Marder (Hermelin, Wiesel, Iltisse, Nerz), […] und Fuchskusus. Das Ziel, Neuseeland bis zum Jahr 2050 von diesen invasiven Raubtierspezies zu befreien, wurde ausgerufen und die staatliche Organisation Predator Free 2050 Ltd zur Umsetzung dieses Ziels gegründet. Ratten werden landesweit vor allem mit Giftködern bekämpft. Als ein besonders schwieriges Problem gilt die Ausrottung der Ratten in der Hauptstadt Wellington. Zahlreiche eingezäunte „raubtierfreie Zonen“ wurden in ganz Neuseeland eingerichtet.

### Umweltprobleme
Nach einem Bericht des Umwelt- und des Statistikamtes Neuseelands von 2019 beutet das Land seine Natur immer erbarmungsloser aus. Die Landwirtschaft und allmählich auch der Tourismus gefährden demnach mittlerweile ganze Ökosysteme. Zahlreiche Arten seien vom Aussterben bedroht, der Mensch dringe immer weiter in bisher unberührte Landschaften vor. Das Naturparadies stehe vor dem Kollaps. Besonders gefährdet sind dem Bericht zufolge Flüsse und Seen. 95 Prozent aller Fließgewässer im Tiefland seien verschmutzt, die Wasserqualität sei dort so schlecht, dass in den meisten von ihnen nicht gebadet werden dürfe. In jedem zweiten Fließgewässer liege die Kontamination mit Bakterien um ein Fünffaches über den Richtlinien des Gesundheitsministeriums.

## Bevölkerung

### Demografie
Neuseeland hatte 2023 5,2 Millionen Einwohner. Das jährliche Bevölkerungswachstum betrug + 2,0 %. Zum Bevölkerungswachstum trug ein Geburtenüberschuss (Geburtenziffer: 11,5 pro 1000 Einwohner vs. Sterbeziffer: 7,5 pro 1000 Einwohner) bei. Die Anzahl der Geburten pro Frau lag 2022 statistisch bei 1,7, die der Region Ostasien und Ozeanien betrug 1,5. Die Lebenserwartung der Einwohner Neuseelands ab der Geburt lag 2022 bei 82,8 Jahren. Der Median des Alters der Bevölkerung lag im Jahr 2021 bei 36,5 Jahren. Im Jahr 2023 waren 18,5 Prozent der Bevölkerung unter 15 Jahre, während der Anteil der über 64-Jährigen 16,7 Prozent der Bevölkerung betrug. Neuseeland war damit eines der jüngsten Länder der westlichen Welt.
Die Bevölkerungsdichte liegt bei 19 Einwohnern pro km². Damit gehört Neuseeland zu den dünner besiedelten Ländern der Erde, wenn es auch um ein Vielfaches dichter besiedelt ist als das Nachbarland Australien (2,6 Einwohner pro km²). Dabei verteilt sich die Bevölkerung ungleichmäßig auf die verschiedenen Landesteile. Während auf der größeren Südinsel nur gut eine Million Menschen leben und große Landesteile – wie zum Beispiel Fiordland – so gut wie unbewohnt sind, haben etwa 1,3 Millionen Personen alleine in der Metropolregion Auckland, der größten Stadt des Landes, ihren Wohnsitz. Insgesamt leben über drei Millionen Menschen auf der kleineren Nordinsel. Im Jahr 2023 lebten 87 Prozent der Einwohner Neuseelands in Städten. Dabei lebt alleine in der Stadt Auckland fast ein Drittel (32 %) der Gesamtbevölkerung des Landes.

### Bevölkerungsstruktur
Den größten Teil der Bevölkerung machen Neuseeländer europäischer Abstammung, genannt Pākehā, aus. Diese Volksgruppe stammt größtenteils von den britischen Inseln, aber auch aus Deutschland, Italien, Polen, den Niederlanden und zahlreichen weiteren europäischen Staaten. Eine besondere deutschsprachige Gruppe stellen die Einwanderer aus Böhmen von 1860 bis 1876 dar, die sich in Puhoi, Ohaupo und Te Rore auf der Nordinsel niedergelassen haben. Insgesamt machen die Neuseeländer europäischer Herkunft etwa 67,6 % der Gesamtbevölkerung aus. Die zweitgrößte Bevölkerungsgruppe bilden die polynesisch-stämmigen indigenen Einwohner Neuseelands, die Māori, denen sich 14,6 % der Bevölkerung zugehörig fühlen. Zwischen 1996 und 2006 stieg der Anteil an Asiaten mit insgesamt 9,6 % zur drittgrößten ethnischen Gruppe auf. Dabei bilden Chinesen mit 2,8 % vor Indern mit 1,7 % die größte Gruppe. Die asiatische Bevölkerungsgruppe überholte bis 2001 die Gruppe von Menschen von den pazifischen Inseln, die 2006 etwa 6,9 % der Landesbevölkerung stellten. Die meisten der pazifischen Insulaner stammen aus Samoa, gefolgt von den Cookinseln sowie Tonga. Im Jahre 2017 waren 22,7 % der Bevölkerung Migranten. Häufigste Herkunftsländer waren das Vereinigte Königreich (270.000 Personen), die Volksrepublik China (100.000), Indien und Australien (jeweils 70.000). In Neuseeland leben ca. 10.000 Deutsche.
(Stand: jeweils Volkszählung 2006, Anmerkung: Bei diesen Zahlen ist zu beachten, dass es in Neuseeland einer Person möglich ist, sich mehreren ethnischen Gruppen zuzuordnen, zudem wurde 2006 erstmals die Möglichkeit angeboten, sich keiner speziellen Ethnie zuzuordnen, was 11,1 % für sich nutzten.)
25,2 % der Bevölkerung waren im Jahr 2013 nicht in Neuseeland geboren.

### Religion

Die größten Konfessionen Neuseelands pro Distrikt (2013)

In Neuseeland leben vergleichsweise viele Konfessionslose. Zur Volkszählung des Jahres 2013 bekannten sich 55 % der Gesamtbevölkerung zu (mindestens) einer Religion – darunter 48,9 % Christen –, 42 % gaben dagegen an, keiner Religion anzugehören. Die verbreitetsten christlichen Konfessionen sind die römisch-katholische (12,6 %), die anglikanische (11,8 %) und die presbyterianische Kirche (8,5 %); weitere 5,5 % bezeichneten sich als Christen, ohne eine bestimmte Konfession anzugeben. Auch die Ringatū-Kirche und die Rātana-Bewegung, die von Māori gegründet wurden, sind zum Christentum zu zählen (1,4 %). Weitere nennenswert vertretene Religionen sind Hinduismus (2,3 %), Buddhismus (1,5 %) und Islam (1,2 %).
Während die anglikanische sowie die presbyterianische Kirche in den letzten Jahren an Mitgliederschwund leiden (zwischen 2001 und 2013 Rückgang von 21 % bzw. 23 %), verzeichnen die meisten anderen Religionsgemeinschaften Mitgliederzuwächse, meistens durch Einwanderer. Die katholische Kirche ist in den Großstädten der Nordinsel bereits größte Konfession. Die Zahlen der Hindus und Muslime haben sich zwischen 2001 und 2013 ungefähr verdoppelt.
Durch den ausgeprägten Anteil an Presbyterianern im Süden der Südinsel kann man heute noch erkennen, dass dieses Gebiet vornehmlich durch schottische Einwanderer besiedelt wurde. Die katholische Bevölkerungsmehrheit in manchen ländlichen Distrikten ist zum Beispiel in Waitakere City auf Zuwanderung von Kroaten aus dem Königreich Dalmatien zurückzuführen. Die italienische katholische Gemeinde stellt aufgrund sehr starker Zuwanderung die größte Gruppe innerhalb der neuseeländischen Katholiken dar.

### Sprachen
Neuseeland hat zwei Amtssprachen: Te Reo Māori und die neuseeländische Gebärdensprache. Die englische Sprache ist keine Amtssprache, sondern wird lediglich als De-facto-Amtssprache bezeichnet und dies, obwohl Englisch von rund 96 % der neuseeländischen Bevölkerung gesprochen wird. Englisch ist auch die seit Anbeginn der Kolonisierung Neuseelands von offiziellen Stellen verwendete und in der Verwaltung und Gesetzestexten verwendete Sprache. Im August 2015 startete eine Bürgerin des Landes eine Petition mit dem Ziel, Englisch als Amtssprache in Neuseeland einzuführen. Der Ausgang ist noch offen.
Während sowohl Māori als auch die neuseeländische Gebärdensprache nur von einem relativ geringen Anteil der Bevölkerung verstanden oder gar aktiv verwendet werden, ist das neuseeländische Englisch die wichtigste Umgangssprache. Diese Varietät der englischen Sprache ist mit dem australischen Englisch verwandt, unterscheidet sich aber von dieser durch die grundsätzlich andere Betonung einiger Vokale und Wörter, sodass Missverständnisse zwischen Sprechern des neuseeländischen und australischen Englisch nicht ausgeschlossen sind. Andere besondere Eigenschaften des neuseeländischen Englisch machen der Māori-Sprache entlehnte Wörter aus. Ihr Gebrauch ist vor allem in der Māori-Bevölkerung verbreitet.
Māori (Eigenbezeichnung: Te Reo Māori) verlor bis in die 1970er Jahre immer mehr an Bedeutung, und die Anzahl der Māori-Sprecher nahm kontinuierlich ab. Am 1. August 1987 wurde Māori aber zur Amtssprache erhoben und seit dieser Zeit wird an immer mehr – öffentlichen wie privaten – Schulen Māori als Wahlfach unterrichtet, so dass auch Neuseeländer europäischer Abstammung Zugang zu dieser Sprache erhalten. Seitdem nimmt die Zahl derer, die Māori sprechen und verstehen, besonders in der Altersgruppe der 3- bis 25-Jährigen, wieder zu. Insgesamt konnten 2006 nach eigenen Angaben 4,2 % der Bevölkerung Māori sprechen.
Die neuseeländische Gebärdensprache (englisch: New Zealand Sign Language; NZSL) ist seit dem 10. April 2006 ebenfalls Amtssprache und ist damit die weltweit erste Sprache für Gehörlose, die diesen Status besitzt. Obwohl sie bereits seit 1994 an speziellen Schulen unterrichtet wird und 1998 das erste Wörterbuch für die Sprache veröffentlicht wurde, betrug 2006 die Zahl der Menschen, die die Gebärdensprache beherrschten, gerade einmal 0,6 %. Die Anzahl gehörloser oder hörbehinderter Menschen in Neuseeland ist ungefähr doppelt so hoch.
Zusätzlich zu den drei Amtssprachen werden noch zahlreiche andere Sprachen in Neuseeland gesprochen, die von den vielen Einwanderern ins Land gebracht wurden, dazu zählten im Jahr 2013 die sechs am meisten gesprochenen Sprachen, wie Englisch (96,1 %), Māori (3,7 %), Samoanisch (2,2 %), Hindi (1,7 %), das im Norden von China gesprochene Chinesisch inklusive Mandarin (1,3 %) und Französisch (1,2 %). Deutsch wird in den Regionen Wellington (fünfthäufigst) und Canterbury (vierthäufigst) in nennenswerter Anzahl gesprochen.
Es gibt in Neuseeland keinen verpflichtenden Unterricht für Fremdsprachen, sie werden nach Bedarf unterrichtet. Die beliebtesten Fremdsprachen sind seit 2015 Chinesisch, gefolgt von Französisch, das zuvor die häufigste erlernte Fremdsprache in Neuseeland war.

### Persönlichkeiten mit deutschem Bezug

#### Deutschsprachige Persönlichkeiten in Neuseeland
Die Entwicklung Neuseelands haben immer wieder deutschsprachige bzw. deutschstämmige Personen entscheidend mitgestaltet. Bereits im Zuge der Besiedlung Neuseelands durch Europäer erreichten zahlreiche Deutsche, Österreicher und Schweizer das andere Ende der Welt. Die Auswanderer wurden von der New Zealand Company vor allem in Norddeutschland geworben. Während des 19. Jahrhunderts bildeten deutschstämmige Menschen nach Briten die zweitgrößte ethnische Gruppe, die in den Pazifikstaat immigrierte. Sie ließen sich zunächst in der Region um Russell im Norden Neuseelands, auf der Banks Peninsula („German Bay“) im Südosten des Landes, später auch in der Nähe von Nelson im Zentrum des Staates nieder. Viele Ortsnamen zeugen noch heute aus der Zeit der frühen deutschen Einwanderung nach Neuseeland, z. B. „Neudorf“, ein weltweit anerkanntes Weingut nordwestlich von Nelson.
Trotz einer restriktiven Einwanderungspolitik konnten zwischen 1933 und dem Ausbruch des Zweiten Weltkriegs etwa 1100 Flüchtlinge aus Zentral- und Osteuropa nach Neuseeland einreisen, darunter etwa 900 aus Deutschland und Österreich. Die meisten von ihnen wurden während der Kriegsjahre zu Enemy Aliens erklärt. Zusätzlich zu einigen fremdenfeindlichen Tendenzen innerhalb der neuseeländischen Gesellschaft und der Furcht, die Flüchtlinge könnten sich als fünfte Kolonne ihrer Herkunftsländer entpuppen, schufen die 1940 verabschiedeten Aliens Emergency Regulations die Voraussetzungen dafür, dass die Regierung Ausländer kontrollieren, internieren oder ausweisen konnte.

„Diese Vorschriften schränkten den Besitz von Gegenständen wie z. B. Waffen, Landkarten, Kurzwellenradios, Kameras und Röntgenapparate ein. Gewisse Wohnorte waren den ‚enemy aliens‘ ebenfalls verboten. Es wurde ihnen die Verpflichtung auferlegt, sich bei der Polizei zu melden, und Ausländer in einer eingeschränkten Kategorie mussten eine Genehmigung einholen, wenn sie sich mehr als vierundzwanzig Meilen von ihrem
üblichen Wohnsitz entfernen wollten bzw. mit einer mehr als vierundzwanzigstündigen Abwesenheit von dort rechneten. Flüchtlinge waren ferner von gewissen Berufen und vor allem von den Streitkräften ausgeschlossen.“

Beaglehole geht davon aus, dass diese Einschränkungen den meisten Flüchtlingen keine größeren Probleme bereitet haben, dass sie aber dennoch unter Drangsalierungen und Bespitzelungen aus ihrem beruflichen und privaten Umfeld heraus zu leiden hatten. Für einige Flüchtlinge wurde Neuseeland „zu einem unbehaglichen Zufluchtsort, der Anklänge an den Nazismus hatte, dem sie zu entkommen gesucht hatten“.:56–57
Personen deutschsprachigen Ursprungs sind unter anderen:
- Paul Binswanger (1896–1961), deutscher Literaturwissenschaftler, und seine Frau Otti Binswanger (1896–1971), deutsche Schriftstellerin, lebten von 1939 bis 1948 im neuseeländischen Exil.
- Ernst Dieffenbach (1811–1855), erster europäischer Besteiger des Mount Taranaki.
- Minnie Maria Dronke (1904–1987) war eine deutsche Schauspielerin und neuseeländische Theaterpädagogin und Regisseurin, die 1938 über England nach Neuseeland emigrierte.
- Gerda Eichbaum, (1903–1992), deutsch-neuseeländische Germanistin, Hochschullehrerin und Kunstkritikerin, die als jüdische Emigrantin 1936 nach Neuseeland kam; 1959 änderte sie ihren Namen in Gerda Bell um.
- Julius von Haast (1822–1887), Mineraloge und Geologe, kartografierte als Regierungsgeologe weite Teile des Landes; benannte 1865 den Franz Joseph Glacier nach dem damaligen österreichischen Kaiser Franz Joseph I. Der Haast Pass/Tioripatea, die südlichste Überquerung der Südalpen, ist nach ihm benannt, ebenso der Haastadler und der Ort Haast.
- Benedix Hallenstein (1835–1905), Kaufmann, Fabrikant und Politiker deutscher Abstammung.
- Ferdinand von Hochstetter (1829–1884), Geologe und Naturforscher, fertigte die erste geologische Karte des Landes an; eine Art der Neuseeländischen Urfrösche, der Leiopelma hochstetteri sowie der Berg Hochstetter Peak wurden nach ihm benannt.
- Friedensreich Hundertwasser (1928–2000), verbrachte seine letzten Lebensjahre in Northland, in Kawakawa existiert eine öffentliche Toilettenanlage im Hundertwasser-Stil.
- Gottfried Lindauer (1839–1926), österreichgebürtiger Maler.
- Ernst Plischke (1903–1992), österreichischer Architekt, kam 1939 als Emigrant nach Neuseeland; 1963 kehrte er nach Wien zurück.
- Karl Popper, österreichisch-britischer Philosoph (in Neuseeland 1937–1945).
- Herbert Otto Roth (1917–1994), österreichgebürtiger Sozialist, Historiker und Bibliothekar an der University of Auckland.
- Margot Ruben (1908–1980) war nicht nur die Sekretärin und Vertraute von Karl Wolfskehl, sondern auch dessen Nachlassverwalterin und Herausgeberin von dessen Exilschriften. Sie kam 1938 zusammen mit Wolfskehl nach Neuseeland und kehrte 1956 nach Europa zurück.[47]
- Caesar Steinhof (1909–1954) war ein jüdischer Theologe aus Hamburg, der ab 1940 als Religionslehrer in Dunedin wirkte. Er war einer der engsten Vertrauten von Karl Wolfskehl in Neuseeland.[48]
- Gustav von Tempsky (1828–1868), ehemaliger preußischer Offizier; britischer Major der „Forest Ranger“.
- Karl Wolfskehl (1869–1948), Dichter deutscher Herkunft, der aufgrund seiner jüdischen Abstammung aus Deutschland emigrieren musste.
- Georg Wilhelm von Zedlitz (1871–1949), erster Professor für moderne Sprachen an der Victoria University of Wellington; heute ist dort ein Gebäude nach ihm benannt.

#### Persönlichkeiten deutscher Abstammung
- David Lange (1942–2005), ehemaliger Premierminister (1984–1989)
- Arnold Nordmeyer (1901–1989), Pfarrer, Politiker, Minister und Vorsitzender der New Zealand Labour Party

## Geschichte

### Entdeckung und Besiedlung durch Polynesier

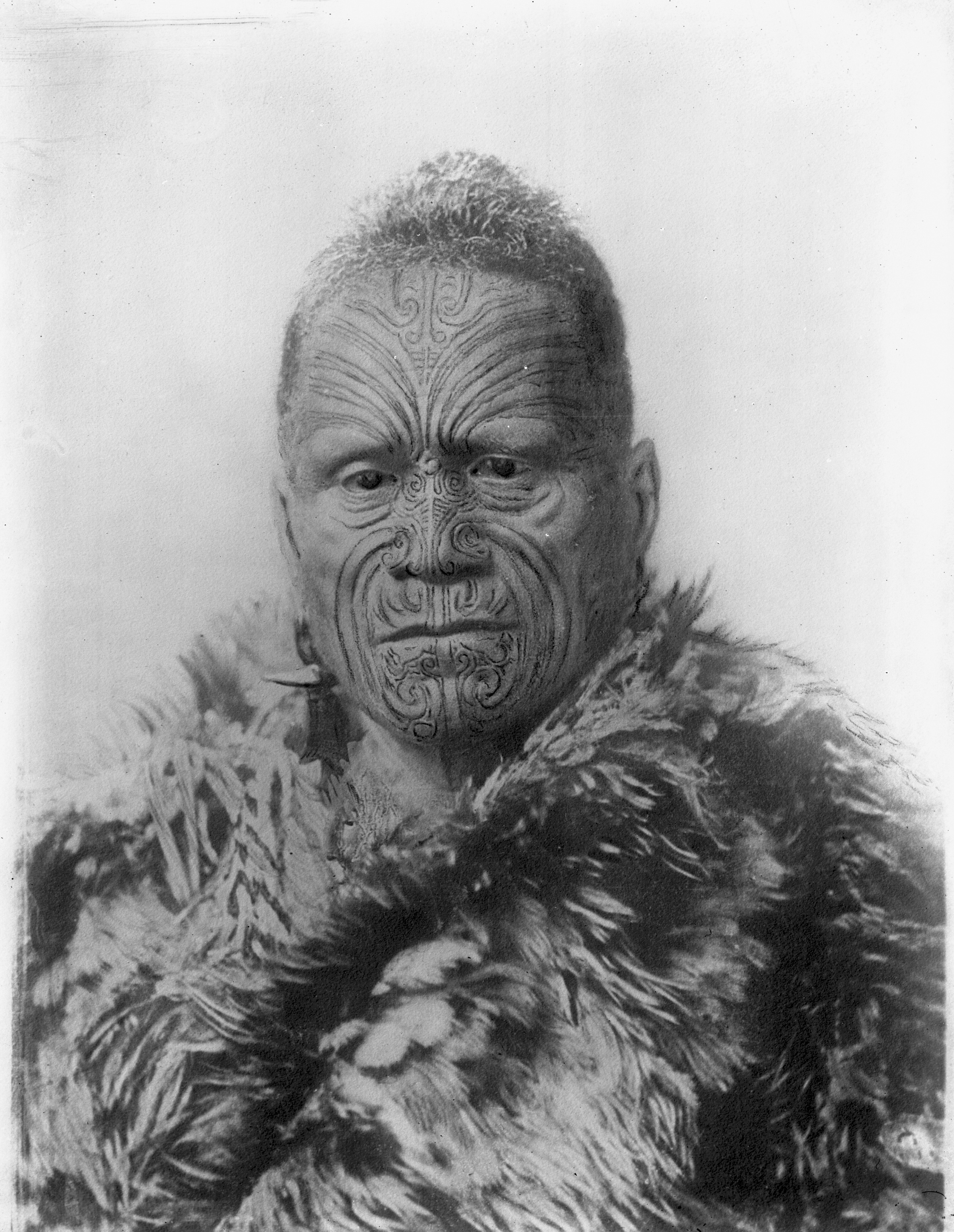
Tāwhiao, zweiter König der Māori, mit Tā moko (etwa 1890)

Neuseeland wurde gegen Ende des 13. Jahrhunderts, spätestens aber in der ersten Hälfte des 14. Jahrhunderts von Polynesiern entdeckt und in mehreren Einwanderungswellen besiedelt. Die Datierung von Knochen der pazifischen Ratte und von eingeführten Samen mittels der Radiokohlenstoffmethode datieren die früheste Ankunft der Polynesier auf um 1280.
Die Nachkommen der ersten Einwanderer begründeten die Māori-Kultur. Aus der Besiedlung der Chatham Islands östlich von Neuseeland ging die Moriori-Kultur hervor. Ob diese Besiedlung von Neuseeland aus erfolgte, ist umstritten, aber sprachliche Gemeinsamkeiten sind Anzeichen für eine Besiedlung vom Festland aus. Viele der eingewanderten Māori – vor allem auf der Nordinsel – gaben dem Land den Namen Aotearoa, was im Allgemeinen mit „Land der langen weißen Wolke“ übersetzt wird.
Die ersten Māori, die das Land erreichten, fanden keine Säugetiere vor. Um sich zu ernähren, jagten sie zunächst den Moa, einen flugunfähigen, dem afrikanischen Strauß entfernt ähnlichen Vogel, der 90 Jahre später aufgrund der intensiven Bejagung ausgestorben war. Ebenso verschwand der Haastadler, der größte Greifvogel der neuzeitlichen Erde; der letzte seiner Art starb vermutlich um 1700. Die humane Erstbesiedlung durch die Māori bedeutete die rasche Ausrottung zahlreicher Tierarten auf der Inselgruppe. Später ergänzten die Māori ihren Speiseplan durch die Kultivierung der Kumara (Süßkartoffel).

### Entdeckung und frühe Besiedlung durch Europäer

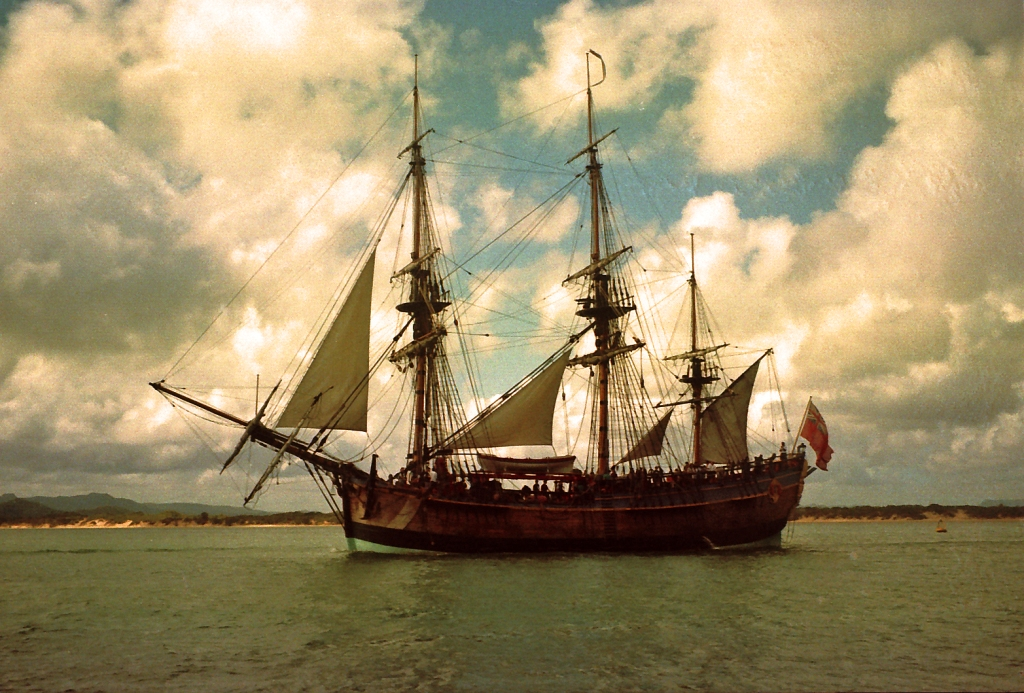
Eine Nachbildung der Endeavour, des Schiffs von James Cook

Der erste Europäer, der Neuseeland erblickte, war der niederländische Seefahrer Abel Tasman. Seine Aufgabe war es, das „Große südliche Land“ zu finden, weil dort wertvolle Rohstoffe vermutet wurden. Auf seiner Reise entdeckte er im Jahr 1642 ein „großes, hoch gelegenes Land“ auf der Südinsel, die heutige Region West Coast. Er war sich nicht sicher und vermutete, dass er ein weiteres Stück Küste von Staten Landt entdeckt hätte. Als er in der Golden Bay / Mohua in der heutigen Region Tasman das Land aus der Nähe erkunden wollte, kam es zu einer ersten blutigen Begegnung mit den Einwohnern, bei der vier niederländische Seeleute getötet wurden. Der „Entdecker Neuseelands“ setzte niemals einen Fuß auf neuseeländischen Boden. Als eine Expedition unter Hendrik Brouwer ein Jahr später festgestellt hatte, dass der von Tasman vorgefundene Küstenstreifen nicht zu Staten Landt gehörte, wurde das Land Nova Zeelandia (lateinisch) oder Nieuw Zeeland (niederländisch) genannt (wie die Provinz Zeeland), in Anlehnung an Australien, das Nova Hollandia oder Nieuw Holland genannt worden war.
Erst 1769/70 wurden erneut Expeditionen in die Gewässer um die (auf Englisch) New Zealand genannten Inseln gestartet. Der britische Kapitän James Cook sollte wie Tasman einen vermuteten südlichen Kontinent finden. Im Oktober 1769 traf Cooks Schiff Endeavour von Tahiti kommend am südwestlichen Punkt der heute Tūranganui-a-Kiwa / Poverty Bay genannten Bucht auf Neuseeland. Nach ersten feindseligen Begegnungen, dann aber auch gelungenen Annäherungsversuchen mit Māori, umsegelte Cook zunächst die Nordinsel sowie nach einem längeren Aufenthalt in den Marlborough Sounds die Südinsel und konnte so nachweisen, dass es sich bei Neuseeland um Inseln und nicht um einen Teil eines Kontinents handelte. Cook und die ihn begleitenden Wissenschaftler begannen das Land gründlich zu kartographieren, sie erkundeten ausgiebig Flora und Fauna und sammelten Informationen zu den Māori.
Nur wenige Wochen nach Cook erreichte auch Jean François Marie de Surville die Inseln. In den folgenden Jahren wanderten vor allem Walfänger, Robbenfänger und später auch Missionare nach Neuseeland ein. Diese pflegten ausgeprägte Kontakte zu den Māori. Die beiden Parteien trieben regen Handel miteinander, einige Europäer lebten auch mit den Māori zusammen.

### Die Geburt der Nation

Die Flagge der United Tribes of New Zealand

Die bei Tauschgeschäften von den Europäern durch die Māori seit dem Ende des 18. Jahrhunderts erworbenen Schusswaffen begünstigten gewalttätige Auseinandersetzungen, die von 1829 bis 1835 in den Musketenkriegen (englisch: Musket Wars) gipfelten, bei denen sich zahlreiche Stämme bekämpften und – Schätzungen der Regierung zufolge – etwa 20.000 Menschen zu Tode kamen. Auch die von Europäern eingeschleppten Krankheiten, gegen deren Erreger die Māori nicht resistent waren, dezimierten ihre Anzahl nachhaltig. In den 1820er Jahren kam es zudem zu ersten bewaffneten Auseinandersetzungen zwischen Māori und Weißen. 1832 schickte die britische Regierung den Gesandten James Busby nach Neuseeland und ernannte ihn zum Residenten. Er sollte den britischen Handel überwachen und kontrollieren und zwischen streitenden Weißen und Māori vermitteln, er war dabei jedoch weitgehend auf sich allein gestellt. Nachdem ein neuseeländisches Handelsschiff wegen des fehlenden Herkunftssymboles im Hafen von Sydney beschlagnahmt worden war und auch nicht unter britischer Flagge fahren durfte, da Neuseeland noch nicht zu Großbritannien gehörte, wählten am 20. März 1834 mehrere Dutzend Māori-Anführer unter seiner Aufsicht eine offizielle Flagge aus, die später zur offiziellen Flagge der United Tribes of New Zealand (deutsch: Vereinigte Stämme Neuseelands) wurde. Da es in Neuseeland noch keine Gesetzgebung gab und die Befürchtung aufkam, dass Frankreich an der Banks Peninsula eine eigene Kolonie gründen könnte, setzte Busby einen Vertrag auf, der am 28. Oktober 1835 von über 30 Māori-Anführern unterzeichnet wurde und als Unabhängigkeitserklärung Neuseelands und damit als Gründung der „Vereinigten Stämme“ in die Geschichte einging.

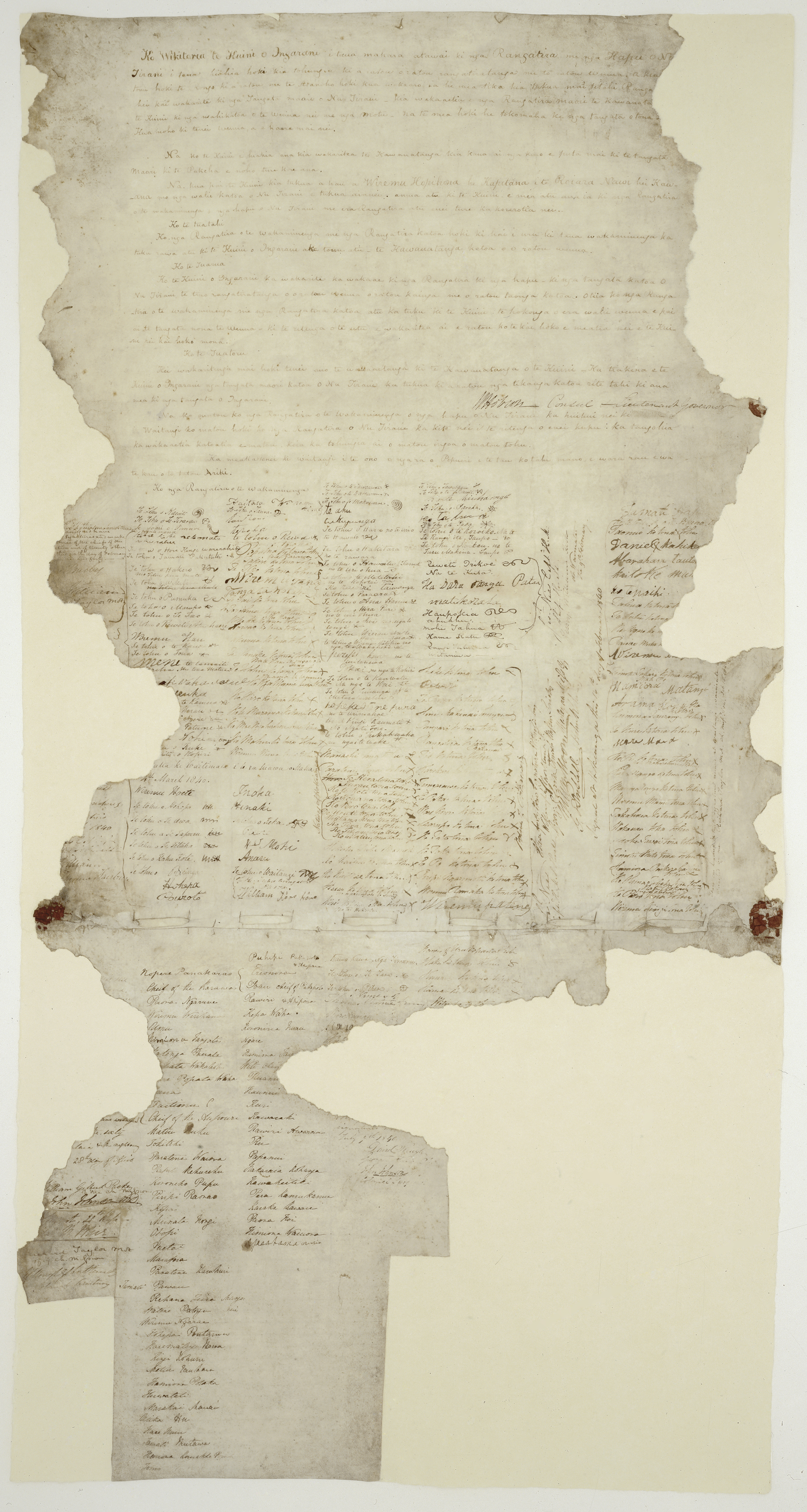
Der Vertrag von Waitangi ist die älteste Verfassungsurkunde Neuseelands

Die Souveränität des Landes fand jedoch schon wenige Jahre später ein jähes Ende. Zu diesem Zeitpunkt gab es in Frankreich nämlich tatsächlich Bestrebungen, auf der Südinsel des Landes eine Kolonie zu gründen, was die britische Krone unter allen Umständen verhindern wollte. Da man die „Vereinigten Stämme“ für zu schwach befand, ihre Interessen selbst zu verteidigen, wurde das Land im Januar 1840 vom Britischen Weltreich offiziell annektiert. Um das Vorgehen als rechtmäßig zu erklären, beeilte sich der damalige Generalgouverneur William Hobson, zahlreiche Māori-Häuptlinge nahe dem Ort Waitangi zu versammeln, damit sie am 6. Februar des gleichen Jahres den Vertrag von Waitangi unterzeichnen konnten. Dieses Dokument gilt als die „Geburtsstunde“ des modernen Neuseeland; der Vertrag verband das Land mit der britischen Krone. Gleichzeitig gaben die Māori damit ihre Souveränität auf und bekamen dafür Bürgerrechte zugesichert. Sie durften die Ländereien behalten, die vor Unterzeichnung des Vertrages in ihrem Besitz waren. Im Jahr 1975 wurde schließlich das Waitangi Tribunal eingesetzt, das bei Unstimmigkeiten und Vertragsverletzungen Regelungen trifft und sich auch für Wiedergutmachungen einsetzt.
Auf der Südinsel Neuseelands scheiterte die Kolonialisierung durch Frankreich nur knapp. 1840 war Jean Langlois zur Banks Peninsula aufgebrochen, um sie für Frankreich in Besitz zu nehmen. Als der Plan bekannt wurde, sandten die Briten eine Expedition aus, um die Halbinsel für die Krone zu sichern. Langlois erreichte die Gewässer vor dem heutigen Akaroa zwar als erster, konnte aber wegen widriger Winde nicht an Land gehen. Als das Wetter die Landung zuließ, musste er dann erkennen, dass ihm die Briten zuvorgekommen waren. Die französischen Siedler durften sich gleichwohl in Akaroa niederlassen, was heute auch in den französischen Straßennamen sichtbar ist.

### Kolonialzeit

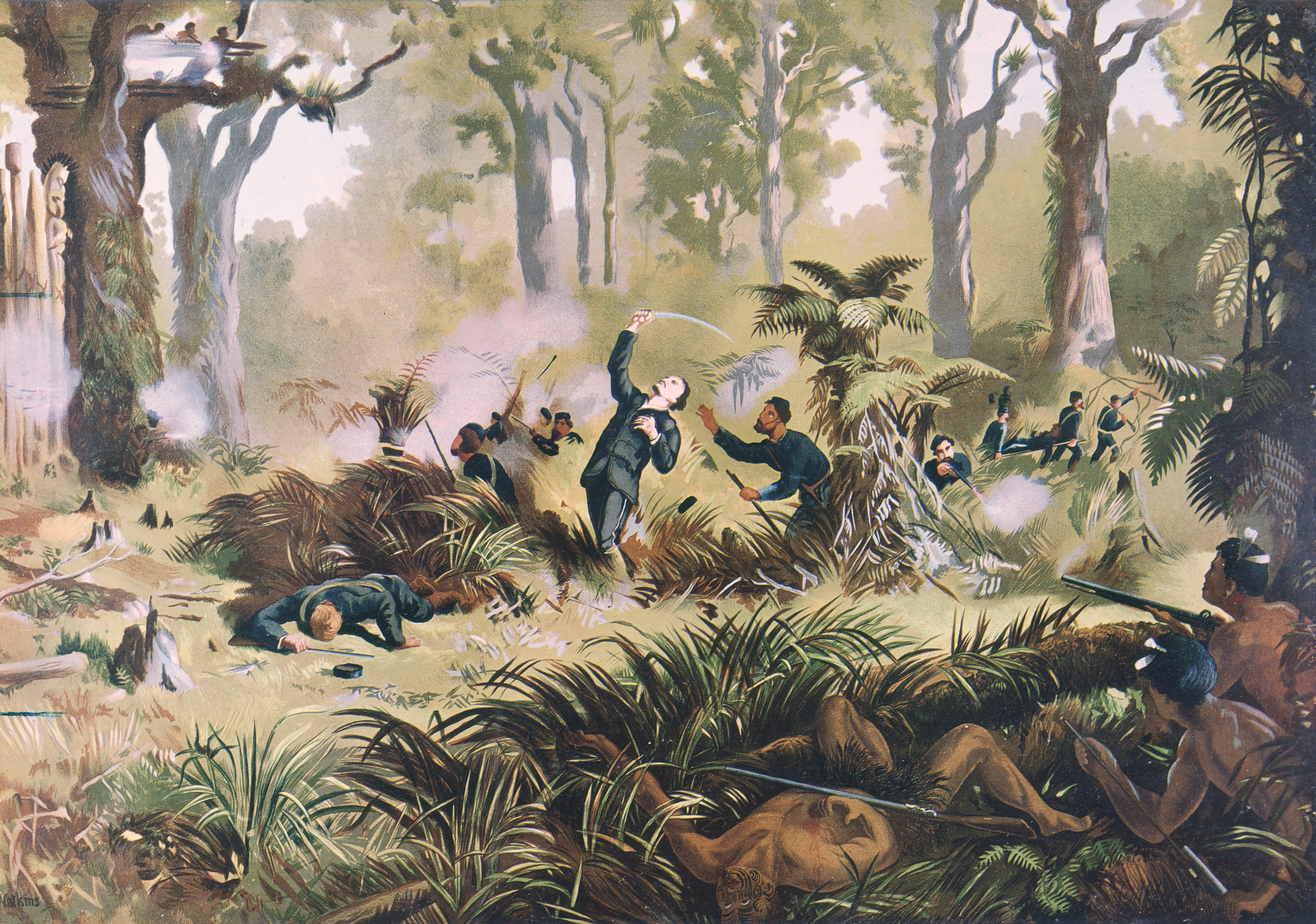
Major Gustav von Tempskys Tod 1868 während der Neuseelandkriege

Die 1839 gegründete New Zealand Company warb um neue Einwanderer. Diese errichteten zahlreiche Städte und Dörfer und besiedelten große Teile des Landes. Sie lebten oft als Bauern in Frieden mit den Māori und kultivierten die Landschaft. Als aber mehr und mehr Einwanderer das Land erreichten und immer größere Landflächen benötigt wurden, kam es zu Zwistigkeiten zwischen Siedlern und Māori. Mit der Zeit wurden die Missstände immer größer, und so kam es schließlich zu offenen bewaffneten Konflikten, die in Northland bereits im Jahr 1840 zu einer kriegerischen Auseinandersetzung anwuchsen. Bis 1860 hatten sich die Kämpfe, die als Neuseelandkriege in die Geschichte eingingen, auf das ganze Land ausgedehnt. Nach diesen Auseinandersetzungen betrug die Zahl der Māori 1891 nur noch 44.000 im Vergleich zu über 120.000 vor dem Jahr 1820.
Nach der Unterzeichnung des Vertrages von Waitangi wurde Neuseeland als Teil von New South Wales verwaltet, bis das Land ab 31. Mai 1841 eine eigene Kolonie bildete. Die Europäer besiedelten in den folgenden Jahrzehnten beinahe das gesamte Land und gründeten insgesamt neun Provinzen.
Im Jahre 1861 wurden auf der Südinsel große Goldvorkommen entdeckt, was zum Goldrausch in Otago führte. Um separatistische Bewegungen auf der aufstrebenden Südinsel zu verhindern, wurde die ursprünglich in Russell gelegene Hauptstadt von Auckland im hohen Norden nach Wellington in die Mitte des Landes verlegt.
Schon vor der Jahrhundertwende setzte Neuseeland im Umgang mit bisher benachteiligten Personengruppen Maßstäbe, was für den Rest der Welt zur damaligen Zeit noch unmöglich schien. Als sich das Land seit 1852 aufgrund des New Zealand Constitution Act 1852 relativ selbständig verwaltete, bekamen ab 1867 auch die männlichen Māori das Wahlrecht und Sitze im Parlament. Am 8. September 1893 wurde das Gesetz, das Neuseeländerinnen mit britischer Staatsbürgerschaft ab 21 Jahren das aktive Frauenwahlrecht verlieh, mit einer Mehrheit von zwei Stimmen beschlossen. Maorifrauen waren eingeschlossen. Am 19. September unterschrieb es der Gouverneur Lord Glasgow, wodurch das Gesetz in Kraft trat. Allerdings waren einige Gruppen von Frauen weiterhin ausgeschlossen; wie auch in manchen anderen Staaten gehörten Gefängnisinsassinnen und Frauen in psychiatrischen Anstalten dazu.

### Das moderne Neuseeland

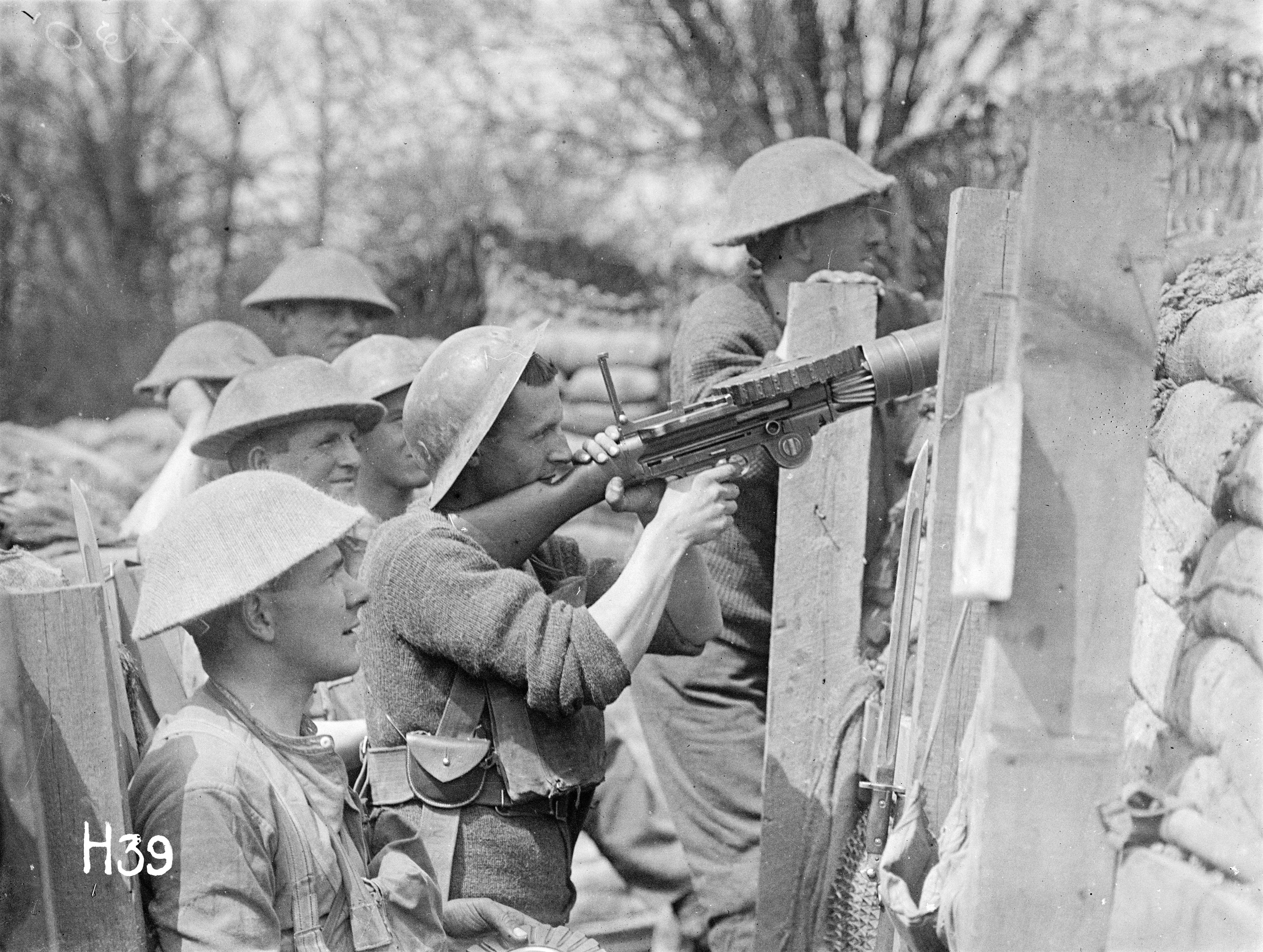
Neuseeländische Soldaten im Ersten Weltkrieg an der Front in Belgien, 1917

Das Land entschied sich 1901 gegen einen Beitritt zum Commonwealth of Australia und blieb bis 1907 eine Kolonie, als Neuseeland den Status einer Dominion erhielt und folglich fast unabhängig von Großbritannien wurde. Über die gesamte Kolonialzeit bis in die jüngere Gegenwart hinweg erwies sich das Land als besonders treuer Bündnispartner Großbritanniens. So entsandte Neuseeland Truppen für den Zweiten Burenkrieg, den Ersten und Zweiten Weltkrieg sowie die Sueskrise.
Die Frage, seit wann Neuseeland ein eigenständiger Staat ist, ist nicht leicht zu klären, da das Land nach angelsächsischer Tradition keine geschriebene Verfassung besitzt. Neben 1840 (Vertrag von Waitangi) und 1907 (Entstehung der Dominion) gibt es weitere Zeitpunkte auf Neuseelands Weg zur Unabhängigkeit: 1931 wurde von der britischen Regierung der Statute of Westminster Act erlassen, das den Dominions die Möglichkeit zur Unabhängigkeit gab. 1947 akzeptierte das neuseeländische Parlament mit dem Statute of Westminster Adoption Act 1947 die angebotene völlige Souveränität, die mit der Mitgliedschaft im Commonwealth of Nations verbunden war. Am 25. Dezember 1947 erhielt das Gesetz durch Unterzeichnung durch die britische Krone Rechtskraft. Andererseits gab sich Neuseeland erst 1986 eine vom neuseeländischen Parlament abgesegnete Verfassung, bis dahin galt die Verfassung des noch vom britischen Parlament verabschiedeten New Zealand Constitution Act 1852.
Das passive Frauenwahlrecht für die Wahlen zum Unterhaus wurde erst am 29. Oktober 1919 mit dem Women’s Parliamentary Rights Act erreicht. Erst 1941 erlangten Frauen das passive Wahlrecht für das Oberhaus.
Die am Schwarzen Freitag 1929 eingeläutete Weltwirtschaftskrise traf das wirtschaftlich von Großbritannien abhängige Land sehr hart und führte zur ersten Regierungsbildung durch die Labour Party (Arbeiterpartei), die den neuseeländischen Wohlfahrtsstaat etablierte und den Wirtschaftsverkehr weitgehend kontrollierte. Diese Politik wurde über Jahrzehnte erfolgreich praktiziert, bis veränderte Bedingungen zu einem erneuten radikalen Kurswechsel führten. Bereits in den ausgehenden 1960er Jahren schwächelte das hochsubventionierte Staats- und Wirtschaftswesen des Landes und brach mit dem Beitritt Großbritanniens in die EG weitgehend zusammen. Die bewährte enge wirtschaftliche Bindung zum einstigen Mutterland existierte plötzlich nicht mehr. Das Land litt unter hohen Inflationsraten, überbordender Bürokratie und zu hohen Staatsausgaben. Erst eine von der Labour-Regierung unter David Lange 1984 begonnene und unter seinen konservativen Nachfolgern fortgesetzte durchgreifende Liberalisierung brachte auf längere Sicht die Wende, wobei die Arbeitslosenzahlen die langwierigsten Probleme bereiteten. Doch Mitte der 1990er Jahre hatte der Aufschwung das ganze Land bereits an die Spitze der Industrienationen katapultiert. Seit der Machtübernahme der Labour Party unter Helen Clark 1999 wurde diese Wirtschaftspolitik erneut teilweise revidiert, privatisierte Staatsunternehmen zurückgekauft und der soziale Ausgleich, vor allem zwischen dem Wirtschaftszentrum Auckland und dem ländlichen Raum, trat wieder in den Vordergrund.
Im Jahre 1951 verbündeten sich die drei Staaten Australien, die USA und Neuseeland zum ANZUS-Sicherheitspakt, um im Hinblick auf den gerade vorübergegangenen Zweiten Weltkrieg zukünftige Konflikte gemeinsam verhindern zu können. Wegen Differenzen über Neuseelands Anti-Atompolitik erfolgte die Suspendierung des Pakts durch die USA im Jahr 1984. Im Zusammenhang mit dem Widerstand gegen das französische Atomwaffen-Programm in Französisch-Polynesien wurde das Greenpeace-Flaggschiff Rainbow Warrior 1985 im Hafen von Auckland von französischen Geheimagenten versenkt. Zwei Jahre später erklärte sich Neuseeland zur atomwaffenfreien Zone.

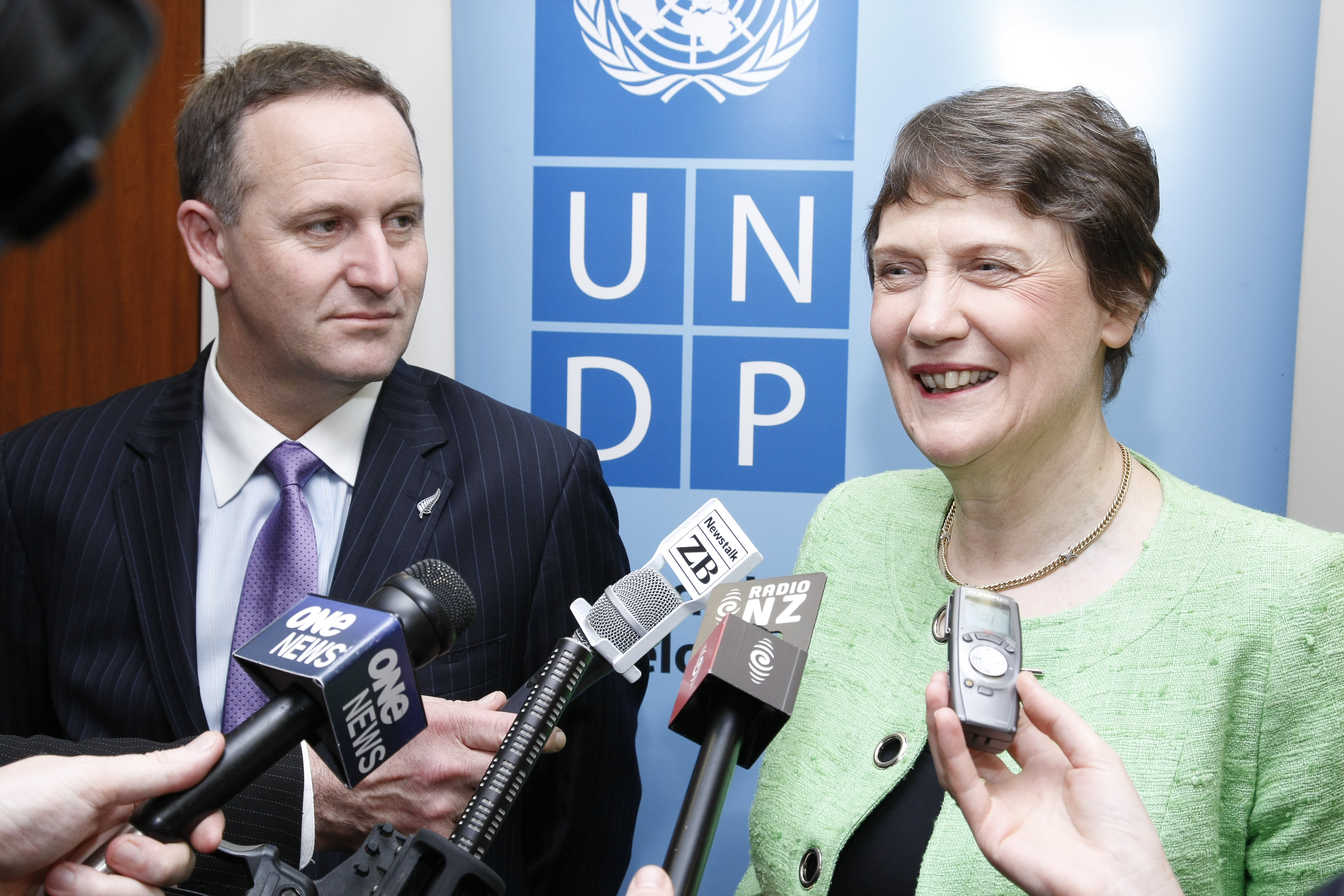
Der 38. Premierminister John Key und die ehemalige Premierministerin und ehemalige Leiterin des UNDP Helen Clark

Die Sprache und Kultur der bis in die 1970er Jahre gesellschaftlich marginalisierten Ureinwohner, der Māori, werden heute – in krassem Gegensatz zur Politik des Nachbarn Australien – besonders gefördert; so gibt es Radio, Fernsehen und Zeitungen in der Māori-Sprache, die Abgeordneten der für die Māori reservierten Parlamentssitze werden in gesonderten Wahlkreisen gewählt, und die traditionelle Māori-Kultur wird auch touristisch vermarktet.
Im Jahre 2014 wurde die Entfernung des Union Jack als ehemaliges koloniales Zeichen aus der Staatsflagge diskutiert. Die Bürger wurden 2016 dazu aufgerufen, über die Beibehaltung oder eine Neugestaltung abzustimmen. Der Entscheid führte im März 2016 schließlich für die Beibehaltung der alten Nationalflagge.

## Politik

### Staatsorganisation

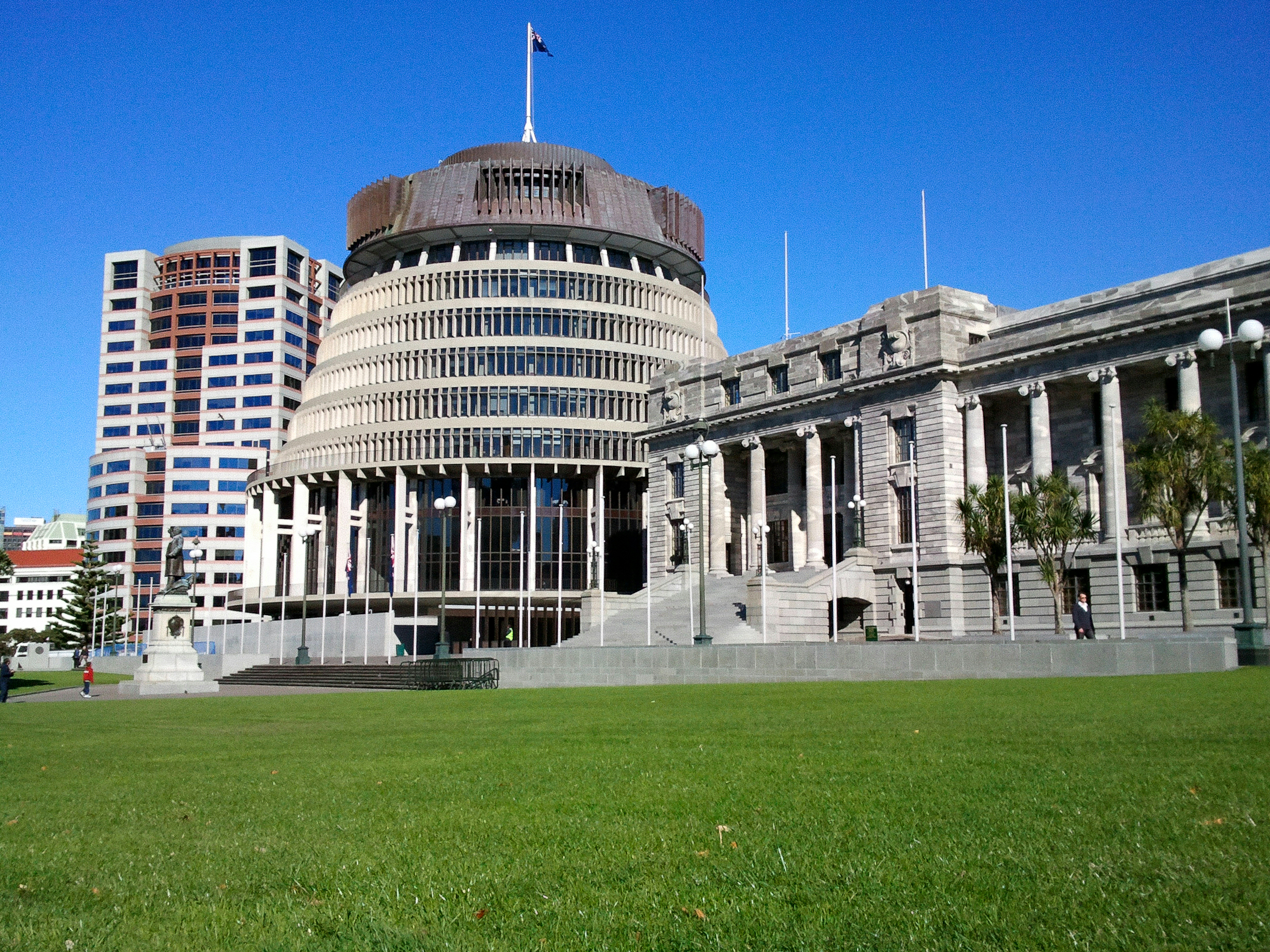
Das Beehive (Bienenstock) in Wellington, Sitz des Prime Ministers, der Minister des Kabinetts und Tagungsort des Kabinetts; rechts das Parlamentsgebäude

Neuseeland ist eine unabhängige parlamentarische Monarchie, die sich am britischen Vorbild orientiert, aber nur eine Kammer hat, es gibt also kein Oberhaus. Es verfügt als einer von drei Staaten weltweit, neben dem Vereinigten Königreich und Israel, über keine kodifizierte Verfassung. Nach dem Constitution Act 1986 ist der Monarch von Großbritannien und Nordirland in seinem Amt als König bzw. Königin von Neuseeland das Staatsoberhaupt. Ein Generalgouverneur repräsentiert wie in jedem Commonwealth Realm das Staatsoberhaupt, er kann jedoch keine Macht auf das Parlament ausüben. Regierungssitz und Sitz des Parlaments ist Wellington.
- Exekutive – Regierungschef ist der Premierminister. Das aus 20 Personen bestehende Kabinett leitet der Premierminister. Alle Kabinettsmitglieder müssen zugleich Mitglieder des Parlaments sein.
- Legislative – Das Parlament besteht normalerweise aus 120 Abgeordneten, die alle drei Jahre gewählt werden; durch Überhangmandate können aber in das Parlament über 120 Mitglieder einziehen (2005: ein Überhangmandat). Eine kleine Anzahl von derzeit sieben Sitzen im Parlament ist dabei für Māori-Abgeordnete reserviert. Seit 1996 wird nach dem personalisierten Verhältniswahlrecht gewählt, das das zuvor angewandte Mehrheitswahlrecht nach britischem Vorbild ablöste.
- Judikative – Die Judikative in Neuseeland wird durch den Supreme Court als Obersten Gerichtshof Neuseelands, den Court of Appeal als Berufungsgericht und den High Court, sowie durch zahlreiche regionale Gerichte, die District Courts ausgeübt. Des Weiteren existieren für bestimmte Verhandlungen besondere Gerichte, so zum Beispiel das Youth Court (Jugendgericht), ein Gericht für Māori-Fragen, als Māori Land Court bekannt, oder das Familiengericht, das Family Court genannt wird. Außerdem gibt es noch weitere besondere Gerichtsbarkeiten, wie zum Beispiel das Waitangi Tribunal.

Das neuseeländische Gesetz basiert auf drei wichtigen Säulen: dem englischen Common Law, sehr vielen im Vereinigten Königreich beschlossenen Gesetzen, zum Beispiel der Bill of Rights von 1689, sowie allen Beschlüssen des neuseeländischen Parlaments. Das großteils auf dem Gewohnheitsrecht basierende Common Law wird fast immer genau so wie in Großbritannien angewandt, auch, weil das Oberste Gericht bis zum Jahr 2004, als der Supreme Court of New Zealand in Wellington seine Arbeit aufnahm, das Gericht des Privy Council in London war.

### Parteiensystem
Vor der Bildung von politischen Parteien gab es im neuseeländischen Parlament nur einzelne Kandidaten zu wählen. In den letzten Jahrzehnten des 19. Jahrhunderts bildeten sich zunehmend stärker werdende lose Interessengruppen, die sich zu Beginn meist nach geographischer Herkunft der Kandidaten, später dann aber nach politischer Einstellung – Konservatismus oder Liberalismus – zusammenfanden. Generell wird die von John Ballance gegründete und später von Richard Seddon geprägte Liberal Party als erste wirkliche politische Partei Neuseelands angesehen. Sie stellte von 1890 bis 1912 die Regierungsmehrheit. Ab 1903 begannen zahlreiche Parlamentarier damit, sich zu einer konservativen Alternativbewegung zusammenzuschließen, die seit 1909 offiziell als Reform Party bezeichnet wurde und sich deutlich von der liberalen Partei unterscheiden sollte. Mit dem Zusammenschluss von zahlreichen sozialistischen Gruppierungen zur Labour Party im Jahr 1916 begann der Niedergang der liberalen Partei, die in den folgenden Wahlen keinen Rückhalt mehr aus der Arbeiterklasse hatte und schließlich auch noch auf ihre zweite Wählerbasis, Geschäftsleute und Arbeitgeber, die über den Aufstieg der Social Democratic Party besorgt waren und sich geschlossen der Reform Party mit ihrem „Anti-Sozialismus“-Programm anschlossen, verzichten mussten. Letztere politische Vereinigung war bis 1928 an der Macht, bis sie von einem Bündnis aus Labour Party und United Party, der Nachfolgepartei der Liberal Party, abgelöst wurde. Als die Arbeiterpartei 1935 ohne Koalitionspartner die Regierung bilden konnte, fusionierten United und Reform Party zur konservativen National Party, die in der zweiten Hälfte des 20. Jahrhunderts der größte und einzige Konkurrent der Labour Party war. In den frühen 1990er Jahren wurden zahlreiche kleinere Parteien gegründet, die bekanntesten sind die Green Party of Aotearoa New Zealand (1990), Alliance (1991) sowie New Zealand First (1993). Diese konnten wegen des Mehrheitswahlrechts trotz großer Stimmenanteile nur wenige Parlamentssitze erringen. Erst nach der Änderung des Wahlsystems im Jahr 1993 und der damit verbundenen Einführung des personalisierten Verhältniswahlrechts zu den Wahlen des House of Representatives im Jahr 1996 waren kleinere Parteien in größerem Umfang in der Lage, die Politik des Landes mitzubestimmen.
Nach den Wahlen von 2005 dominieren zwar weiter die Labour Party unter ihrer Vorsitzenden Helen Clark und die National Party unter ihrem Vorsitzenden John Key die neuseeländische Parteienlandschaft und liefern sich bei Wahlen regelmäßig ein Kopf-an-Kopf-Rennen, doch neben diesen beiden Parteien sind noch sechs weitere im Repräsentantenhaus vertreten: die rechtsgerichtete, nationalistische und häufig als populistisch beschriebene Partei New Zealand First, die linksgerichtete, grüne Green Party of Aotearoa New Zealand, die 2004 vom ehemaligen Labour-Kabinettsmitglied Tariana Turia gegründete Māori Party, die sich insbesondere für die Interessen der Māori einsetzt, die christdemokratische Mitte-rechts-Partei United Future, die wirtschaftsliberale ACT New Zealand und die demokratisch-sozialistische Jim Anderton’s Progressive (eine Abspaltung der sozialdemokratischen Alliance).

### Politische Indizes
| Name des Index                     | Indexwert    | Weltweiter Rang | Interpretationshilfe | Jahr |
| ---------------------------------- | ------------ | --------------- | --- | ---- |
| Fragile States Index               | 15,9 von 120 | 175 von 179     | Stabilität des Landes: sehr nachhaltig 0 = sehr nachhaltig / 120 = sehr alarmierend Rang: 1 = fragilstes Land / 179 = stabilstes Land | 2024 |
| Demokratieindex                    | 9,61 von 10  | 2 von 167       | Vollständige Demokratie 0 = autoritäres Regime / 10 = vollständige Demokratie                                                         | 2024 |
| Freedom in the World Index         | 99 von 100   | —               | Freiheitsstatus: frei 0 = unfrei / 100 = frei                                                                                         | 2024 |
| Rangliste der Pressefreiheit       | 81,4 von 100 | 16 von 180      | Zufriedenstellende Lage für die Pressefreiheit 100 = gute Lage / 0 = sehr ernste Lage                                                 | 2025 |
| Korruptionswahrnehmungsindex (CPI) | 83 von 100   | 4 von 181       | 0 = sehr korrupt / 100 = sehr sauber                                                                                                  | 2024 |

### Politische Entwicklung

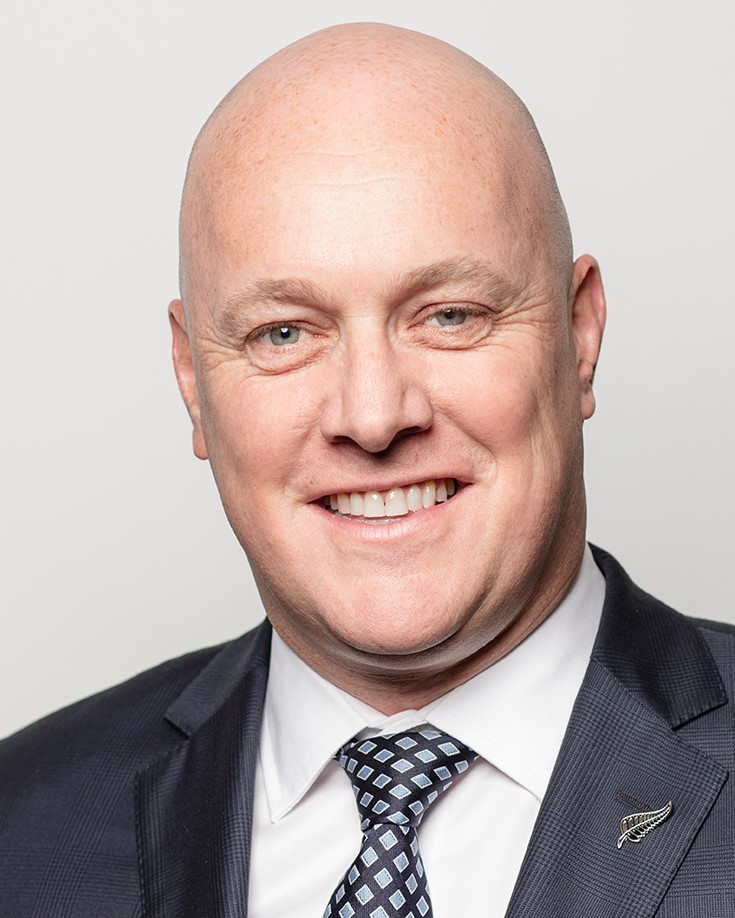
Der neuseeländische Premierminister Christopher Luxon (New Zealand National Party) im Jahr 2016

Die 1999 formierte Mitte-links-Koalition unter Premierministerin Helen Clark wurde bei der Wahl am 8. November 2008 von einer Koalition unter Führung der National Party abgelöst. Der neue Premierminister John Key nahm am 19. November 2008 seine Amtsgeschäfte auf. Seine Regierung wurde von der Māori Party, Act New Zealand und der United Future New Zealand unterstützt. Die größte Oppositionspartei wurde die Labour Party. Am 26. November 2011 konnte die regierende National Party unter John Key ihre Führung mit 47,31 % der abgegebenen Stimmen noch ausbauen und verfehlte mit 59 Sitzen nur knapp die absolute Mehrheit im House of Representatives. Am 5. Dezember 2016 erklärte Key aus privaten Gründen seinen Rücktritt, sein Nachfolger wurde am 12. Dezember 2016 Parteikollege Bill English. Bei der Parlamentswahl am 23. September 2017 wurde die National Party erneut stärkste Kraft, allerdings kam die Regierung durch eine Koalition der Labour Party mit New Zealand First zustande, die von der Green Party toleriert wurde. Neue Premierministerin wurde am 26. Oktober 2017 Jacinda Ardern; die 2020 für weitere drei Jahre im Amt bestätigt wurde und im Januar 2023 aus privaten Gründen zurücktrat. Chris Hipkins trat am 25. Januar 2023 ihre Nachfolge an und wurde am 27. November 2023 durch Christopher Luxon abgelöst. Unter anderem hat Neuseeland als weltweit erster Staat ein Wellbeing Budget verabschiedet, bei dem neben ökonomischen auch soziale und ökologische Wohlfahrtsindikatoren berücksichtigt werden.
| Partei            | 2020            | 2020  | 2017            | 2017  | 2014            | 2014  | 2011            | 2011  |
| Partei            | Stimmen- anteil | Sitze | Stimmen- anteil | Sitze | Stimmen- anteil | Sitze | Stimmen- anteil | Sitze |
| ----------------- | --------------- | ----- | --------------- | ----- | --------------- | ----- | --------------- | ----- |
| National Party    | 26,8 %          | 35    | 44,4 %          | 56    | 47,0 %          | 60    | 47,3 %          | 59    |
| Labour Party      | 49,1 %          | 64    | 36,9 %          | 46    | 25,1 %          | 32    | 27,5 %          | 34    |
| Green Party       | 7,6 %           | 10    | 6,3 %           | 8     | 10,7 %          | 14    | 11,0 %          | 14    |
| New Zealand First | 2,7 %           | –     | 7,2 %           | 9     | 8,7 %           | 11    | 6,6 %           | 8     |
| Māori Party       | 1,0 %           | 1     | 1,2 %           | –     | 1,3 %           | 2     | 1,4 %           | 3     |
| ACT New Zealand   | 8,0 %           | 10    | 0,5 %           | 1     | 0,7 %           | 1     | 1,1 %           | 1     |

### Staatsoberhäupter von Neuseeland
| Regierungszeit | Name          | Dynastie                          | Lebensdaten |
| -------------- | ------------- | --------------------------------- | ----------- |
| 1837–1901      | Victoria      | Hannover                          | 1819–1901   |
| 1901–1910      | Eduard VII.   | Sachsen-Coburg und Gotha          | 1841–1910   |
| 1910–1936      | Georg V.      | Sachsen-Coburg und Gotha/Windsor* | 1865–1936   |
| 1936           | Eduard VIII.  | Windsor                           | 1894–1972   |
| 1936–1952      | Georg VI.     | Windsor                           | 1895–1952   |
| 1952–2022      | Elisabeth II. | Windsor                           | 1926–2022   |
| seit 2022      | Charles III.  | Windsor                           | *1948       |

*1917 benannte der damalige König Georg V. sein Haus von Sachsen-Coburg-Gotha in Windsor um, um das britische Königshaus vom im Ersten Weltkrieg feindlichen Deutschen Reich abzugrenzen.

Das Staatsoberhaupt wird durch den Generalgouverneur von Neuseeland vertreten, der im politischen Alltag als De-facto-Staatsoberhaupt gilt.

### Sicherheits- und Außenpolitik

Soldaten der New Zealand Army bei einer Übung

Für die innere Sicherheit des Landes sind die rund 12.000 Bediensteten der neuseeländischen Polizei verantwortlich. Streifenpolizisten tragen in der Regel wie im Mutterland Großbritannien keine Schusswaffen. Standardmäßig bewaffnet sind hingegen die Angehörigen der sogenannten Armed Offenders Squads. Diese bestehen aus insgesamt rund 300 Beamten, die sich auf 17 Einheiten verteilen und am ehesten mit den deutschen Spezialeinsatzkommandos vergleichbar sind.
Die neuseeländischen Streitkräfte (New Zealand Defence Force) gliedern sich in drei Teilstreitkräfte: Die Seestreitkräfte (Royal New Zealand Navy), die Luftstreitkräfte (Royal New Zealand Air Force) sowie die Landstreitkräfte (New Zealand Army), die aus 4500 regulären Soldaten und 2500 weiteren Beschäftigten bestehen. Außenpolitisch hat sich Neuseeland durch seine regelmäßige Beteiligung an Kriegen auf Seiten Großbritanniens profiliert. So beteiligte sich Neuseeland unter anderen am Burenkrieg, dem Ersten und Zweiten Weltkrieg, dem Koreakrieg, dem Vietnamkrieg, dem Zweiten Golfkrieg und dem Krieg in Afghanistan. Ferner stellte bzw. stellt Neuseeland Truppen für verschiedene Friedensmissionen, zum Beispiel in Zypern, Somalia, Bosnien und Herzegowina, im Sinai, in Angola, Kambodscha, an der iranisch-irakischen Grenze sowie in Osttimor bereit. Neuseeland gab 2018 rund 1,2 Prozent seiner Wirtschaftsleistung für seine Streitkräfte aus.
Das militärische Verteidigungsbündnis ANZUS mit den USA und Australien war zwischenzeitlich wegen der strikten Anti-Atom-Politik Neuseelands, in deren Rahmen sich das Land auch gegen die französischen Atomtests im Südpazifik starkmachte, ausgesetzt. Neuseeland gilt den Vereinigten Staaten als einer der treuesten Verbündeten außerhalb der NATO.
Neuseeland ist Gründungsmitglied der Vereinten Nationen und des Commonwealth. Weiterhin ist es seit der Gründung am 6. Februar 1947 Mitglied des Sekretariats der Pazifischen Gemeinschaft, der Organisationen der Weltbankgruppe (außer der MIGA), seit der Gründung 1966 der Asiatischen Entwicklungsbank, seit der Gründung am 17. April 1973 des Pacific Islands Forum, seit dem 29. Mai 1973 der OECD, seit der Gründung 1980 des Pazifischen Rates für wirtschaftliche Zusammenarbeit, seit der Gründung 1989 der APEC sowie seit dem 1. Januar 1995 der Welthandelsorganisation.

### Einwanderungspolitik
Neuseeland nimmt derzeit rund 45.000 Einwanderer pro Jahr auf. Das Einwanderungssystem des Landes funktioniert nach einer Punktetabelle, diese bezieht sich nicht nur auf die Schulbildung eines Kandidaten, sondern auch auf die vorhergegangenen Beschäftigungen.

## Verwaltungsgliederung

Karte der neuseeländischen Distrikte und Regionen

Neuseeland ist zentralistisch organisiert und besitzt seit der großen Verwaltungsreform des Jahres 1989 eine dreistufige Verwaltungsgliederung. Unterhalb der nationalen Verwaltungsorganisationen befinden sich die Regional Councils (Regionalräte) für die Verwaltung der Regionen Neuseelands und auf der untersten Stufe die City Councils (Stadträte) für die Verwaltung der großen Städte des Landes, die District Councils (Distrikträte) für die Distrikte Neuseelands und der Chatham Islands Council (Chatham Inselrat) für die Chathaminseln.
Seit 2010 zählt das Land auf Basis dieser Struktur 78 lokale Councils, die sich in:
- 11 Regional Councils
- 12 City Councils (größere Städte)
- 54 District Councils
- 1 Auckland Council, (seit dem 1. November 2010, Zusammenschluss von 8 früheren City Councils)

unterteilen und direkt dem Department of Internal Affairs (Innenministerium) unterstehen. Ihre Rollen und Aufgaben wurden mit dem Local Government Act 2002 geregelt.
Der Auckland Council, die District Councils und die City Councils werden als Territorial Authorities (TA) (Gebietskörperschaft) bezeichnet, da sie jeweils eigenständig in ihrem Gebiet agieren und ihre Grenzen sich nicht überschneiden. Sie agieren entsprechend der Aufgabenteilung auch unabhängig von den Regional Councils, so kommt es auch vor, dass sich ein Distrikt mit Teilen mehrerer Regionen überschneiden kann.
Der Auckland Council und vier der District Councils, Gisborne, Nelson, Tasman und Marlborough haben gleichzeitig die Funktion eines Regional Councils. Sie werden Unitary Authorities (Zentrale Verwaltungen) genannt. Zahlreiche kleinere Außengebiete des Landes, wie zum Beispiel die Kermadecinseln und die zu Neuseeland gehörigen Subantarktischen Inseln, unterstehen verwaltungstechnisch direkt dem Minister of Local Government.
Die Räte aller lokalen Gebietskörperschaften werden alle drei Jahre neu gewählt und können entweder nach dem Mehrheitswahl-System oder durch eine übertragbare Einzelstimmgebung gewählt werden.

### Regionen
Neuseeland ist in 16 Regionen unterteilt, von denen fünf als Unitary Authorities organisiert sind. Während die Regional Councils reine regionale Aufgaben wahrnehmen, haben die Unitary Authorities zusätzlich auch die Aufgaben der jeweiligen lokalen Ebene zu übernehmen.
Die Regional Councils sind verantwortlich für:
- die Regelung der Nutzung von Land, Luft, Süßwasser und Küstengewässer,
- die Flüsse, Hochwasserschutz und die Verhinderung von Bodenerosion,
- die Entwicklung von regionalen Richtlinien und Vereinbarungen,
- das Management des Notfall- und Katastrophenschutzes,
- die regionale Verkehrs- und Transportplanung sowie für die regionale Personenbeförderung,
- die Navigation und Sicherheit der Häfen der Region und die Meeresverschmutzung.

### Distrikte
Auf der untersten Ebene der Verwaltungsstruktur befinden sich 54 District Council sowie der Chatham Islands Council. Als Territorial Authorities sind sie für die Bereiche lokale Infrastruktur, Straßen- und Wegebau, Kanalisation, Baugenehmigungen, Gesundheit, Umweltschutz, Katastrophenschutz und sonstige lokale Angelegenheiten zuständig.

### Städte und Ballungsräume
Mit auf der untersten Ebene der Verwaltungsstruktur befinden sich neben dem Auckland Council zwölf weitere City Councils, die als Territorial Authorities gleiche Aufgaben erfüllen wie die District Councils.
Seit dem 1. November 2010 sind die ehemaligen City Councils der Städte Auckland City, Manukau City, North Shore City und Waitakere City, die District Councils des Franklin District, Papakura District, Rodney District und der Regional Council der Auckland Region aufgelöst und zur neuen Verwaltungseinheit des Auckland Council (1.415.550 Einwohner) (2013) zusammengefasst worden. Damit deckt dieses neue verwaltungstechnische Gebilde den gesamten Großraum Auckland ab.
Des Weiteren gelten zwölf Städte des Landes verwaltungstechnisch als eigenständig und sind somit keiner Distriktverwaltung untergeordnet. Auf der Nordinsel sind dies alphabetisch geordnet Hamilton City (141.612 Einwohner), Hutt City (98.238 Einwohner), Napier City (57.240 Einwohner), Palmerston North City (80.079 Einwohner), Porirua City (51.717 Einwohner), Tauranga City (114.789 Einwohner), Upper Hutt City (40.179 Einwohner) und Wellington City (190.959 Einwohner). Auf der Südinsel zählen dazu die Städte Christchurch City (341.469 Einwohner), Dunedin City (120.249 Einwohner), Invercargill City (51.696 Einwohner) und Nelson City (46.437 Einwohner).
Alle anderen Städte können geografisch als Städte angesehen werden, sind aber verwaltungstechnisch nicht eigenständig, da sie dem Distrikt unterstehen, in welchem sie sich befinden.

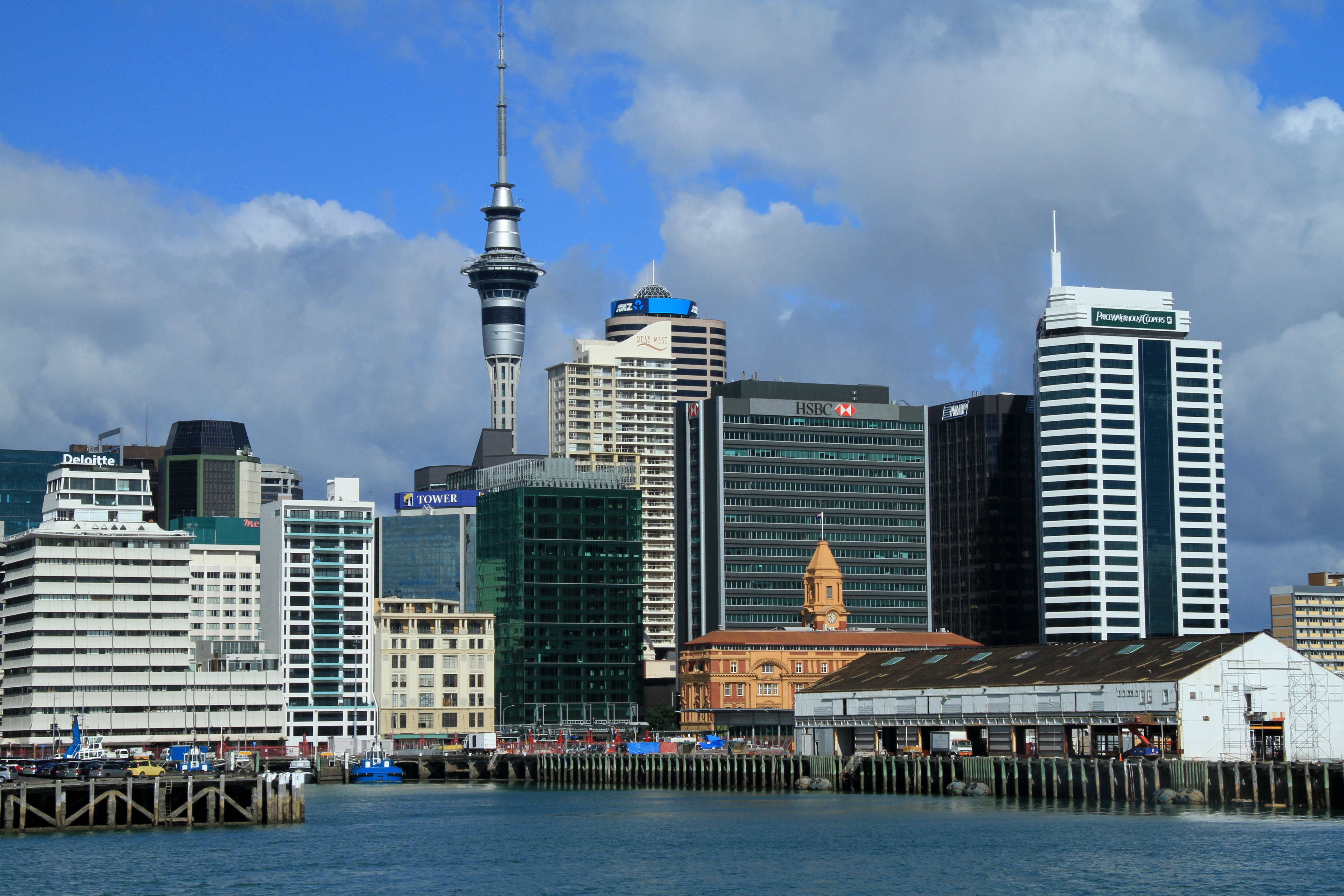
Die Skyline von Auckland
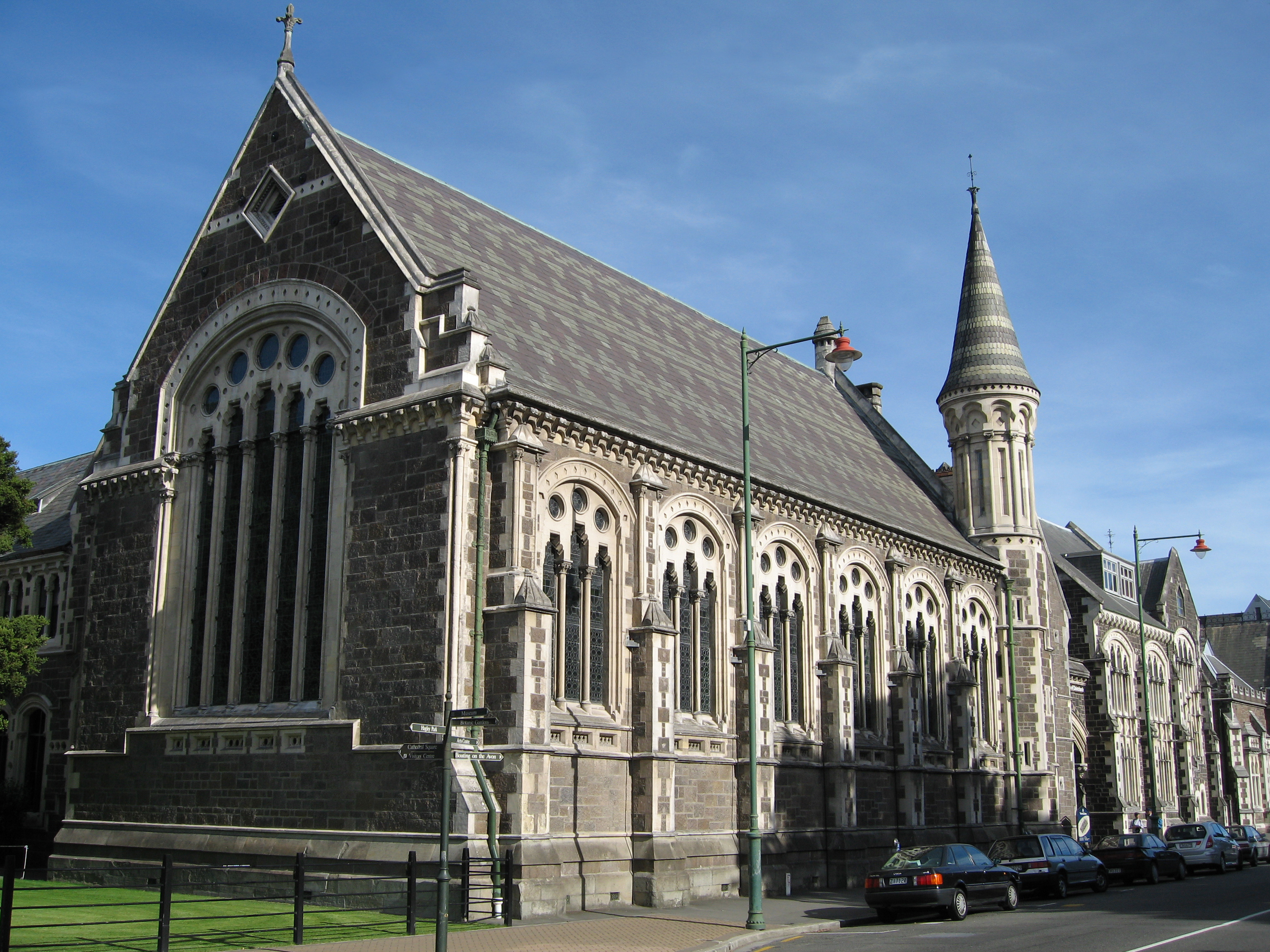
Ein Gebäude des ehemaligen Canterbury College in Christchurch
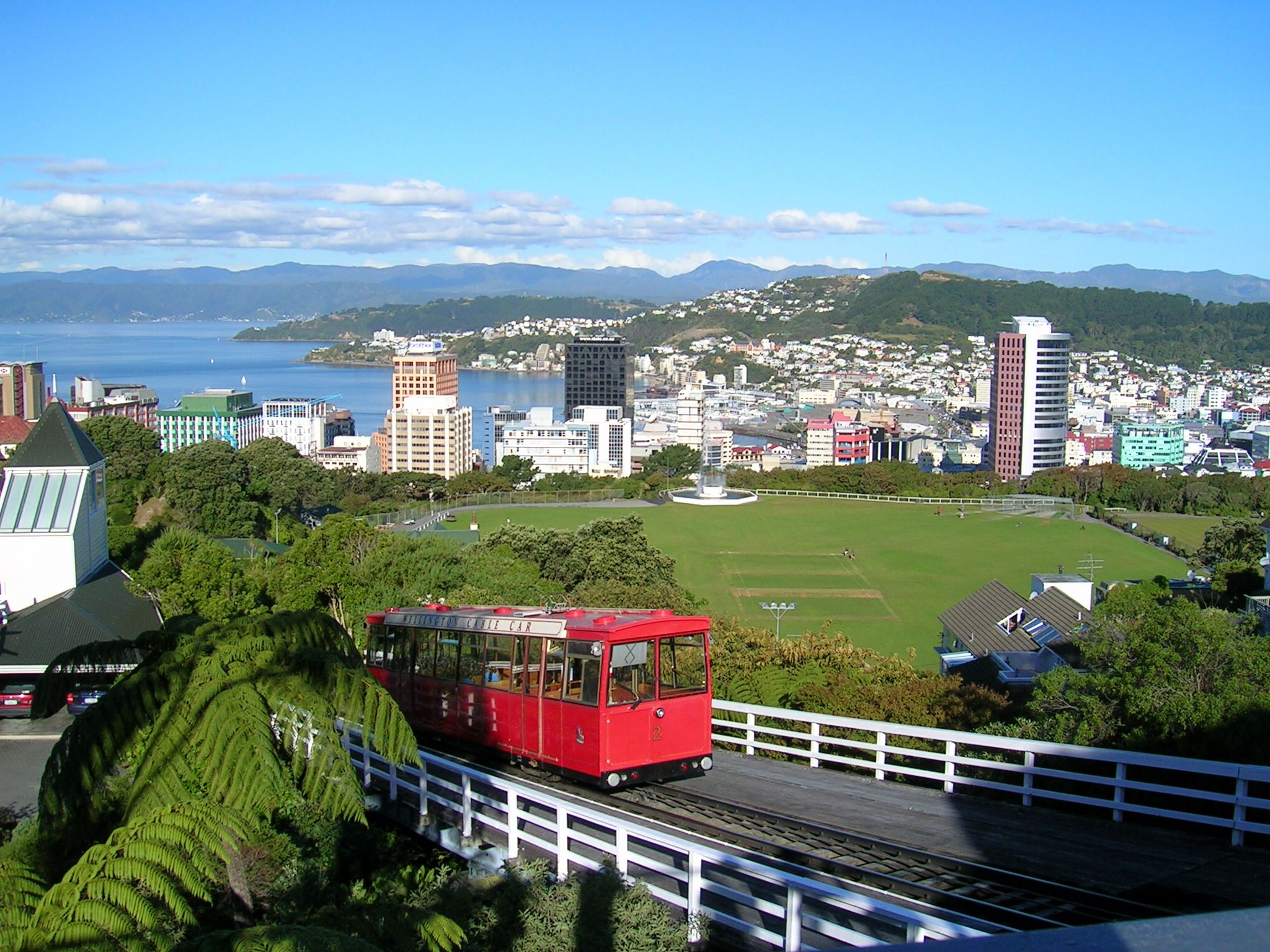
Das Cable Car in Wellington
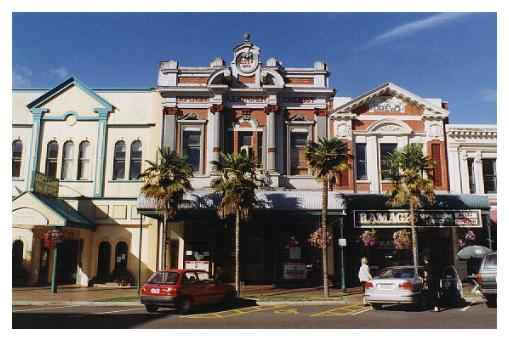
Die Victoria Avenue in Whanganui

## Wirtschaft

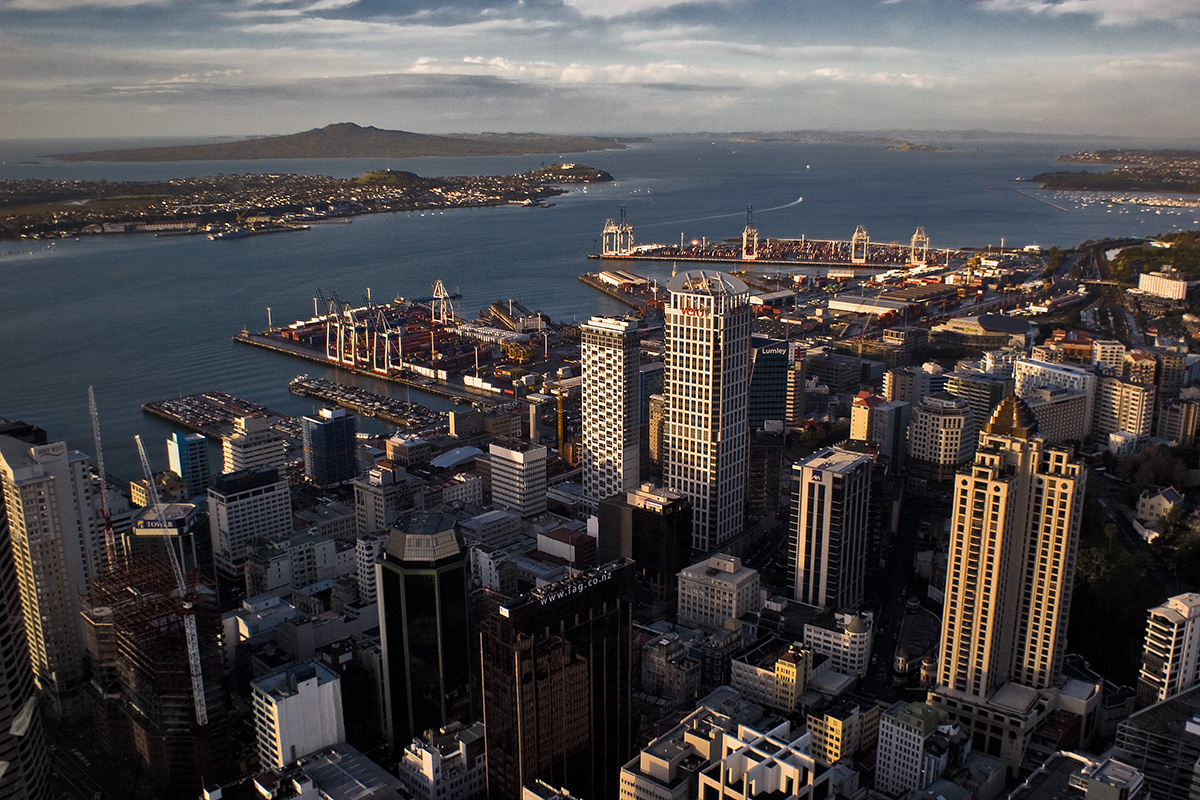
Auckland ist die größte Stadt Neuseelands und wichtige Wirtschaftsmetropole

Offizielle Währung des Landes ist der Neuseeländische Dollar (auch „Kiwi-Dollar“; NZD, NZ$), der in 100 Cent (ct) unterteilt wird. Dieser ersetzte im Jahr 1967 das britische Pfund Sterling. Seitdem verwendet Neuseeland Einheiten im Dezimalsystem. Seit 1999 ist der Kiwi-Dollar nach dem Australischen Dollar die zweite Währung der Erde, die Kunststoffgeld verwendet; alle Scheine bestehen aus Polypropylen. Im August 2006 wurden wegen steigender Materialkosten und Verwechselungsgefahr kleinere Münzen eingeführt; die bis dahin gültige 50-Cent-Münze zum Beispiel zählte mit einem Durchmesser von 3,2 Zentimetern zu den größten Münzen der Erde.

### Wirtschaftsentwicklung
Bis zur ersten Hälfte des 20. Jahrhunderts war Neuseeland ein Agrarstaat, in dem der Großteil der Einwohner im primären Sektor tätig war. Mit Abstand wichtigster Handelspartner war das Vereinigte Königreich, in das etwa die Hälfte der in Neuseeland produzierten meist landwirtschaftlichen Güter exportiert wurde. Zu Beginn des 20. Jahrhunderts stieg die Bedeutung der Milchviehwirtschaft aufgrund steigender Nachfrage in Europa deutlich an. Um den Bedarf decken zu können, war es nötig, neue Technologien einzuführen, was die neuseeländische Wirtschaft stark veränderte. 1973 stürzte das Land aufgrund der stark angestiegenen Ölpreise und des EU-Beitritt Großbritanniens, von dem Neuseeland wirtschaftlich abhängig war, in eine tiefe Wirtschaftskrise. Erst 1984 ergriff die Regierung größere Maßnahmen um gegenzusteuern, die im Wesentlichen von Finanzminister Roger Douglas konzipiert und durchgesetzt wurden. Er verwandelte „die ‚meistregulierte Wirtschaft außerhalb des Sowjetblocks‘ (der einstige Minister für staatseigene Betriebe, der Sozialist Richard Prebble) binnen eines knappen Jahrzehnts in die ‚am wenigsten regulierte innerhalb der OECD‘ (so Notenbankchef Donald Brash). Segensreiche Folge: Bahn, Post, Telecom und Häfen senkten ihre Gebühren um bis zu 50 Prozent und arbeiten heute mit hohem Gewinn.“
Von diesem Zeitpunkt an entwickelte sich Neuseeland von einer gelenkten Volkswirtschaft mit Schwerpunkt Landwirtschaft zu einer liberalisierten Industrienation mit einem freien Markt, die mit anderen westlichen Nationen konkurrieren kann und zu den am stärksten deregulierten und privatisierten Volkswirtschaften der Welt zählt. Das Land strich zahlreiche Subventionen, zum Beispiel fast vollständig die Agrarsubventionen, des Weiteren wurde der gesamte Warenverkehr liberalisiert und das Mitspracherecht des Staates in Bezug auf Löhne, Zinsen sowie Preise für Güter und Dienstleistungen aufgegeben. Durch eine sparsame Finanzpolitik und große Bemühungen, das Haushaltsdefizit zu verringern, konnte die Inflationsrate von 18 % im Jahr 1987 auf 3,9 % im Jahr 2005 reduziert werden. Zusätzlich wurden in den 1980er und 1990er Jahren fast alle Staatsbetriebe umstrukturiert und privatisiert. Ein Beispiel dafür ist der gesamte Zugverkehr, der ab 1995 bis 2008 von Tranz Rail betrieben wurde (wegen des schlechten Zustands der Gleise und Bahnhöfe wurde das Schienensystem 2004 aber wieder renationalisiert, seit 2008 ist auch der restliche Bahnbetrieb wieder in staatlicher Hand), oder die neuseeländische Telekom. Die Arbeitslosenquote stieg aufgrund verschiedener Maßnahmen kurzfristig zwar bis auf 15 %, Ende 2004 betrug sie allerdings nur noch 3,6 %, der niedrigste Wert innerhalb der OECD. Die Inflationsrate lag bei 2,4 %, das Wirtschaftswachstum betrug von Juli 2003 bis Juni 2004 4,4 %. Einer der Gründe, die das Wirtschaftswachstum dämpfen, sind infrastrukturelle Defizite (Schienenverkehr, Energieversorgung). Nachdem 1998 im Norden des Landes das Stromnetz für 66 Tage zusammenbrach, wurden schrittweise ehemalige Staatsbetriebe wieder verstaatlicht, so unter anderem 2001 die in Konkurs gegangene Fluglinie Air New Zealand. Ebenso beschloss die Regierung 2008 zur Verbesserung des Verkehrsnetzes für umgerechnet 336 Millionen € die 1993 privatisierte Bahn von der australischen Firma Toll Holdings zurückzukaufen.
Im Februar 2011 zerstörte ein schweres Erdbeben Teile der Stadt Christchurch, und es kam infolgedessen im Laufe dieses Jahres zu einer beträchtlichen Verlangsamung der wirtschaftlichen Aktivität Neuseelands. Einige Wirtschaftswissenschaftler gingen von einer 15-prozentigen Schrumpfung der Wirtschaft des Landes für das Jahr 2011 aus, was Ende September 2011 zu einer Herabstufung der internationalen Kreditwürdigkeit Neuseelands führte.
Seit 2013 befindet sich die neuseeländische Wirtschaft trotz globaler Finanzkrise, Erdbeben und Dürre im wirtschaftlichen Aufschwung: Das gesamte BIP 2013 beläuft sich auf 181,1 Milliarden NZ$, das geschätzte Wachstum für 2013 beträgt 2,7 %. Die Arbeitslosenquote lag im Jahr 2019 bei 4,13 %. Im selben Jahr arbeiteten 6,6 % aller Arbeitskräfte in der Landwirtschaft, 20,7 % in der Industrie und 72,7 % im Dienstleistungssektor.
Im Global Competitiveness Index, der die Wettbewerbsfähigkeit eines Landes misst, belegt Neuseeland Platz 13 von 138 Ländern (Stand 2017–2018). Der Index für wirtschaftliche Freiheit 2024 des Landes war der 8 höchste von 176 Ländern. Neuseeland gehört zu den liberalsten Volkswirtschaften der Welt. Der 1. Platz, den Neuseeland im Ease of Doing Business Index im Erhebungsjahre 2017 der Weltbank einnahm, belegt ebenfalls das gute Geschäftsklima für Unternehmen im Land.
| Jahr                                    | 2010   | 2015   | 2016   | 2017   | 2018   | 2019   | 2020   | 2021   | 2022   | 2023   |
| --------------------------------------- | ------ | ------ | ------ | ------ | ------ | ------ | ------ | ------ | ------ | ------ |
| BIP in Mrd. USD (Kaufkraftparität)      | 145,5  | 181,3  | 190,3  | 200,2  | 205,8  | 222,5  | 227,3  | 242,4  | 265,9  | 277,2  |
| BIP pro Kopf in USD (Kaufkraftparität)  | 33.418 | 39.313 | 40.346 | 41.575 | 41.973 | 44.632 | 44.699 | 47.434 | 51.871 | 52.856 |
| BIP-Wachstum (real)                     | 1,7 %  | 3,6 %  | 3,9 %  | 3,3 %  | 3,5 %  | 3,1 %  | −1,4 % | 5,6 %  | 2,4 %  | 0,6 %  |
| Inflation (in Prozent)                  | 2,3 %  | 0,3 %  | 0,6 %  | 1,9 %  | 1,6 %  | 1,6 %  | 1,7 %  | 3,9 %  | 7,2 %  | 5,7 %  |
| Staatsverschuldung (in Prozent des BIP) | 30 %   | 34 %   | 33 %   | 31 %   | 28 %   | 32 %   | 43 %   | 48 %   | 47 %   | 46 %   |

### Bodenschätze
Neuseeland ist im Vergleich zu anderen Nationen arm an Bodenschätzen. An Metallen werden Eisensand, Gold und Silber abgebaut und obwohl das Land auch über Bauxit-, Kupfer-, Chromiteisenstein-, Cinnabarit-, Kassiterit-, Ilmenit-, Scheelit- und Uranvorkommen verfügt, werden diese nicht oder nicht mehr abgebaut, entweder weil die Vorkommen zu gering sind oder weil der Import billiger ist. An fossilen Energieträgern verfügt Neuseeland über Braun- und Steinkohlevorkommen, auf der Nordinsel hauptsächlich Steinkohle, die Südinsel verfügt über beide Formen. Insgesamt verfügt das Land über 8,6 Milliarden Tonnen Braunkohle, von denen sich etwa ein Drittel in existierenden Minen hauptsächlich auf der Südinsel befindet. Die Braunkohle stellt mehr als drei Viertel der Gesamtressourcen. Die bedeutendsten Erdöl- und Erdgasfelder befinden sich im Taranaki-Becken in der Tasmansee nahe der Stadt New Plymouth. Etwa die Hälfte des Erdgases fließt in den petrochemischen Sektor und wird zum Beispiel zur Erzeugung von synthetischem Benzin verwendet, ein Viertel wird zur Energieerzeugung genutzt, und der Rest geht an Privathaushalte und Firmen. Darüber hinaus werden noch Tonminerale und Kalkstein abgebaut.

### Landwirtschaft

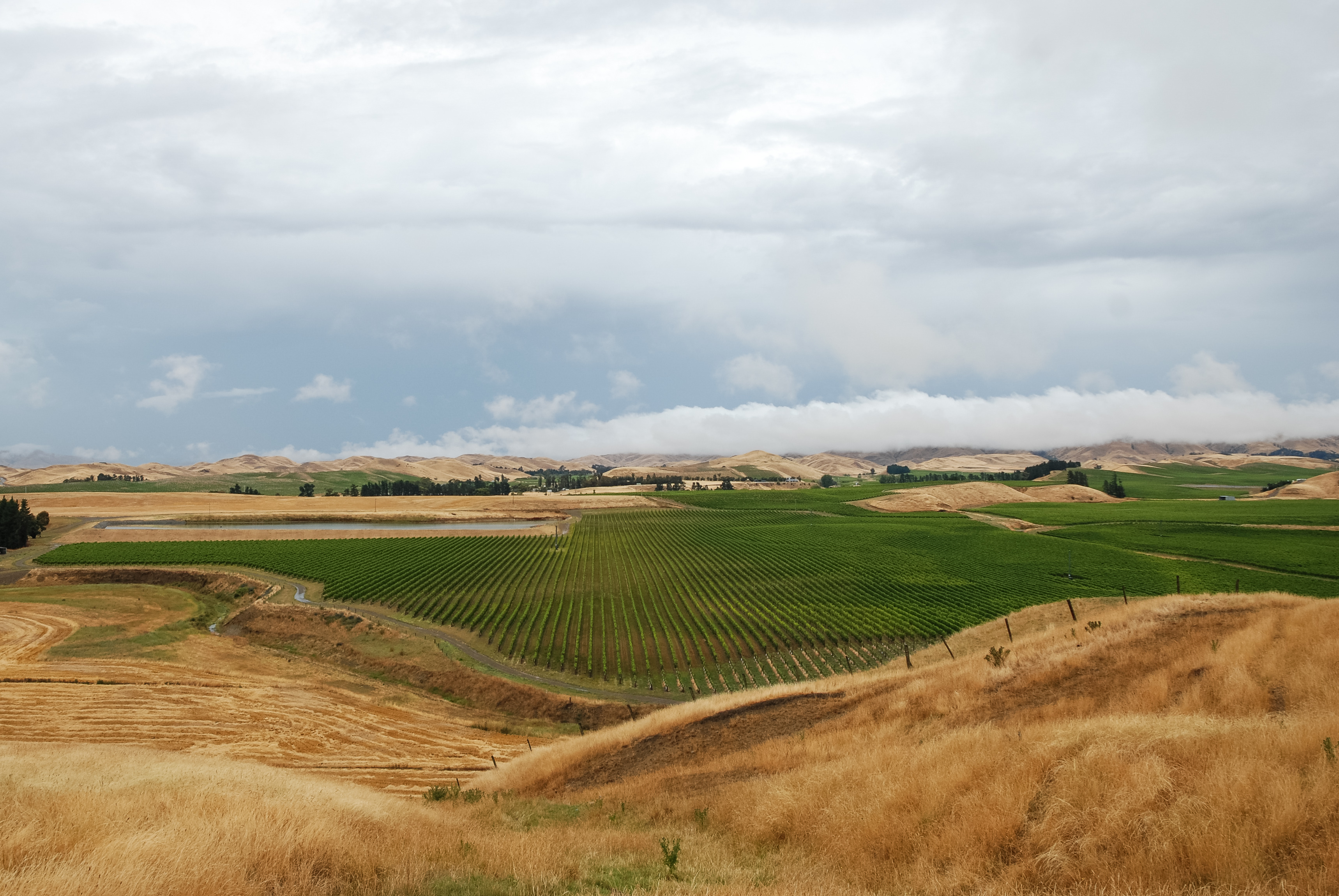
Agrarfelder in Marlborough

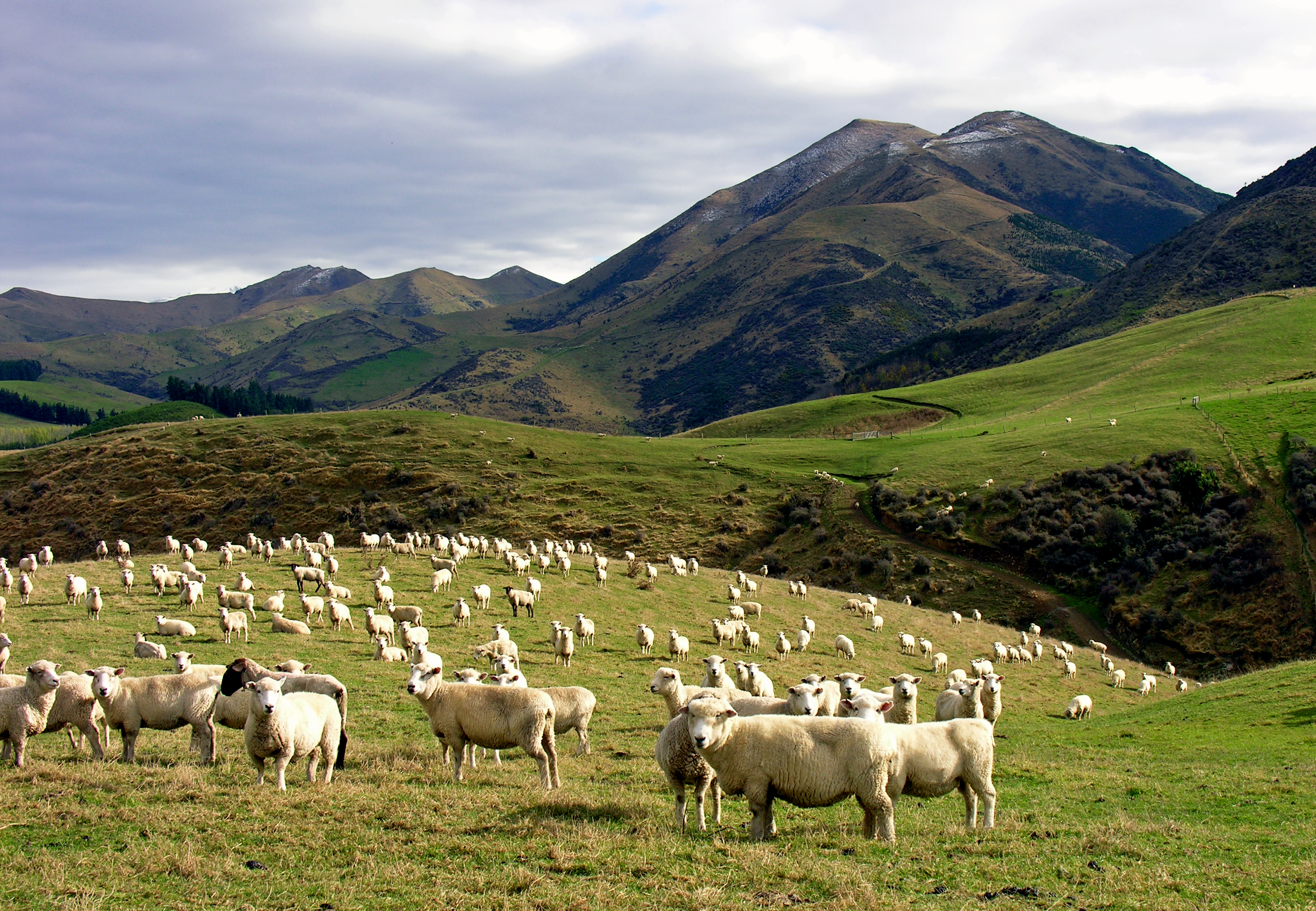
Schafe spielen in der Landwirtschaft immer noch eine große Rolle

Seit Beginn der europäischen Besiedlung ist die Landwirtschaft in Form der Schafzucht auf extensiv bewirtschafteten Ranches ein wichtiges Standbein der neuseeländischen Gesellschaft. Zunächst dienten Schafe ausschließlich als Wolllieferant, seit den 1880er Jahren, als der Export per Kühlschiff möglich wurde, zusätzlich als Fleischlieferant. Zwischenzeitlich hatte Neuseeland in der zweiten Hälfte des 19. Jahrhunderts eine Wirtschaftskrise wegen einbrechender Wollpreise miterlebt. Dennoch blieb die Landwirtschaft über lange Zeit der bedeutendste Wirtschaftszweig.
Die Zahl der Schafe erreichte im Jahr 1982 den Höchstwert von 70,3 Millionen und ist seitdem im Wesentlichen rückläufig: 2006 waren es 40,1 Millionen, 2008 gab es 34,1 Millionen, 2009 noch 32,4 Millionen, 2016 waren es 27,6 Millionen und 2019 26,8 Millionen. Die Rinderzucht hat sich zu einem wichtigen Bereich entwickelt, die Zahl der Tiere steigt. 2008 lebten 5,3 Millionen Milchkühe in Neuseeland, 90 % der Milchprodukte werden exportiert, damit ist Neuseeland seit Langem der weltweit größte Exporteur von Milchprodukten. Die Rindfleischproduktion Neuseelands ist ebenso weltweit führend, etwa vier Millionen Fleischrinder leben aktuell auf den Inseln.
Neben der Tierzucht spielen auch Obst- und Gemüsebau eine große Rolle in der neuseeländischen Landwirtschaft. Innerhalb des 20. Jahrhunderts wurde in Neuseeland der Anbau von vier Kulturpflanzen gestartet, die mit unterschiedlichem Erfolg auf den Weltmarkt gebracht wurden: Macadamiapflanzen, Kulturheidelbeer- und Kiwisträucher sowie Avocadobäume. Unter ihnen war zweifellos die Kiwifrucht am erfolgreichsten. Die ursprünglich aus Festlandchina stammende Pflanze wird seit den 1980er Jahren auch in anderen Teilen der Erde im großen Stil angebaut. Außerhalb der Volksrepublik China ist Italien der größte Produzent der Kiwifrucht. Abgesehen von wenigen Jahren – 2010 und 2019 wurde in Neuseeland mehr geerntet als in Italien – liegt Neuseeland in der Kiwi-Produktionsmenge (2018: 473.607 Tonnen, 2019: 558.191 Tonnen) nach China und Italien auf Platz drei. Wichtigster Handelspartner für Molkereiprodukte, Obst und Früchte war trotz der großen Entfernungen Großbritannien. Ein Großteil der abgeholzten Gebiete dient als Weideland.

### Tourismus
Von besonderer Bedeutung für die neuseeländische Wirtschaft ist auch der Tourismus. So gaben im Jahr 2002 nach offiziellen Angaben des neuseeländischen Tourismusministeriums ausländische Touristen über 6,1 Milliarden NZ-Dollar im Land aus. Direkt oder indirekt hängt nach Schätzungen der neuseeländischen Regierung jede zehnte Arbeitsstelle im Land vom Tourismus ab.

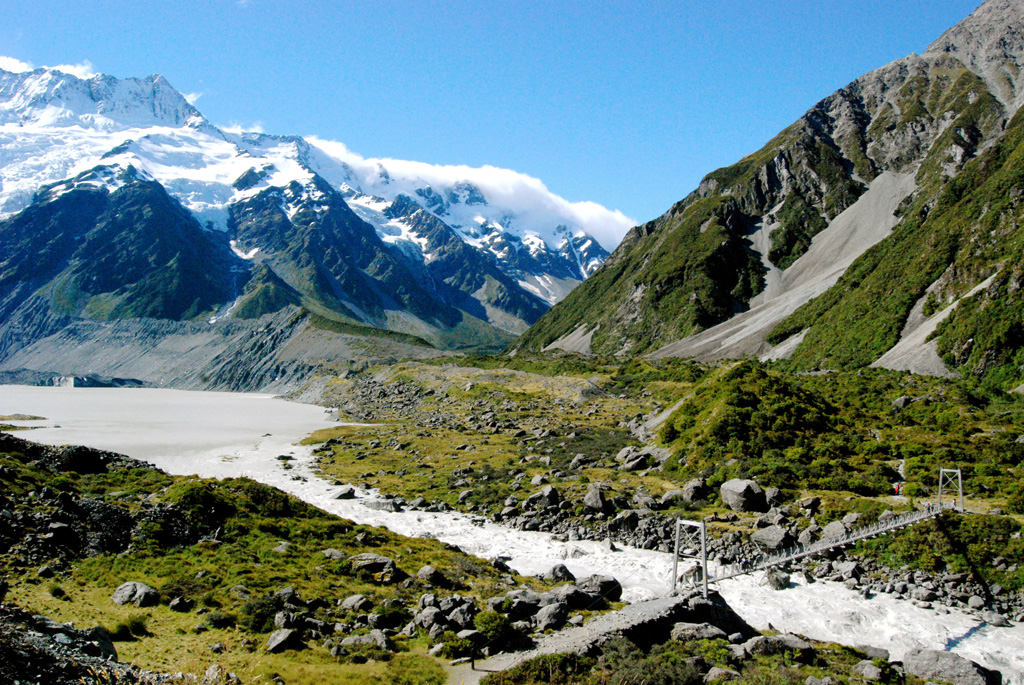
Ein Teil des Hooker Valley Track im Mount-Cook-Nationalpark (Neuseeland)

Die Grundlage des neuseeländischen Tourismus bilden die Vielfalt der Landschaften – Küsten, Seen und Fjorde, Hochgebirge und Gletscher, Vulkane und heiße Quellen –, die ebenso üppige wie fremdartige Vegetation im Bush- wie im Tussockgrass-Country, die Nationalparks auf Nord- und Südinsel, in den Waldgebieten wie im Hochgebirge, die gut ausgebaute Infrastruktur und die aufgeschlossenen Bewohner Neuseelands.
Neuseeland zählt mehr als zwei Millionen Touristen pro Jahr und wird oft als sauberer und grüner Abenteuerspielplatz (englisch: clean, green adventure playground) bezeichnet. Bis vor einigen Jahren war der durchschnittliche Neuseeland-Urlauber Rucksacktourist oder Bungeespringer. Obwohl der Abenteuertourismus immer noch eine extrem bedeutende Rolle einnimmt, bemüht sich die neuseeländische Reiseindustrie seit einiger Zeit auch verstärkt um Kurzurlauber mit hohem Budget, die sich als „interaktive Reisende“ sehen. Die Tage der europäischen Abenteuertouristen sind nicht gezählt, aber es gibt eine klare Tendenz zu einem „luxuriösen Neuseeland“. Bislang wurden von Qualmark, Neuseelands offiziellem Bewertungsservice für Unterkünfte, über 160 Hotels mit fünf Sternen ausgezeichnet. Diese Entwicklung findet in den Kreisen von Abenteuerurlaubern und Rucksacktouristen allerdings immer mehr Kritik, da das Land angeblich zunehmend zu einem Pauschal-Urlaubsziel werde. Es ist zwar nicht zu erwarten, dass der Tourismus in Neuseeland in den nächsten Jahren abnimmt, allerdings werden vermutlich in einigen Jahren wesentlich weniger Abenteuerurlauber das Land besuchen.

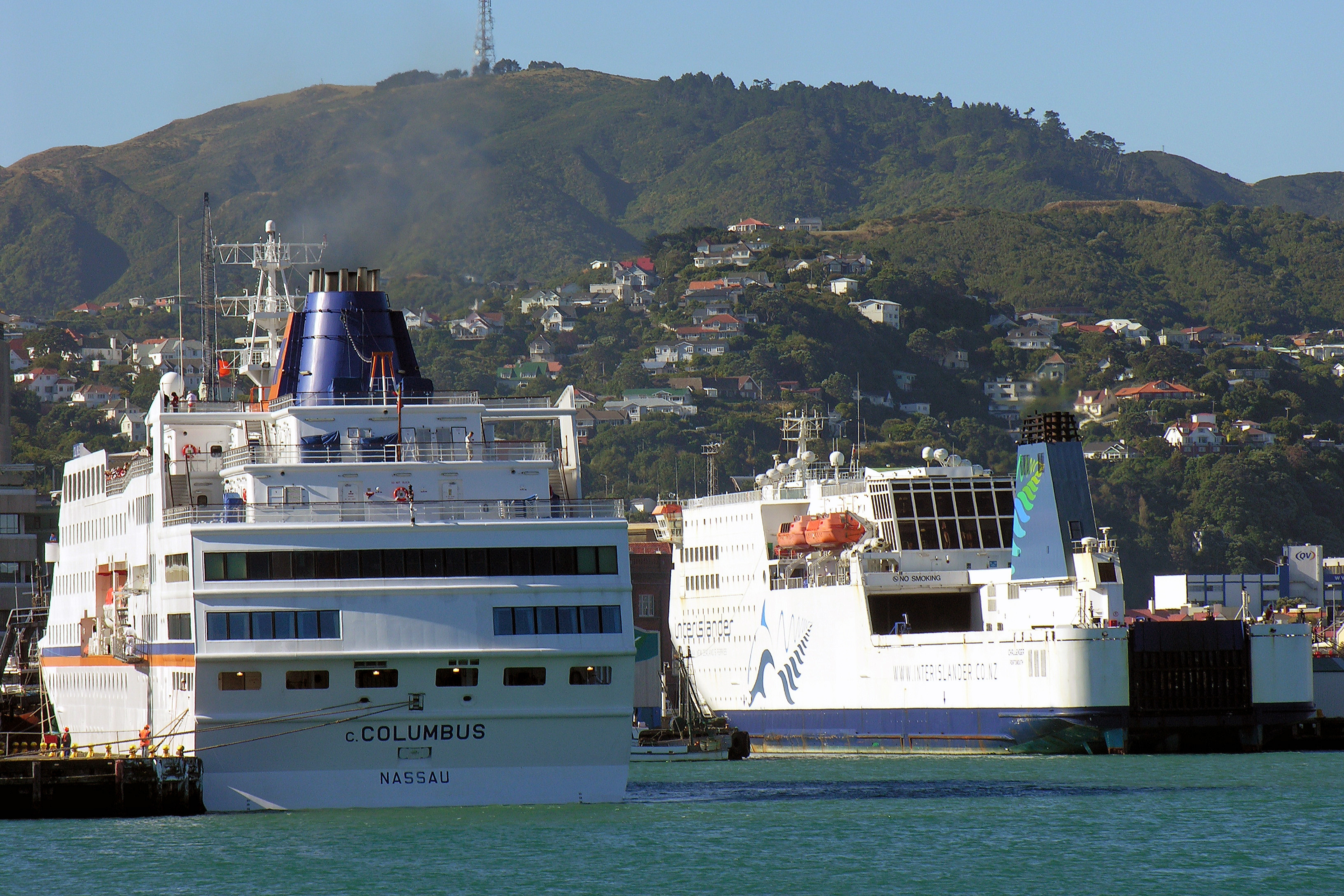
Kreuzfahrtschiff und Fähre im Hafen von Wellington

Die neuseeländische Regierung erteilt für viele Staatsangehörige westlicher Länder ein „Working Holiday Scheme Visa“, das in Deutschland oft Work-und-Travel-Visum genannt wird. Mit diesem Visum sind Reisende (zwischen 18 und 30 Jahre) berechtigt, sich bis zu zwölf Monate im Land aufzuhalten und zu arbeiten. Ein solches Visum wird von sehr vielen Europäern und Nordamerikanern genutzt, um eine mehrmonatige Reise durch das Land zu unternehmen und sich zwischendurch mit Jobs wie beispielsweise Erntehelfer die Reisekasse aufzubessern.
Touristen, Geschäftsreisende und Besucher aus der Europäischen Union mit gültigem Reisepass konnten sich bis zu drei Monate ohne explizites Visum im Land aufhalten; allerdings wird seit Oktober 2019 dieser Tourismus mit Einreisegebühren reglementiert, die beim nun obligatorischen elektronischen Visaantrag NZeTA erhoben werden. Bis zu neun Monate Aufenthalt ist mit einem Visitor Visa möglich. Eine erneute Einreise ist aber erst nach einer Wartezeit in Höhe der letzten Aufenthaltsdauer erlaubt.
Die meisten Touristen kommen an den internationalen Flughäfen in Auckland, Wellington, Christchurch und Queenstown an. Die beliebtesten Reiseziele sind Rotorua, die Waitomo Caves, die Coromandel Peninsula, das Fjordland mit dem Milford Sound/Piopiotahi, Queenstown, Auckland, die Bay of Islands, Dunedin und die Region Hawke’s Bay.

### Außenhandel
Nach dem EU-Beitritt Großbritanniens und der damit gesunkenen Nachfrage nach landwirtschaftlichen Produkten musste Neuseeland nach neuen Märkten Ausschau halten. Mittlerweile sind Australien, die VR China, Japan sowie die ostasiatischen Tigerstaaten die wichtigsten Handelspartner des Landes. Die Wirtschaftskrise in Ostasien 1998/99 hat daher auch Neuseeland getroffen. Neuseeland weist schon seit langer Zeit eine negative Handelsbilanz auf, die etwa acht Prozent des gesamten Bruttoinlandsprodukts darstellt. Alle Exporte Neuseelands beliefen sich im Jahr 2005 auf 29,2 Milliarden US-Dollar, die gesamten Importe auf 35,8 Milliarden US-Dollar. Die wichtigsten Wirtschaftsbereiche für Exporte sind die Landwirtschaft, Gartenbau, Fischerei und die Forstwirtschaft. Bedeutend für Neuseeland sind auch der Tourismus- und Dienstleistungssektor. Wichtige Einfuhrprodukte sind Automobile, Traktoren, sonstige technische Geräte sowie medizinische Produkte. Deutschland nimmt als Importpartner mit einem Anteil von 5,2 % den fünften Rang ein.
Australien ist vor allem auch in wirtschaftlicher Hinsicht der wichtigste Partner Neuseelands. So besteht zwischen beiden Ländern seit 1983 eine 24 Millionen Menschen umfassende Freihandelszone mit dem Namen Closer Economic Relations, die in den darauf folgenden Jahren immer weiter geöffnet und auf fast alle wirtschaftlichen Bereiche ausgeweitet wurde. In Zukunft soll ein gemeinsamer Binnenmarkt Realität werden und zum Beispiel auch Steuern vereinheitlicht werden.
Seit 2000 existiert auch mit Singapur eine Freihandelsvereinbarung. Diese wurde 2005 um Chile und Brunei erweitert und ist nun unter dem Namen P4 Agreement (P4-Abkommen) bekannt. Neuseeland sucht weiter nach ähnlichen Abkommen im pazifischen Raum. Seit 2005 werden Verhandlungen über eine Freihandelszone mit der VR China geführt.

### Energieversorgung

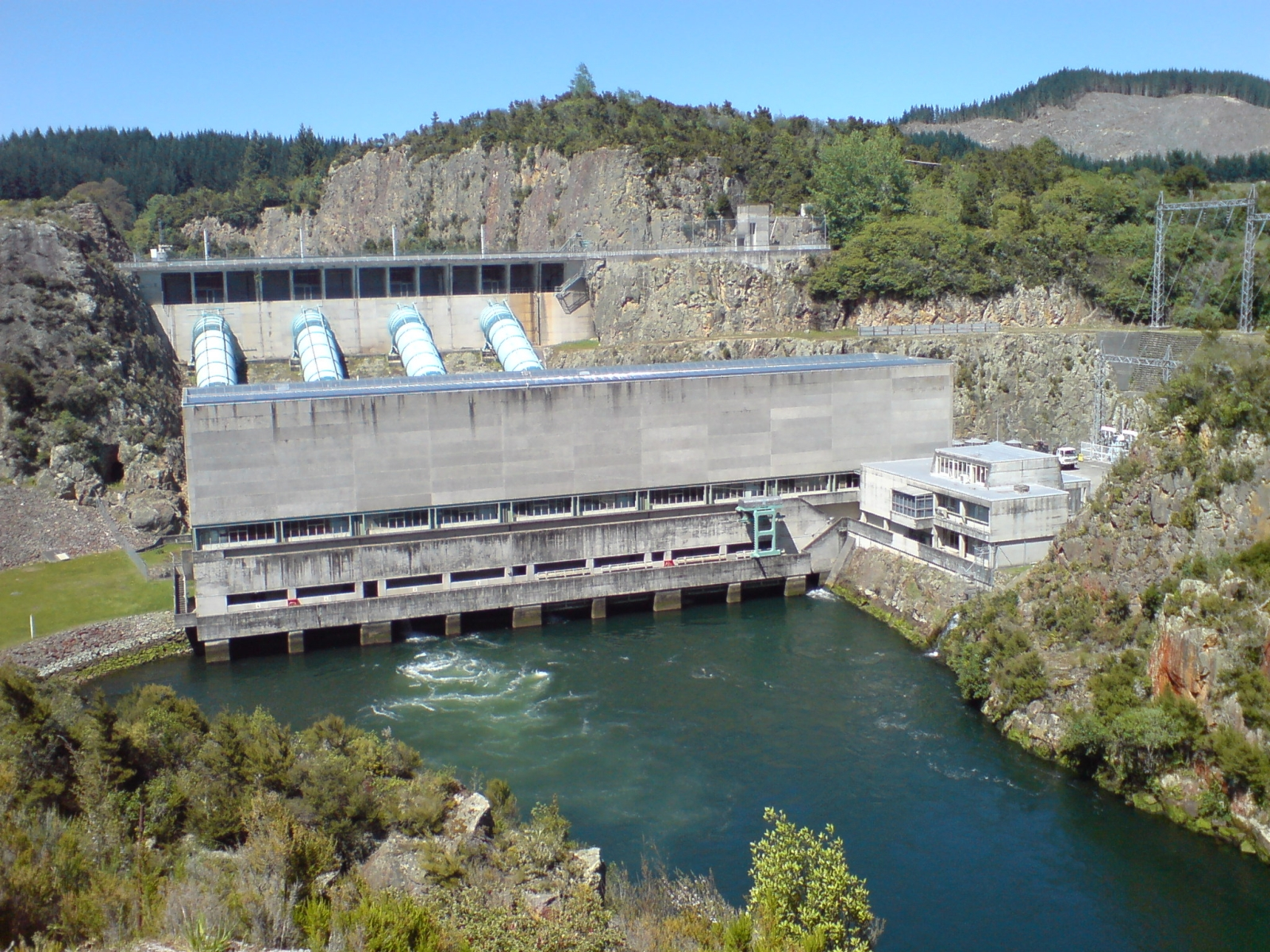
Das Kraftwerk Ohakuri auf der Nordinsel

Im Jahr 2014 deckte Neuseeland seinen Primärenergiebedarf zu 40 % mit erneuerbaren Energien, zu 31 % mit Erdöl und zu 23 % mit Erdgas, während Kohle nur eine untergeordnete Rolle spielte. 2019 wurden 39,5 % der Primärenergie aus erneuerbaren Quellen erzeugt. Die Stromerzeugung 2014 in Höhe von ca. 42,3 Terawattstunden basierte zu 80 % auf erneuerbaren Energien; 2018 lag der Anteil der erneuerbaren bei 84 %, 2019 bei 82,4 %. Bis 2025 soll der Anteil im Rahmen der Energiewende auf 90 % steigen. Technisch gesehen wäre es auch möglich, den gesamten Strombedarf ausschließlich mit erneuerbaren Energien zu decken.
Die bedeutendste Stromquelle war 2014 die Wasserkraft, die überwiegend auf der Südinsel genutzt wird, mit einem Anteil von 57 % an der gesamten Stromerzeugung, gefolgt von der Geothermie, deren Anteil etwa 16,2 % betrug und die zugleich auch als wichtiger Wärmelieferant dient. Den wichtigsten fossilen Brennstoff bildete Erdgas, das 15,7 % des erzeugten Stroms lieferte. Neuseeland ist trotz eigener Öl- und Gasfelder nicht unabhängig von Importen aus anderen Fördergebieten, da das meiste Öl als Kraftstoff für Autos aus dem Ausland stammt. Eine immer wichtiger werdende Rolle spielt neben der Solarenergie und der Energiegewinnung aus Biomasse auch die Windenergie, die im Jahr 2019 5,1 % der erzeugten Elektrizität lieferte. August 2015 hatte der Kraftwerksbetreiber Genesis Energy angekündigt, die letzten beiden Kohlekraftwerke in Neuseeland bis 2018 zu schließen; allerdings wurde die Laufzeit im Jahr 2016 bis 2022 verlängert.
In den 1960er Jahren bestanden zwar Pläne zum Bau von Kernkraftwerken in Neuseeland, die aber nach der Entdeckung großer Kohlelagerstätten und Gasfelder 1972 schließlich verworfen wurden. In den folgenden Jahrzehnten wurde die Energiegewinnung aus Wasserkraft immer mehr ausgebaut und Neuseeland wurde zu einem „Vorzeigeland“ mit einem grünen, sauberen Image. Der gestiegene Verbrauch wurde über Jahre hinweg mit dem Ausbau von Gaskraftwerken kompensiert, deren Auslastung zuletzt aber durch den wachsenden Anteil erneuerbaren Energien wieder zurückging. 1987 wurde Neuseeland per Gesetz zu einer „nuklearfreien Zone“ erklärt; der Status ist seither unverändert (Stand Dezember 2015).

### Finanzwirtschaft
Die Wertpapierbörse des Landes befindet sich in der Hauptstadt des Landes und heißt New Zealand Exchange mit ihrem Leitindex NZX 50 Index. Außerdem investiert die Regierung über einen Staatsfonds, um das Vermögen und den Wohlstand für zukünftige Generationen zu sichern. Der Fonds ist als New Zealand Superannuation Fund bekannt.

### Staatshaushalt
Der Staatshaushalt umfasste 2015 Ausgaben von umgerechnet 65,0 Milliarden US-Dollar; dem standen Einnahmen von umgerechnet etwa 65,55 Milliarden US-Dollar gegenüber. Daraus ergibt sich ein Haushaltsüberschuss in Höhe von 0,18 % des BIP. Die Staatsverschuldung betrug 2015 41,8 Milliarden US-Dollar oder 25,2 % des BIP.
2020 betrug der Anteil der Staatsausgaben (in % des BIP) folgender Bereiche:
- Gesundheit: 10,0 %
- Bildung: 6,0 %
- Militär: 1,3 % (2023)

## Infrastruktur
Im Hinblick auf die dünne Besiedlung ist Neuseeland verkehrstechnisch sehr gut erschlossen. Aufgrund seiner isolierten Insellage sind die Küstenschifffahrt, der Flugverkehr sowie der Straßenverkehr die wichtigsten Transportmittel.
Im Logistics Performance Index, der von der Weltbank erstellt wird und die Qualität der Infrastruktur misst, belegte Neuseeland 2018 den 15. Platz unter 160 Ländern.

### Flugverkehr

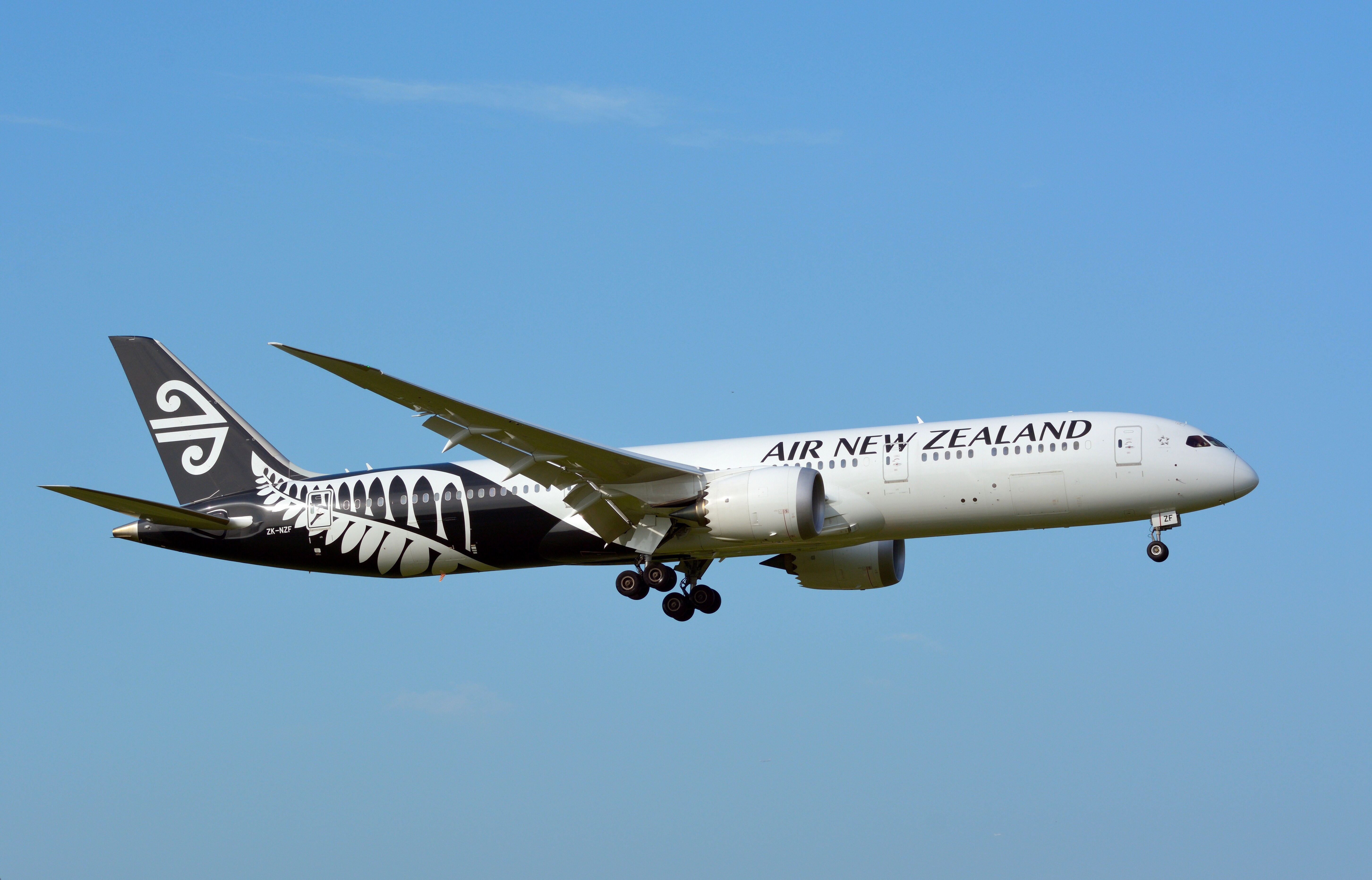
Eine Boeing 787 der Air New Zealand

Neuseeland gehört zu den Ländern mit den meisten Flughäfen pro Kopf. Im Jahr 2002 gab es im Land 113 asphaltierte und nicht asphaltierte Flugplätze. Der Flughafen Auckland ist mit über elf Millionen Passagieren pro Jahr bei weitem der größte Flughafen des Landes. Darauf folgen die internationalen Flughäfen von Christchurch und Wellington, die je etwa vier Millionen Passagiere pro Jahr abfertigen. Die 1940 gegründete Air New Zealand ist mit Abstand die wichtigste Fluggesellschaft des Landes.

### Straßenverkehr

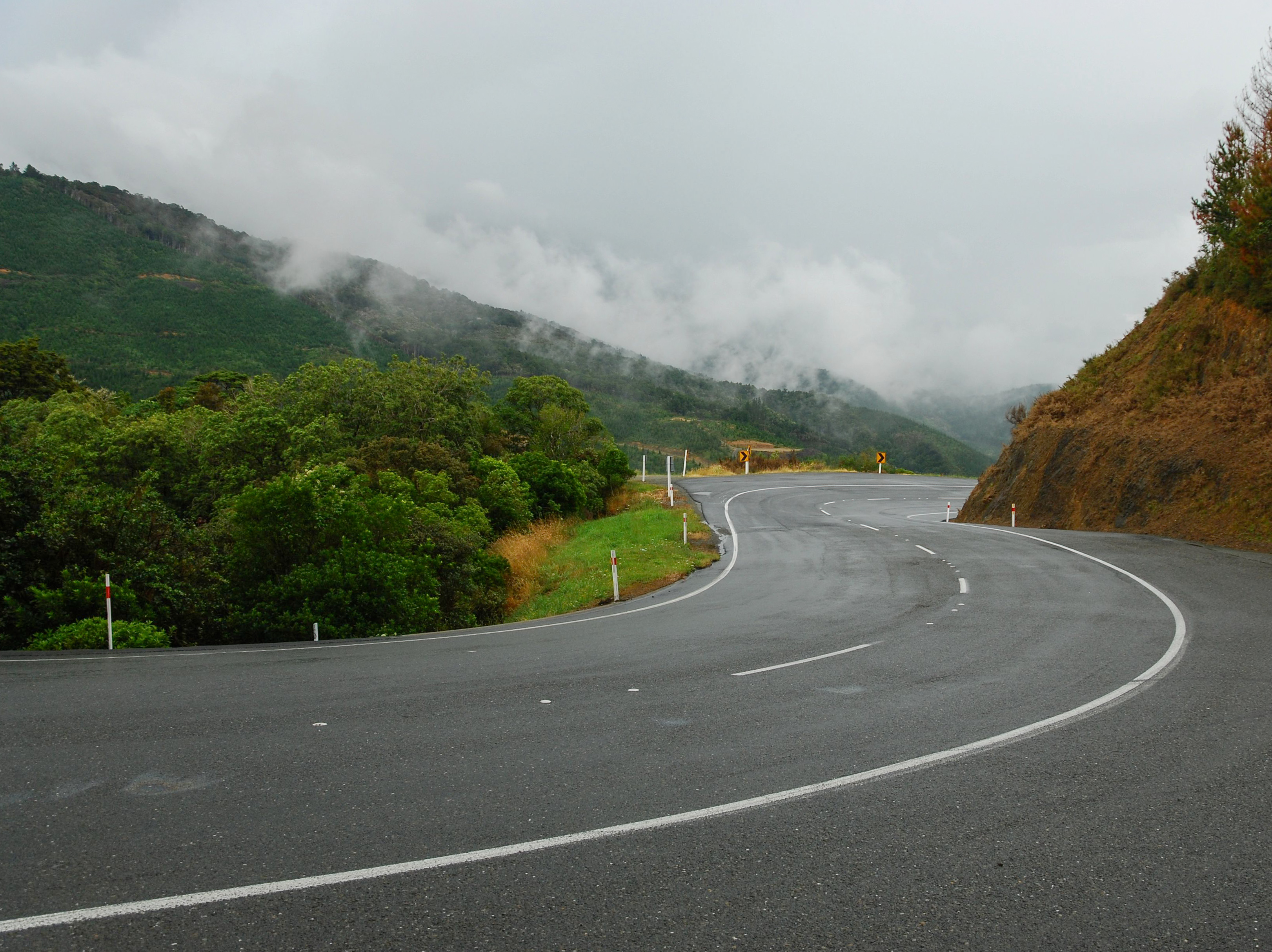
Ein Abschnitt des Highway 6 nahe Nelson

Die Ära des neuseeländischen Straßenbaus begann während der Neuseelandkriege mit der Great South Road südlich von Auckland im Jahr 1861. Inzwischen stellt der Straßenverkehr das wichtigste Transportmedium des Landes dar. Er genießt eine eindeutig höhere Priorität als der Schienenverkehr. Das Rückgrat des Straßennetzes bilden die New Zealand State Highways, durch die das Land zu großen Teilen erschlossen wird. Abgesehen von etwa 150 km Autobahnen, die sich nahe den drei großen Städten Auckland, Wellington und Christchurch befinden, bestehen selbst die wichtigen Überlandstraßen aus nicht mehr als zwei Fahrspuren. Die State Highways sind nicht höhenfrei (d. h., dass Kreuzungen nicht immer als Über- oder Unterführung ausgeführt sind) und führen durch Ortschaften, wenig befahrene Teilstücke der Highways sind sogar nur Schotterstraßen, und insbesondere über Brücken finden sich immer wieder einspurige Streckenabschnitte. Das gesamte Straßennetz umfasste 2017 in etwa 94.000 km, wovon rund 61.600 km asphaltiert sind. Die Verkehrsregeln Neuseelands sind geregelt im New Zealand Road Code. Demnach gilt Linksverkehr, innerorts eine Höchstgeschwindigkeit von 50 km/h und außerorts üblicherweise 100 km/h, auf einigen Autobahnabschnitten auch 110 km/h.

### Schifffahrt

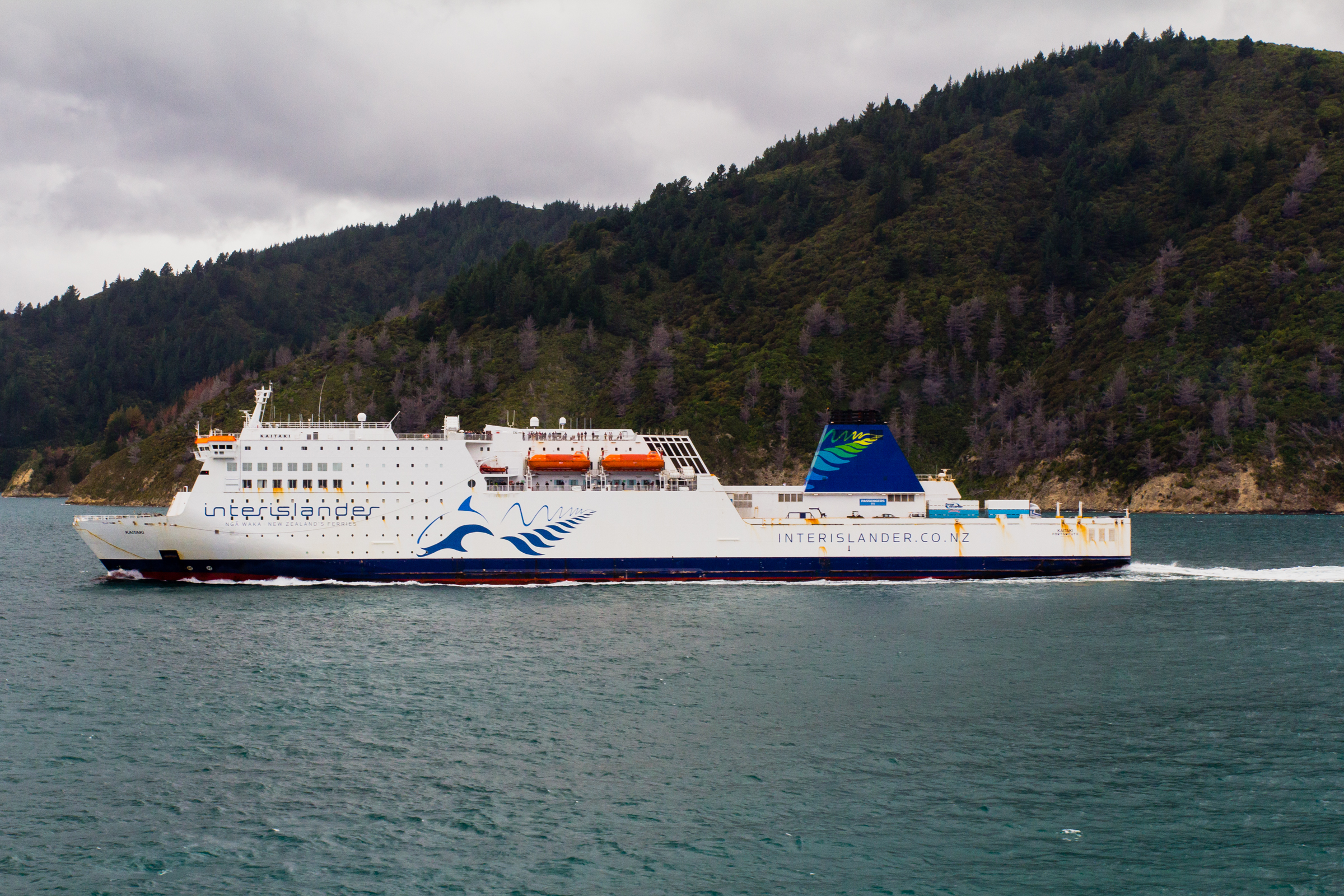
Eine Fähre auf der Cookstraße zwischen Wellington und Picton

Die Schifffahrt in Neuseeland ist sowohl für den Personentransport als auch für den Gütertransport wichtig. Die bedeutendste Schifffahrtslinie für den Personentransport ist der Interislander, eine Fährverbindung, die die Nordinsel (Wellington) mit der Südinsel (Picton) verbindet und pro Jahr etwa eine Million Menschen transportiert. Sie überquert auf ihrer drei Stunden langen Fahrt die nur 35 km breite Cookstraße. (Diese Zeit wird benötigt, da das Schiff nicht nur die Cookstraße, sondern auch den Tory Channel und die Marlborough Sounds durchqueren muss, insgesamt etwa 70 km.) In Neuseeland existieren 1609 km an Binnenschifffahrtswegen, die aber in der heutigen Zeit keine Bedeutung mehr haben.
Neuseeland verfügt über acht größere Häfen mit einer Kapazität von je mehr als zwei Millionen Tonnen und sechs Häfen mit je unter zwei Millionen Tonnen Umsatz. 99 % des Exports im Wert von rund 36 Milliarden NZ$ pro Jahr werden über sämtliche Häfen abgewickelt.
- Containerhäfen: Häfen von Auckland (Auckland), Hafen Tauranga (Tauranga), Hafen Napier, Wellington, Nelson (Tasman Bay / Te Tai-o-Aorere), Hafen Lyttelton (Christchurch), Timaru, Port Chalmers (Dunedin), Bluff
- Andere Häfen: Whangārei, Devonport (Auckland), Gisborne, New Plymouth, Whanganui, Picton, Westport, Greymouth
- Binnenhäfen: Rotorua (Lake Rotorua), Taupō (Lake Taupō), Queenstown, Kingston (Lake Wakatipu), Te Anau und Manapouri (Lake Manapouri)

### Schienenverkehr
In der zweiten Hälfte des 19. Jahrhunderts begann die Errichtung eines ausgedehnten Eisenbahnnetzes im großen Stil. Dabei wurden neben den drei Hauptstrecken (auf der Nordinsel: North Island Main Trunk und East Coast Main Trunk; auf der Südinsel: South Island Main Trunk) zahlreiche private sowie öffentliche Nebenbahnen gebaut, die vom New Zealand Railways Department verwaltet wurden. Am Anfang des 20. Jahrhunderts wurden in vielen größeren Städten des Landes Straßenbahnbetriebe eingerichtet, von denen nur noch der in Christchurch als Touristenattraktion besteht.

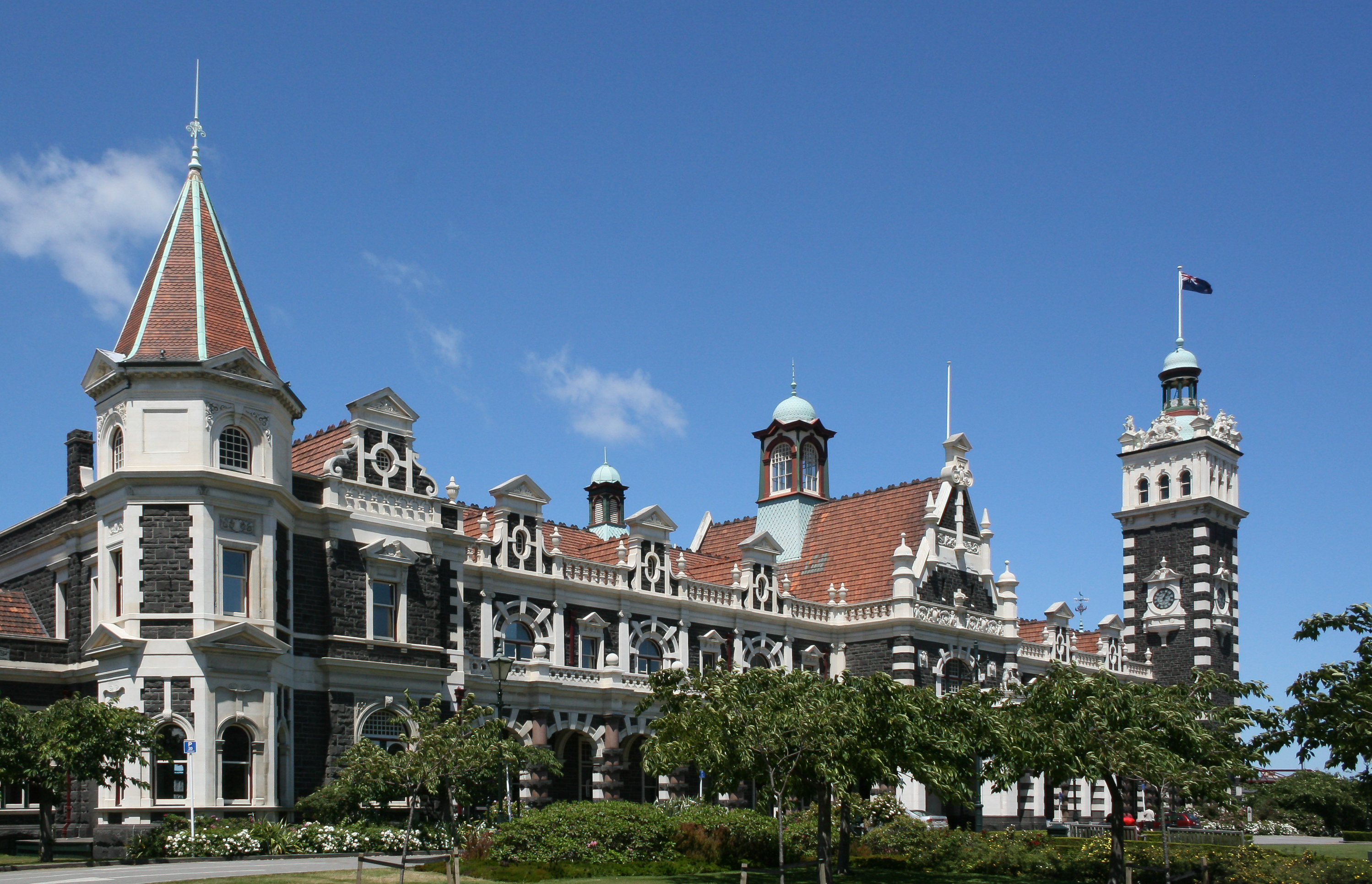
Der Bahnhof Dunedin auf der Südinsel

Bis in die 1950er Jahre waren zumeist Dampflokomotiven im Einsatz, außerdem bestanden einige elektrifizierte Abschnitte. Sukzessive wurden Nebenbahnen geschlossen, zweigleisige Strecken zu eingleisigen zurückgebaut, vorhandene Elektrifizierung wieder entfernt und Passagierverbindungen eingestellt. Von den 3900 Streckenkilometern sind seit der als „Think Big“ bezeichneten Wirtschaftspolitik in den 1980er Jahren etwa 500 km entlang des North Island Main Trunk elektrifiziert.
Nachdem die staatliche neuseeländische Eisenbahn 1993 für 400 Millionen NZ$ (ca. 202 Millionen €) verkauft war, investierte die Betreiberfirma Tranz Rail immer weniger in den Erhalt des Eisenbahnnetzes und verlagerte nach und nach den Transport von Gütern von der Schiene auf die Straße. Außerdem wurden zwischen 1995 und 2004 zahlreiche Personenverbindungen aus wirtschaftlichen Gründen eingestellt, darunter der Southerner. Als die Firma vor dem finanziellen Ruin stand, übernahm das australische Infrastrukturunternehmen Toll Holdings den Eisenbahnbetrieb, der seitdem unter dem Namen Toll Rail zusammengefasst ist, während der neuseeländische Staat das gesamte Streckennetz im Jahr 2004 für den symbolischen Preis von einem Neuseeland-Dollar zurückkaufte und es unter die Verwaltung des staatlichen Unternehmens Ontrack stellte. Weil sich die neuseeländische Regierung und Toll Rail nicht auf Nutzungsgebühren für die verstaatlichten Gleisanlagen einigen konnten, und der Staat Jahr für Jahr einige Millionen Neuseeland-Dollar für den Unterhalt des Netzes zuzahlen musste, entschloss sich die Regierung dazu, zum 1. Juli 2008 den Bahnbetrieb für 665 Millionen NZ$ (ca. 336 Millionen €) von Toll Rail zurückzukaufen.
Trotz dieser Veränderungen bestanden 2008 nur noch vier Personenfernverkehrsverbindungen, die hauptsächlich touristische Bedeutung besitzen und unter dem Namen Kiwi Rail Scenic Journeys firmieren: der Northern Explorer fährt von Auckland nach Wellington, der Coastal Pacific von Picton nach Christchurch und der TranzAlpine überquert die Neuseeländischen Alpen von Christchurch nach Greymouth. Die als Capital Connection bezeichnete Verbindung von Palmerston North nach Wellington ist vornehmlich für Pendler gedacht. Daneben existieren noch einige weitere Betreiber, wie zum Beispiel die Taieri Gorge Railway im Gebiet um Dunedin, die sich auf Touristenausflüge in historischen Waggons oder auf historischen Strecken spezialisiert haben. Die Bedeutung des Schienenverkehrs für den Gütertransport nimmt in den letzten Jahren wieder zu. Fast das gesamte Streckennetz wurde in der Kapspur, also mit einer Spurweite von 1067 mm erbaut.
In den beiden größten Ballungsräumen, Auckland und Wellington, existieren S-Bahn-ähnliche Nahverkehrsnetze, wobei das System in Wellington besser ausgebaut und als einzige Vorortbahn des Landes elektrifiziert ist. Signifikante Verbesserungen für Auckland waren aber geplant. So sollte diese bis 2013 vollständig elektrifiziert sein. Zudem wird ein unter dem Stadtzentrum verlaufender zweigleisiger Tunnel (City Rail Link) errichtet. Die Inbetriebnahme des City Rail Link Tunnels ist (Stand März 2021) für Ende 2024[veraltet] vorgesehen.

### Feuerwehr
In der Feuerwehr in Neuseeland waren im Jahr 2019 landesweit 2.785 Berufs- und 11.847 Freiwillige Feuerwehrleute organisiert, die in 653 Feuerwachen und Feuerwehrhäusern, in denen 714 Löschfahrzeuge und 31 Drehleitern bzw. Teleskopmasten bereitstehen, tätig sind. Der Frauenanteil beträgt 15 Prozent. Die neuseeländischen Feuerwehren wurden im selben Jahr zu 83.359 Einsätzen alarmiert, dabei waren 23.258 Brände zu löschen. Hierbei wurden 33 Tote von den Feuerwehren bei Bränden geborgen. Die nationale Feuerwehrorganisation Fire and Emergency repräsentiert die neuseeländischen Feuerwehren.

### Bildungssystem

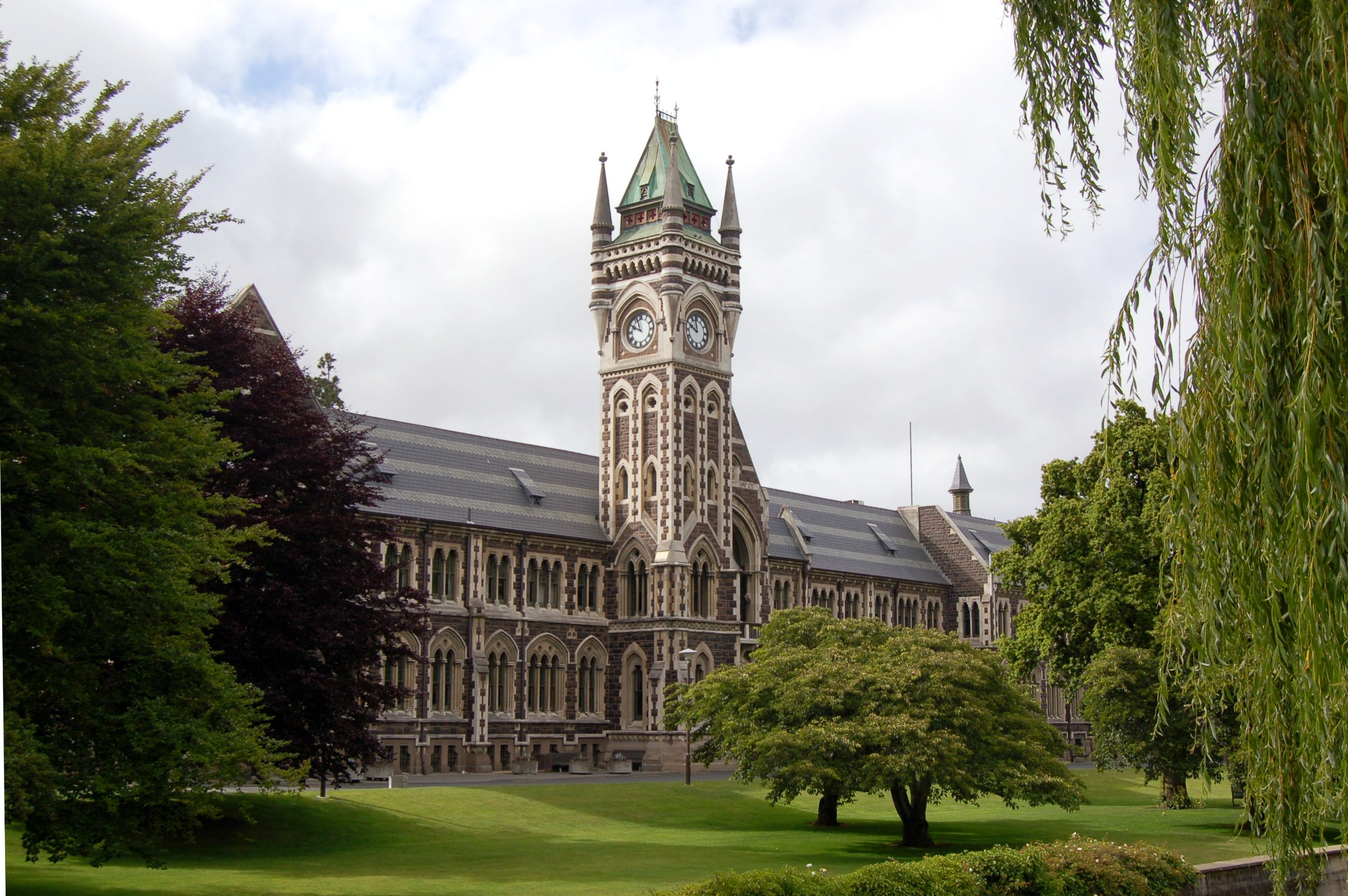
University of Otago in Dunedin

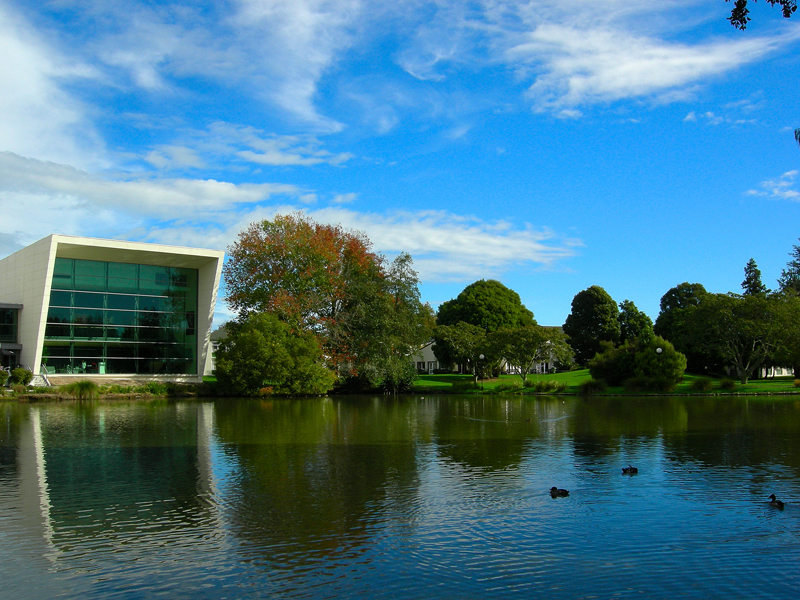
University of Waikato in Hamilton

Für das Bildungssystem in Neuseeland ist das erst seit dem Jahr 1989 bestehende Ministry of Education zuständig. In Zukunft soll die zentrale Verwaltung der Schulen und Universitäten gelockert werden, und diese sollen sich zunehmend selbst verwalten. Alle tertiären Bildungseinrichtungen überwacht die Tertiary Education Commission (TEC).
Die Kindererziehung bis zum fünften Lebensjahr ist privat. Trotzdem besuchen 90 % der Dreijährigen und 98 % der Vierjährigen eine vorschulische Bildungsanstalt, wie zum Beispiel Kindergärten (kindergarten) oder Spielgruppen (playgroups). Ab Vollendung des fünften Lebensjahres kann das Kind eine Grundschule (primary school) besuchen. Unterrichtspflicht besteht von 6 bis 16 Jahren. Die Ausbildung in der Grundschule erfolgt im Regelfall von Jahr 1 bis Jahr 8, wobei das siebte und das achte Jahr alternativ auch in einer intermediate school abgeleistet werden können. Ab der neunten Jahrgangsstufe wird man an einer weiterführenden Schule (secondary school) unterrichtet. Mit Vollendung der elften Klasse kann das National Certificate of Educational Achievement Level 1 (NCEA) nach einem Punktesystem erworben werden, was in etwa dem britischen GCSE entspricht (oder dem deutschen Realschulabschluss). Im folgenden Jahr kann man das Level 2 dieses Abschlusses erwerben. Mit Vollendung des 13. Schuljahres, in der Regel mit etwa 18 Jahren, kann man schließlich den höchsten Schulabschluss erlangen, das Level 3 des NCEA (oder die New Zealand Scholarship qualification, wie der Abschluss seit 2004 heißt). Dieser entspricht dem deutschen Abitur oder dem britischen A Level. Ein Schuljahr in Neuseeland beginnt normalerweise Ende Januar, dauert bis Mitte Dezember und ist in vier Quartale eingeteilt. Je nach Region schwankt die Klassengröße von 19 bis 24 Schüler (2004).
In den PISA-Studien der OECD zeigt sich die große kulturelle Ähnlichkeit zwischen Neuseeland und Australien: In beiden Ländern fallen dieselben Aufgaben den Schülern leicht oder schwer. Kritiker weisen darauf hin, dass zum guten Abschneiden Neuseelands (regelmäßig im obersten Viertel der OECD-Ranglisten) neben einer selektiven Immigrationspolitik auch die Vertrautheit der Schüler mit dem Multiple-Choice-Format, die Herkunft vieler Aufgaben aus dem englischsprachigen Raum und die Ausformulierung sämtlicher Aufgaben durch ein australisches Testunternehmen beitragen dürften.
In Neuseeland gibt es 36 tertiäre Ausbildungseinrichtungen, darunter acht staatliche Universitäten (universities), 21 staatliche Fachhochschulen (polytechnics) und technische Hochschulen (institutes of technology), vier Pädagogische Hochschulen (colleges of education) und drei Wananga (Hochschulen, die auf die Kultur der Māori ausgerichtet sind). Ein akademisches Jahr dauert in Neuseeland von Februar bis November und ist normalerweise in zwei Semester aufgeteilt. Manche Bildungseinrichtungen bieten auch ein Sommer-Trimester (summer trimester) an. Die älteste Universität Neuseelands ist die 1869 gegründete University of Otago. Erwähnenswert ist die University of Waikato wegen ihrer weltweit einzigartigen Fakultät für Māori-Wissenschaften. Von 1870 bis 1961 war die University of New Zealand die einzige Universität des Landes, die zu einem offiziellen Abschluss führte. Nach ihrer Auflösung entstanden aus den einzelnen Campus (constituent colleges) die heutigen Universitäten.

## Kultur
Seit der zweiten Hälfte des 19. Jahrhunderts prägten größtenteils die europäischen Einwanderer die Kultur Neuseelands. Die meisten Immigranten wanderten aus dem „Mutterland“ Großbritannien ein. Dabei gibt es bedeutende regionale Unterschiede: Der Südteil der Südinsel zum Beispiel ist vornehmlich schottisch geprägt. So soll es in Neuseeland mehr Dudelsäcke geben als in Schottland. In den letzten Jahrzehnten erlebte schließlich auch die Māori-Kultur einen Aufschwung. Außerdem verzeichnete das Land große Einwanderungsströme von den pazifischen Inseln und – vor allem in den letzten Jahren – aus Süd-, Ost- und Südostasien. Diese ethnischen Gruppen leben hauptsächlich im Süden des Großraums Auckland. Folglich treffen in Neuseeland verschiedenste Kulturen aus dem pazifischen Raum auf die westliche Lebensweise Großbritanniens, zu dem das Land immer noch eine starke Bindung hat.
In Neuseeland gilt das metrische Einheitensystem.

### Feiertage
| Datum | Englische Bezeichnung    | Deutsche Bezeichnung                 | Anmerkungen |
| --- | ------------------------ | ------------------------------------ | --- |
| 1. Januar | New Year’s Day           | Neujahr                              | Falls der 1. Januar auf ein Wochenende fällt, findet der Feiertag am folgenden Montag statt.                                                            |
| 2. Januar | Day after New Year’s Day | Tag nach Neujahr                     | Falls der 2. Januar ein Samstag oder Sonntag ist, findet der Feiertag am folgenden Montag oder Dienstag statt.                                          |
| 6. Februar | Waitangi Day             | Waitangi Day                         | Der Nationalfeiertag des Landes (seit 1960) erinnert an die Unterzeichnung des Vertrags von Waitangi 1840.                                              |
| Freitag vor dem Ostersonntag                                                                                   | Good Friday              | Karfreitag                           | |
| Sonntag nach dem ersten Vollmond nach dem Äquinoktium                                                          | Easter Sunday            | Ostersonntag                         | |
| Tag nach Ostersonntag                                                                                          | Easter Monday            | Ostermontag                          | |
| 25. April | ANZAC Day                | ANZAC Day                            | Feiertag zur Ehrung der gemeinsamen Streitkräfte Australiens und Neuseelands im Ersten Weltkrieg am Jahrestag der Schlacht von Gallipoli                |
| Erster Montag im Juni                                                                                          | King’s Birthday          | (symbolischer) Geburtstag des Königs | |
| an einem Freitag im Juni oder Juli, wenn ein bestimmter Cluster von Sternen in der Mitte des Winters auftreten | Matariki                 | Matariki                             | Neujahrsfest der Maori am ersten Neumond nach dem Aufgang der Plejaden. Seit 2022 gesetzlicher Feiertag.                                                |
| Vierter Montag im Oktober                                                                                      | Labour Day               | Tag der Arbeit                       | Gedenktag zur Einführung des Acht-Stunden-Tages im Jahr 1840, deswegen teilweise auch Eight-Hour Demonstration Day                                      |
| 25. Dezember                                                                                                   | Christmas Day            | Weihnachten                          | Entspricht dem 1. Weihnachtsfeiertag, falls der 25. Dezember auf ein Wochenende fällt, findet der Feiertag am folgenden Montag statt.                   |
| 26. Dezember                                                                                                   | Boxing Day               | Boxing Day                           | Entspricht dem 2. Weihnachtsfeiertag, falls der 26. Dezember ein Samstag oder Sonntag ist, findet der Feiertag am folgenden Montag oder Dienstag statt. |

Neben diesen landesweiten Feiertagen wurden 1981 die Provincial Anniversary Days eingeführt, deren Datum jede (historische) Region Neuseelands selbst festlegen kann. Mit diesen Feiertagen wird an die Gründung der Provinz oder die Ankunft der ersten Siedler in dem bestimmten Gebiet erinnert.

### Medien
Am 18. April 1840 wurde mit der New Zealand Gazette die erste neuseeländische Zeitung veröffentlicht. Heute beherrscht der zur australischen Gruppe APN News & Media gehörige New Zealand Herald aus Auckland mit einer täglichen Auflage von etwa 200.000 Exemplaren den neuseeländischen Zeitungsmarkt. Dieser wird gefolgt von der erst im Jahr 2002 aus einer Fusion entstandenen Dominion Post mit Sitz in Wellington (tägliche Auflage: 100.000 Exemplare) sowie von The Press aus Christchurch mit etwa 90.000 Exemplaren täglich. Letztere gehören beide zur auch in Australien tätigen Fairfax Group. Die älteste noch erscheinende Tageszeitung des Landes ist die Otago Daily Times, die in Dunedin herausgegeben wird.
Seit 1925 wurde an der Entwicklung eines landesweit empfangbaren Hörfunksenders gearbeitet. Dieses Vorhaben war bis etwa 1936 abgeschlossen. Seit 1962 war nicht mehr direkt die Regierung, sondern die New Zealand Broadcasting Corporation (NZBC) für die Verwaltung der öffentlichen Sendestationen des Landes zuständig. Seitdem wurden die Zuständigkeiten oft neu gegliedert, doch ein nicht-kommerzielles Sendeschema blieb integraler Bestandteil von Radio New Zealand, das seit 1995 ein eigenständiges Unternehmen ist, jedoch weiterhin eine Crown Entity darstellt. Neben Radio New Zealand, das drei landesweite Hörfunkprogramme (RNZ National, RNZ Concert, RNZ Parliament) und den Auslandsdienst RNZ International (früher: RNZ Pacific) betreibt, existieren zahlreiche private Sender.
Im Fernsehbereich war Neuseeland ein Spätzünder. Nachdem die BBC in Großbritannien schon im Jahr 1936 ihren Betrieb aufgenommen hatte, folgten die USA nur drei Jahre später mit der NBC. Das erste offizielle Fernsehprogramm in Neuseeland wurde ab dem 1. Juni 1960 ausgestrahlt und nur in Auckland empfangen. In den folgenden Jahren wurde der Empfang auf den größten Teil des Landes ausgeweitet. Weitere Meilensteine im neuseeländischen Rundfunkbereich folgten 1971, als das Land erstmals Zugang zu Satelliten hatte und somit in der Lage war, Live-Sendungen aus allen Teilen der Erde zu empfangen, und 1974, als das Farbfernsehen wegen der in Christchurch stattfindenden British Commonwealth Games eingeführt wurde. Neben den beiden nationalen Sendestationen TV One und TV2 wurden seit der Deregulierung 1989 einige private Sender eingeführt: Die zu CanWest Global Communications gehörigen TV3 und C4 und zuletzt Prime TV. Des Weiteren gibt es zwei Bezahlfernseh-Anbieter. Seit 2004 gibt es einen nationalen Sender, der überwiegend in Māori sendet. Das auf der digitalen DVB-Technik basierende, frei empfangbare FreeView soll Platz für 18 Sender bieten und das analoge Fernsehen bis spätestens 2016 ablösen. Ein Großteil der neuseeländischen Sender können beispielsweise in Auckland via DVB-T empfangen werden, wobei die nationalen Fernsehsender TV One und TV2 sowie TV3 hochauflösend in 1080i ausstrahlen. Die 1960 eingeführten Rundfunkgebühren wurden 1999 abgeschafft.
Im Jahr 2020 nutzten 92 Prozent der Einwohner Neuseelands das Internet.

### Film

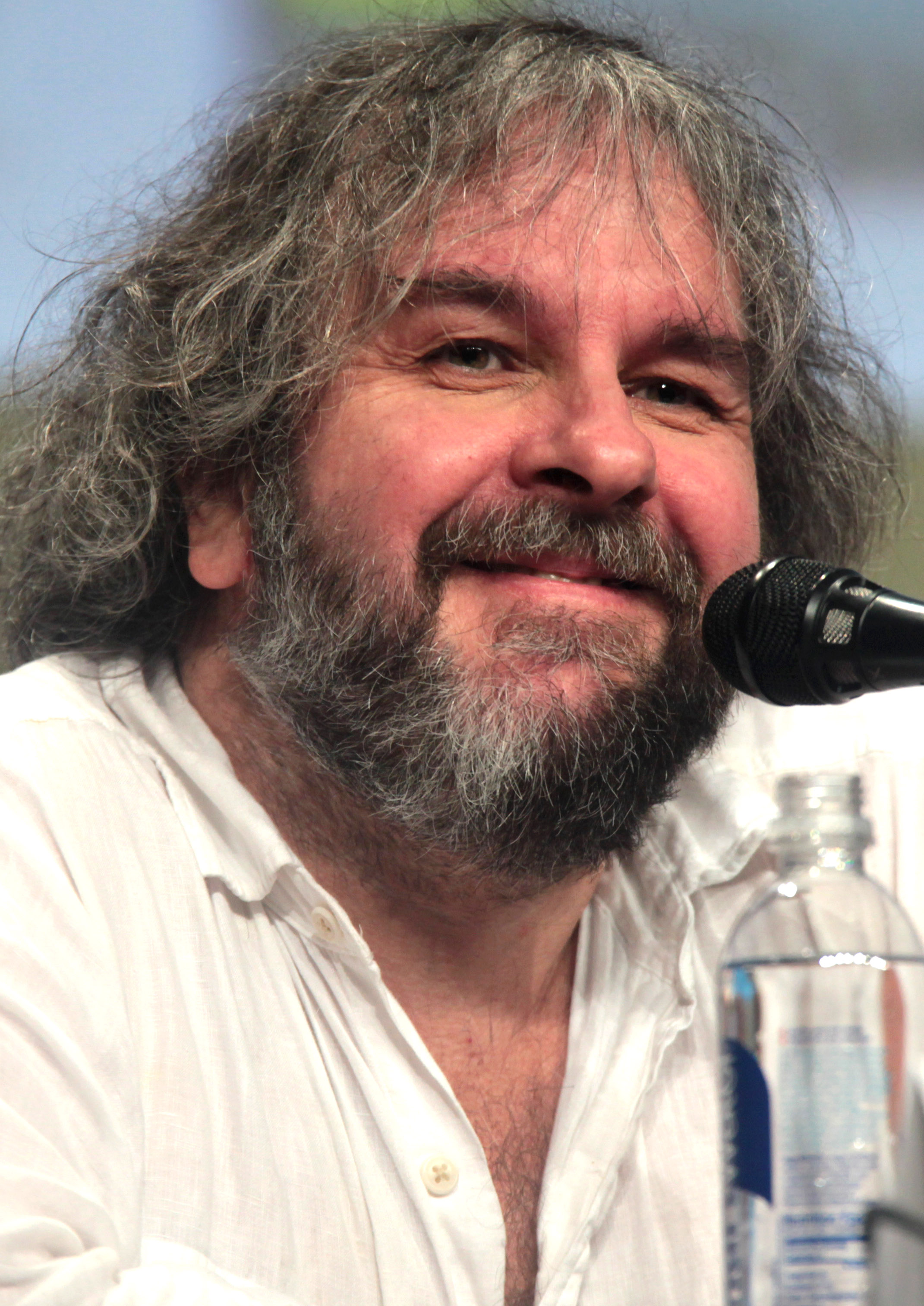
Peter Jackson ist der bekannteste neuseeländische Regisseur

Von der Stummfilmära an gab es im Wesentlichen nur Dokumentarfilme, als bedeutende Filmschaffende dieser Zeit sind mindestens John O’Shea (Pacific Films) und Rudall Hayward zu erwähnen. 1978 trat der New Zealand Film Commission Act in Kraft.
Sam Neill drehte 1995 für das British Film Institute über seine Heimat und deren Filmkunst das „Kino der Unruhe“: „Alle Neuseeländer gehen gerne ins Kino“ (bezogen auf die 1950er Jahre). Ihm zufolge war 1977 Schlafende Hunde von Roger Donaldson bzw. Ian Mune so etwas wie eine Initialzündung für den neuseeländischen Film.
In den letzten Jahren ist Neuseeland, nicht zuletzt durch den weltweiten Erfolg der mit 17 Oscars prämierten Trilogie Der Herr der Ringe (Lord of the Rings) und der Trilogie Der Hobbit (2012, 2013, 2014) unter der Regie von Peter Jackson, zu einem bekannten Filmland geworden. Neuseeländische Regisseure sind jedoch bereits seit vielen Jahren auch international tätig: So wurde in Cannes bereits 1984 das Erstlingswerk Vigil von Vincent Ward gezeigt. Im Jahr 1986 lief der Science-Fiction-Film Quiet Earth – Das letzte Experiment (Regie: Geoff Murphy) in deutschen Kinos.
In den 1990er Jahren erzielten erstmals auch Filme, die neuseeländische Themen zum Gegenstand haben, internationale Erfolge. Herausragend war dabei das mit drei Oscars und der Goldenen Palme preisgekrönte Drama Das Piano der Regisseurin Jane Campion. Etwa zur gleichen Zeit erschienen auch Peter Jacksons Film Heavenly Creatures sowie Lee Tamahoris Romanverfilmung Die letzte Kriegerin (Once Were Warriors), die auch dort sehr beliebt ist. Zu den bekanntesten Filmen der letzten Jahre gehört der ebenfalls auf einem Roman basierende Film Whale Rider (Regie: Niki Caro). Zwei weitere Filme, die neuseeländische Themen zum Gegenstand haben, sind Mit Herz und Hand (The World’s Fastest Indian) von Roger Donaldson und River Queen von Vincent Ward.
Die bislang erfolgreichsten neuseeländischen Filme Boy und Wo die wilden Menschen jagen stammen von Taika Waititi, der daraufhin von Marvel Studios als Regisseur für Thor: Tag der Entscheidung verpflichtet wurde.
Die international sehr erfolgreiche Fantasy-Serie Xena (1995–2001) wurde in Neuseeland gedreht. Die Hauptdarstellerin Lucy Lawless ist gebürtige Neuseeländerin.
Zu den neuesten Filmen neuseeländischer Regisseure zählen King Kong (Regie: Peter Jackson) und Die Chroniken von Narnia: Der König von Narnia (Regie: Andrew Adamson). Für die Spezialeffekte in zahlreichen internationalen Produktionen sorgt der in Wellington ansässige Weta Workshop. Neuseeland dient auch in verschiedenen Filmen als Kulisse, so beispielsweise in Vertical Limit und Last Samurai.

### Musik

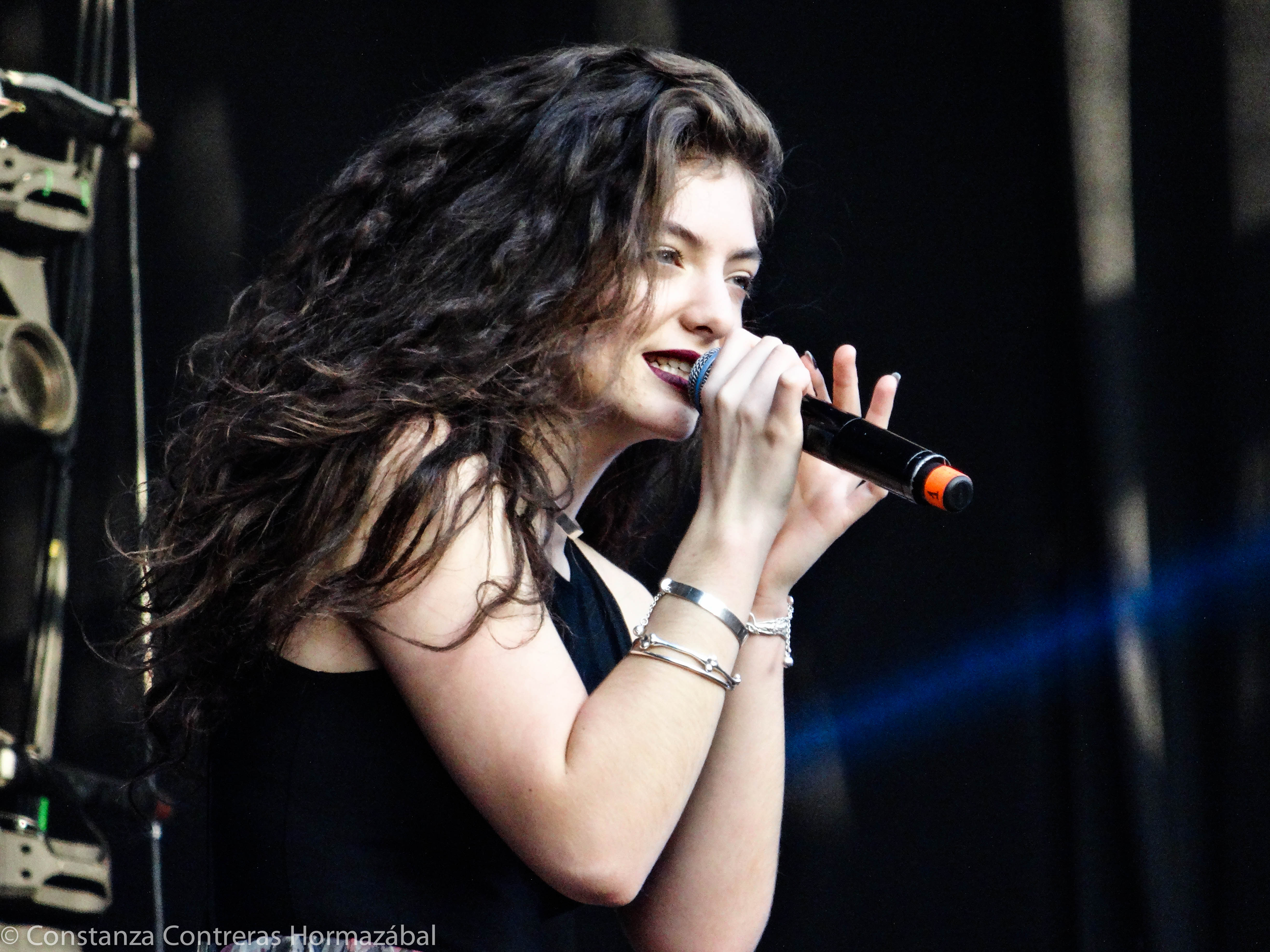
Lorde bei einem Auftritt im Jahr 2014

Neben der traditionellen Musik der Māori wird die neuseeländische Unterhaltungsmusik größtenteils von Künstlern bestimmt, die westlich geprägte Musikstile pflegen. Besonders im Indie-Rock sind einige Bands jedoch immer wieder durch ihren eigenwilligen Klang aufgefallen, so dass sich für diesen Teil der Musikszene auch der Begriff Kiwi Rock etabliert hat.
Einen der weltweit bestverkauften Popsongs aus Neuseeland stellt die 1996 veröffentlichte Single How Bizarre der Gruppe OMC dar. Weitere namhafte Künstler mit internationaler Bekanntheit sind die Sängerinnen Lorde, Kimbra, Brooke Fraser, Bic Runga und Ladyhawke sowie die Gruppen The Naked and Famous, Fat Freddy’s Drop und Flight of the Conchords.
Eine der ersten erfolgreichen Rockbands aus Neuseeland war die Formation Split Enz um die Brüder Neil Finn und Tim Finn, die mit der Single I Got You 1980 ihren größten Hit verzeichnen konnte. Beide sind auch heute noch musikalisch aktiv. Neil Finn gründete 1985 zudem die Band Crowded House, deren Song Don’t Dream It’s Over 1987 ein Welthit wurde.
In den 1980er Jahren beeinflusste das Independent-Label Flying Nun Records den Rocksektor nachhaltig. Während Gruppen wie The Chills, The Clean, The Bats, The Verlaines und Tall Dwarfs den sogenannten Dunedin Sound prägten, zählen Bailter Space aus Christchurch bis heute zu den bekanntesten Vertretern des neuseeländischen Noise-Rocks. Auch danach brachte die einheimische Musikszene insbesondere in den Bereichen Indie und Alternative Rock eine Vielzahl nennenswerter Bands hervor, dazu gehören unter anderem The Datsuns, The Veils, The Brunettes, The Ruby Suns, OpShop, Evermore, Kerretta und Die! Die! Die!.
Das Land verfügt über ein nationales Sinfonieorchester. Aus Neuseeland stammt zudem eine Reihe bekannter Opernstars, dazu zählen vor allem Frances Alda, Malvina Major, Donald McIntyre und Kiri Te Kanawa. Die klassische Sängerin Hayley Westenra ist ebenfalls eine international anerkannte Künstlerin.

### Literatur

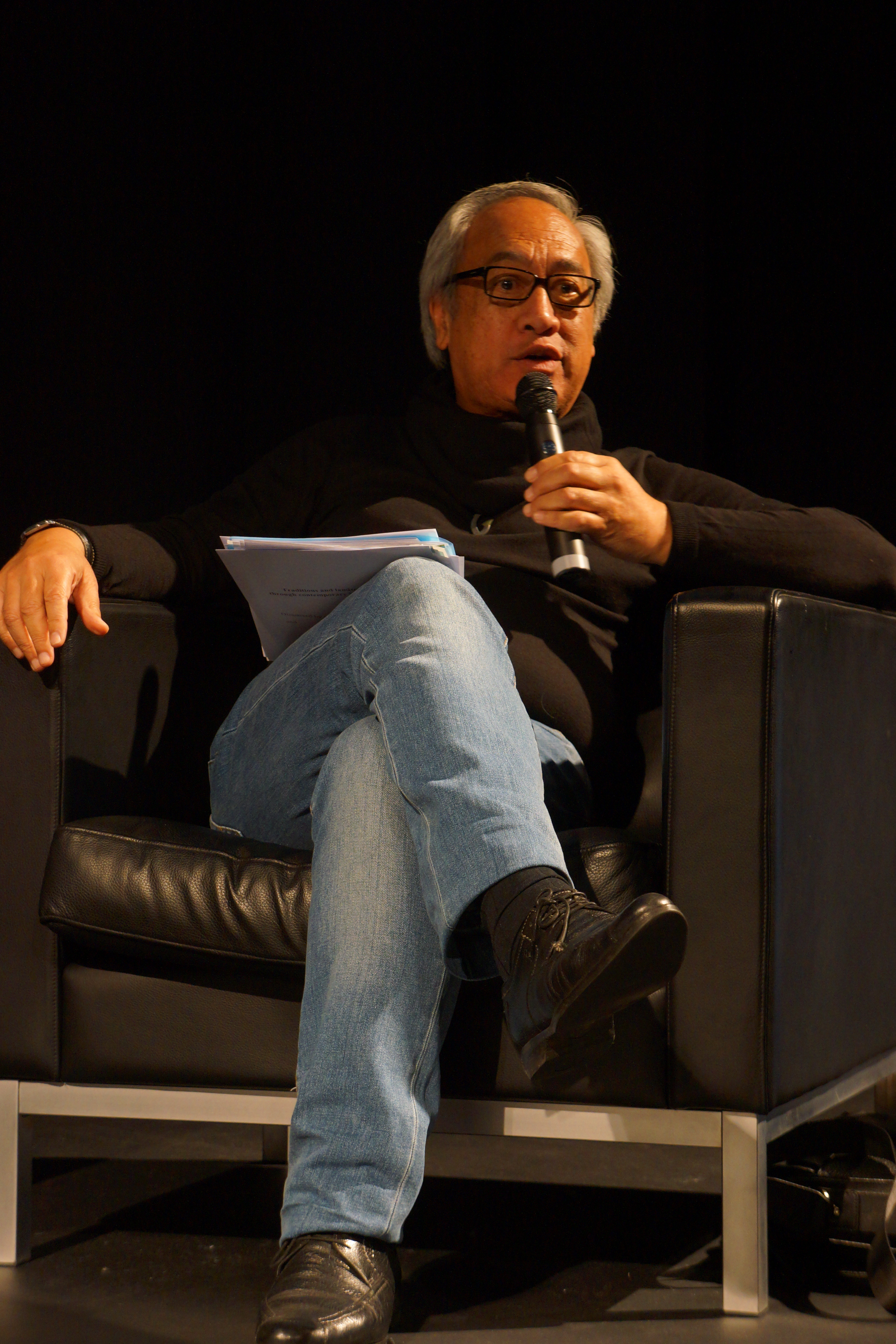
Der Schriftsteller Witi Ihimaera (hier in Frankfurt 2012)

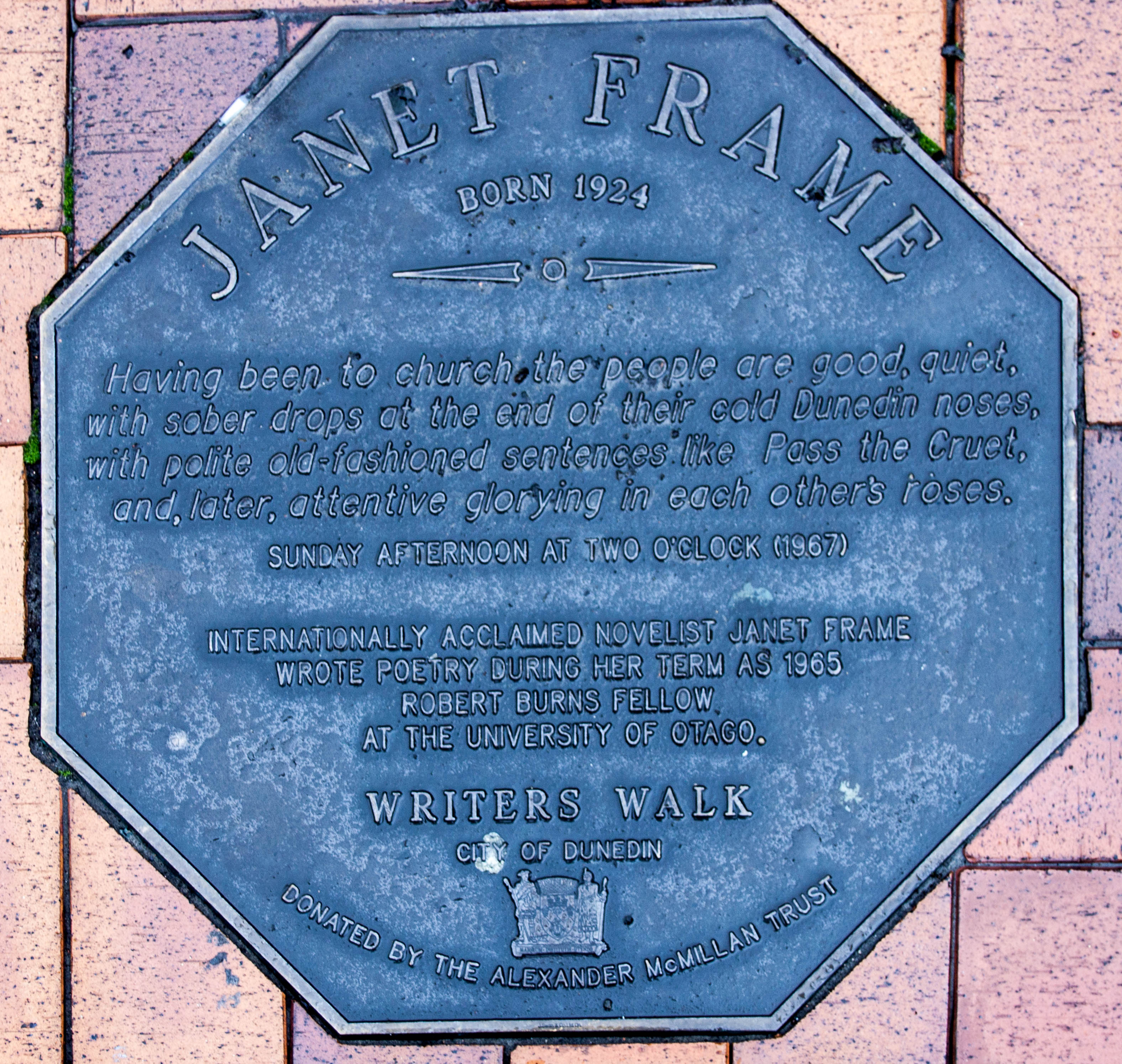
Erinnerungstafel für Janet Frame in Dunedin

### Sport
In Neuseeland spielt Sport eine sehr große Rolle. In den wichtigsten Sportarten des Commonwealth – Rugby, Cricket und Netball – gehört Neuseeland zur Weltspitze. Bei den Olympischen Sommerspielen sowie den Commonwealth Games gewinnt Neuseeland regelmäßig eine – für seine geringe Einwohnerzahl – relativ hohe Anzahl an Medaillen. In den 1950er bis 1980er Jahren hat Neuseeland immer wieder einige herausragende Leichtathleten hervorgebracht, vor allem Mittel- und Langstreckenläufer sowie Speerwerfer. Mit Arthur Lydiard gab es zudem einen Trainer, dessen System seiner Zeit voraus war. Derzeit gehört die Kugelstoßerin Valerie Adams (zeitweise unter dem Namen Valerie Vili) zur Weltspitze.
Darüber hinaus zählt Neuseeland zu den führenden Nationen beim Segeln. 1995 und 2000 gewann das Team New Zealand unter den Skippern Russell Coutts und Dean Barker den America’s Cup und 2007 und 2013 den Louis Vuitton Cup. Zahlreiche Wassersportarten, zum Beispiel Surfen oder Rudern, gehören zu den in Neuseeland beliebten Freizeitaktivitäten. Dies gilt ebenso für Golf, Tennis sowie eine Vielzahl an Wintersportarten, zum Beispiel Curling, Skifahren oder Snowboarden.

#### Rugby

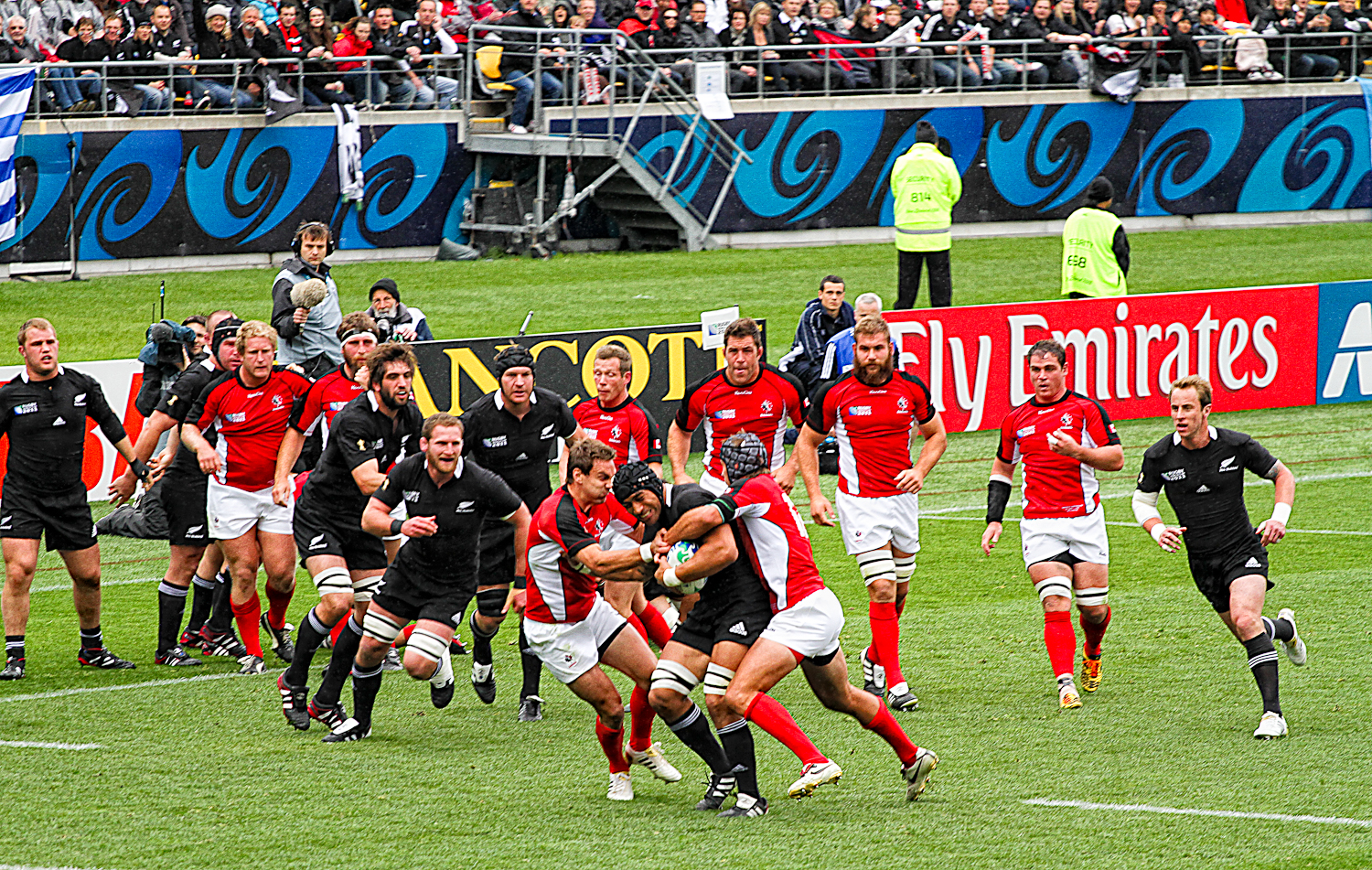
Vorrundenspiel zwischen den Mannschaften Neuseelands und Kanadas während der Weltmeisterschaft 2011 in Neuseeland

Nationalsportart des Landes ist Rugby Union. Die neuseeländische Nationalmannschaft heißt aufgrund ihrer durchgehend schwarzen Spielkleidung All Blacks. Trotz der nicht übermäßig großen Einwohnerzahl des Landes haben die All Blacks jahrelang die Weltrangliste angeführt und stehen aktuell auf Platz 4. Sie sind die berühmteste und erfolgreichste Mannschaft in der Geschichte des internationalen Rugby und haben gegen jeden bisherigen Gegner eine positive Gewinnbilanz, also mehr Spiele gewonnen als verloren. Zudem konnte die Mannschaft 1987, 2011 und 2015 die Rugby Union Weltmeisterschaft gewinnen und ist nach Südafrika die zweiterfolgreichste Mannschaft. Neben der Weltmeisterschaft zählt die jährlich ausgetragene Rugby Championship (früher Tri Nations) gegen die Teams aus Argentinien, Australien und Südafrika zu den festen Turnieren des Teams. Weiterhin spielen Freundschaftsländerspiele auf der traditionellen Europatour im Herbst gegen alle vier Nationalmannschaften der britischen Inseln (England, Irland, Schottland, Wales) oder gegen die besuchenden British and Irish Lions (All-Star-Auswahl der Länder der britischen Inseln) eine bedeutende Rolle. Neben ihrem sportlichen Erfolg sind die All Blacks auch für den Haka bekannt, einen auf die Māori zurückgehenden Kriegstanz, der vor jeder Partie zelebriert wird. Der Männlichkeitskult des Rugbys ist jedoch auch mit dem weit verbreiteten Sexismus in der Gesellschaft Neuseelands in Zusammenhang gebracht worden. Die Black Ferns genannte Frauen-Nationalmannschaft ist bei Weitem das erfolgreichste Team bei Weltmeisterschaften und gewann sechs Titel: 1998, 2002, 2006, 2010, 2017 und 2021. Zudem war Neuseeland Gastgeber des Turnieres 2021.
Vereins-Rugby spielt in Neuseeland eine unbedeutende Rolle und ist reiner Amateursport. Alle Profiteams sind Provinzmannschaften. Im internationalen Provinzrugby spielen die neuseeländischen Franchise-Teams Blues, Chiefs, Crusaders, Highlanders und Hurricanes in der Super Rugby-Meisterschaft gemeinsam mit Teams aus Australien, Fidschi und dem Pazifischen Ozean. Die professionelle neuseelandweite Rugby Union Provinzmeisterschaft ist der ITM Cup.
In letzter Zeit erfreut sich auch Rugby League steigender Beliebtheit in Neuseeland. Die neuseeländische Rugby-League-Nationalmannschaft gewann 2008 erstmals die Weltmeisterschaft. Seit 1995 spielt mit den New Zealand Warriors ein Team aus Auckland in der australischen National Rugby League. Besonders populär ist Rugby League innerhalb der polynesischen Bevölkerung Neuseelands.

#### Motorsport
Neuseeland hat zusammen mit Australien eine lebendige Motorsportszene und stellte in den 1960er und 1970er Jahren mit Denis Hulme und Chris Amon zwei erfolgreiche Formel-1-Fahrer, Hulme wurde 1967 sogar Formel-1-Weltmeister. Noch bekannter ist jedoch Bruce McLaren, der im Jahr 1966 das bis heute in der Formel 1 bestehende McLaren-Team gründete. Im Jahr 2024 debütierte der neuseeländische Fahrer Liam Lawson in der Formel-1.
Neben den heute noch benutzten Manfeild Circuit Chris Amon in Feilding, Pukekohe Park Raceway (2,91 km) bei Auckland und Teretonga Park (2,574 km) bei Invercargill existierten mehrere Rennstrecken, auf denen Fahrermeisterschaften mit Tasman-Formel 2,5-Liter Monoposti (Tasman-Serie) durchgeführt wurden:
- Levin Circuit – 1,931 km bei Levin
- Wigram Airfield – 3,701 km bei Christchurch

Neue Strecken gibt es bei Timaru (Timaru International Raceway, 1,6 km bzw. 2,4 km, gegen den Uhrzeigersinn), Taupō (1,3 km, 2,3 km und 3,32 km, gegen den Uhrzeigersinn), Cromwell (Neuseeland) (Highlands Motorsport Park, 4,1 km, im Uhrzeigersinn), Christchurch (Ruapuna Park, 3,33 km, gegen den Uhrzeigersinn) und Hampton Downs (Hampton Downs Motorsport Park, 2,63 km, im Uhrzeigersinn).
In den Jahren 2003 und 2004 wurde auf dem Pukekura Raceway in New Plymouth im Rahmen der Langbahn-Weltmeisterschaft der Langbahn-WM Grand Prix von Neuseeland ausgetragen. Im Western Springs Stadium in Auckland findet seit 2012 im Rahmen der Speedway-Einzel-Weltmeisterschaft der Speedway-WM Grand Prix von Neuseeland statt. Die Speedway-Fahrer Ivan Mauger, Barry Briggs und Ronnie Moore holten insgesamt 12 Speedway-Einzel-WM-Titel für Neuseeland. Ivan Mauger wurde zudem noch dreimal Langbahn-Weltmeister.

#### Fußball

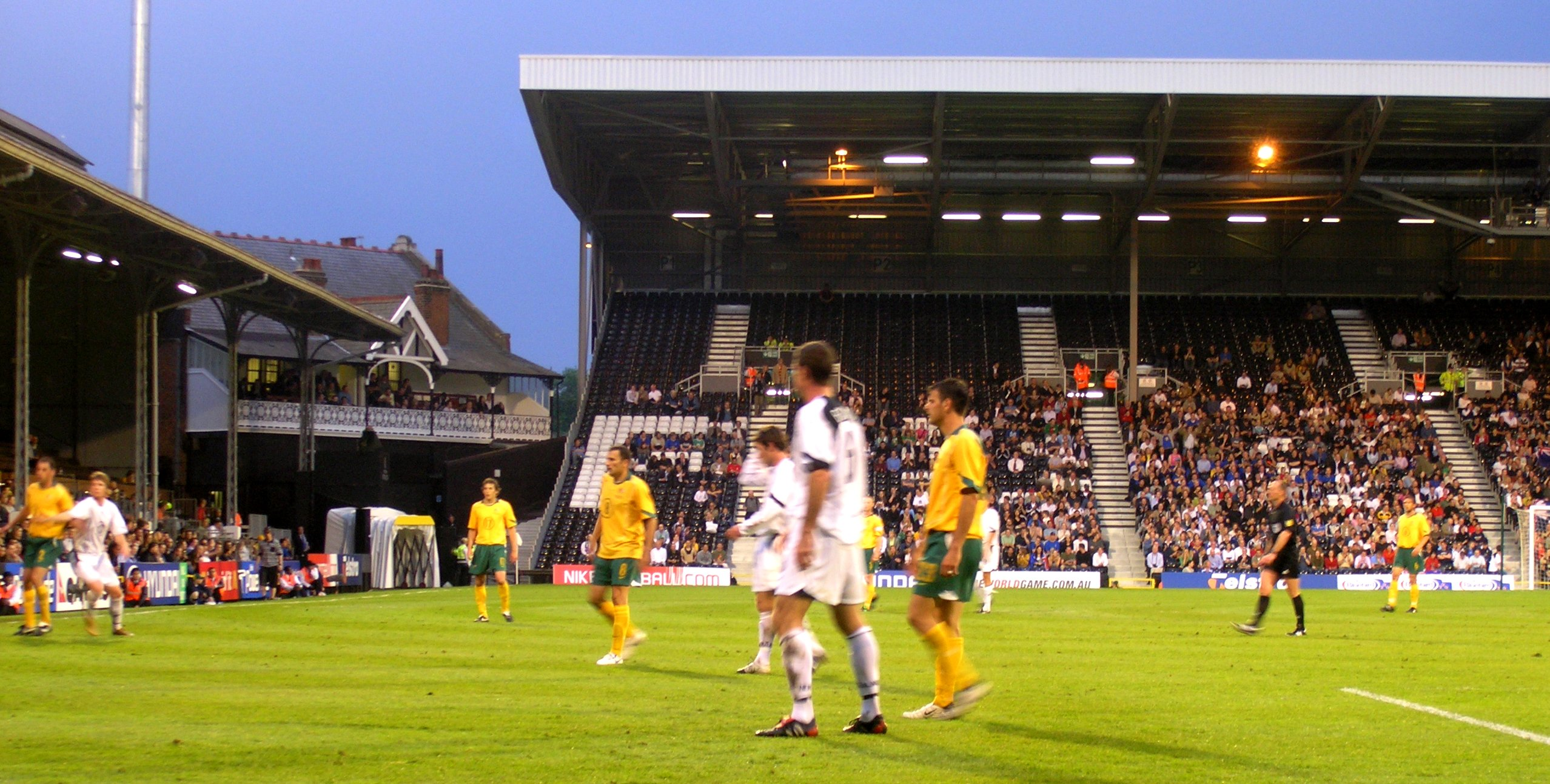
Neuseelands All Whites gegen Australiens Socceroos, 2005

Einer wachsenden Beliebtheit als Mannschaftssportart erfreut sich der Fußball in Neuseeland. Die Frauennationalmannschaft nahm bereits an sechs Fußballweltmeisterschaften teil und Neuseeland war gemeinsam mit Australien Gastgeber der Frauen-Weltmeisterschaft 2023. Die All Whites genannte Nationalmannschaft der Männer qualifizierte sich nach der WM 1982 zur Weltmeisterschaftsendrunde 2010 in Südafrika, bei der die Mannschaft ungeschlagen als Gruppendritter vor Titelverteidiger Italien ausschied.
Mit Wellington Phoenix stellt das Land bei den Männern einen Verein in der australischen A-League. Die New Zealand Football Championship löste 2004 die National Soccer League als höchste nationale Spielklasse ab. Zur internationalen Bekanntheit schaffte es Wynton Rufer, der zu Ozeaniens Fußballer des Jahrhunderts gewählt wurde. Er spielte u. a. bei Werder Bremen in der deutschen Bundesliga und war an nationalen und internationalen Erfolgen beteiligt. Fußball wird oft im Amateur-Bereich gespielt, doch selten professionell.

#### Cricket

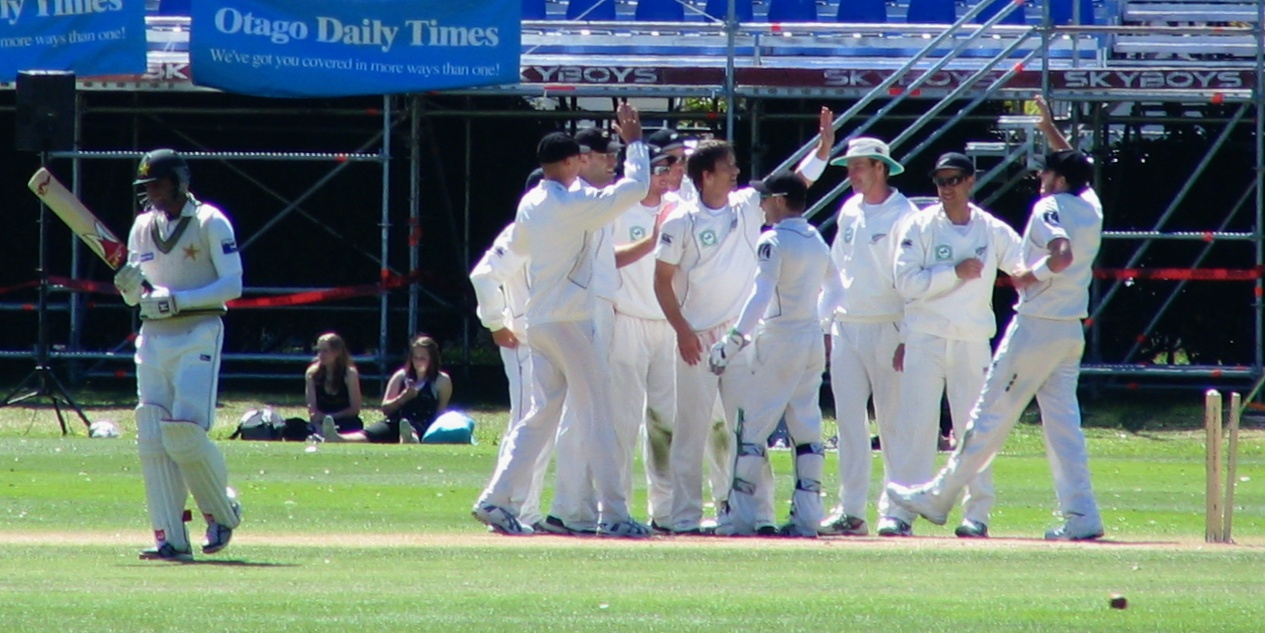
Neuseelands Cricket-Nationalmannschaft in den weißen Trikots für Test Cricket

Neben Rugby ist vor allem Cricket Neuseelands erfolgreichste Mannschaftssportart. Die neuseeländische Cricket-Nationalmannschaft Black Caps, deren Spitzname sich wie viele andere neuseeländische Nationalmannschaften vom Rugby-Union-Äquivalent ableitet, verfügt seit 1930 über Teststatus, was zur Teilnahme an der angesehensten Stufe des Crickets berechtigt. Neuseeland nahm an jedem Cricket World Cup teil und war 1992 erstmals gemeinsam mit Australien Gastgeber des Turniers. Bei der ICC KnockOut 2000 gewann Neuseeland seinen ersten internationalen Crickettitel. Seit den 2010er Jahren gelang den Black Caps die Etablierung an der Weltspitze. Bei der Weltmeisterschaft 2015, die zusammen mit Australien ausgetragen wurde, erreichte man erstmals das Finale, das jedoch gegen den Nachbarn verloren ging. Bei der Weltmeisterschaft 2019 in England gelang die Wiederholung dieses Erfolges, als man dem Gastgeber nach Anzahl der Boundaries unterlag, nachdem das Finale und (das anschließende Super Over) erstmals unentschieden endete. Im Test Cricket, der angesehensten Stufe des Crickets, erreichte Neuseeland 2021 erstmals den ersten Platz der ICC-Test-Rangliste. Im Juni 2021 gewann Neuseeland das Finale der ersten ICC World Test Championship gegen Indien mit acht Wickets und damit seinen zweiten internationalen Crickettitel. Beim T20 World Cup 2021 in Oman und den Vereinigten Arabischen Emiraten erreichte Neuseeland erstmals das Finale in diesem Format, unterlag dort jedoch gegen Australien mit acht Wickets. Gemeinsam mit Australien wird Neuseeland den T20 World Cup 2028 anbieten.

#### Inklusion
Special Olympics Neuseeland wurde 1983 gegründet und nahm mehrmals an Special Olympics Weltspielen teil.